# Saint-Empire romain germanique
Vous lisez un « article de qualité » labellisé en 2008.
Cet article concerne le « Premier Reich » (962-1806). Pour le « Deuxième Reich » (1871-1918), voir Empire allemand. Pour l'Allemagne nazie (1933-1945), voir Troisième Reich.
Pour les articles homonymes, voir Empire romain (homonymie) et Empire d'Occident.
Ne doit pas être confondu avec Empire romain d'Occident, Empire carolingien, Confédération germanique ou Empire allemand.
2 février 962 – 6 août 1806
(844 ans, 6 mois et 4 jours)
Entités précédentes :
- Empire romain d'Occident (476, indirectement)
- Empire carolingien (924, indirectement)
- Francie orientale (962)
- Royaume d'Italie (962)
- Royaume de Bourgogne (1033)

Entités suivantes :
- Empire d'Autriche (1806)
- Confédération du Rhin (1806)
- Royaume de Prusse (1806)
- République française et républiques sœurs
 -  République cisrhénane
 - République bouillonnaise
 - République rauracienne
 -  République helvétique
 -  République cisalpine
 -  République subalpine
 -  République cispadane
 -  République transpadane
- Royaume de France
 - Lorraine (1766)
 - Franche-Comté (1678)
 - Alsace (1678)
 - Provence (1481)
 - Dauphiné (1349)
- Confédération des XIII cantons[11] (1648)
- Provinces-Unies[12] (1648)
- République de Genève[13] (1648)
- Duché de Parme et Plaisance[12]
- États belgiques unis (1789)
- République de Gênes[12]
- République de Venise[12]
- États pontificaux[12]
- Monaco (1524)
- République de Mulhouse (1515)
- Grand-duché de Toscane[12]

Le Saint-Empire romain germanique, selon la terminologie francophone usuelle, est un État d'Europe ayant existé de 962 (couronnement d'Otton Ier) à 1806 (abdication de François II). Cet État, issu de la décomposition de l'Empire carolingien, a joué un rôle important dans l'histoire de l'Europe au Moyen Âge, notamment du fait du conflit entre les empereurs et les papes, et pendant les Temps modernes. Sa disparition aboutit à l'établissement de l'empire d'Autriche (empire d'Autriche-Hongrie à partir de 1867) et de la confédération du Rhin, à laquelle succédera la Confédération germanique (1815), la Confédération de l'Allemagne du Nord (1867) puis l'Empire allemand (1871).
Sur le plan historique, le Saint-Empire est constitué au Xe siècle par la dynastie des Ottoniens en regroupant deux des divisions de l'Empire carolingien définies par le traité de Verdun de 843 : la Francie orientale germanophone et la Francie médiane, qui devient ensuite la Lotharingie, à la fois germanophone, italophone et francophone. L'empire d'Otton Ier s'étend donc de la mer du Nord aux États pontificaux, à l'est des quatre fleuves délimitant la Francie occidentale : l'Escaut, la Meuse, la Saône et le Rhône.
Le contrôle des empereurs sur l'Italie disparaît dès le Moyen Âge, ce qui suscite le conflit entre les Guelfes (favorables à la papauté) et les Gibelins (favorables à l'empereur) au sein des républiques urbaines italiennes. De leur côté, les rois de France s'emparent progressivement des territoires impériaux limitrophes de leur royaume, à la fin du Moyen Âge (Dauphiné, Provence) et à l'époque moderne (Franche-Comté, Alsace, Lorraine, notamment). Le Saint-Empire se rétracte donc peu à peu sur les territoires de langue allemande, perdant le contrôle des Pays-Bas à la suite de la création des Provinces-Unies en 1581.
Né à la même époque que le royaume de France capétien (987), l'Empire connaît une évolution très différente en ce qui concerne le pouvoir du souverain : les rois de France parviennent, au bout de plusieurs siècles, à créer un État centralisé en luttant sans cesse contre les droits et pouvoirs des princes féodaux ; dans l'Empire, la centralisation se développe non pas au profit de l'empereur, mais au profit de certains des princes, notamment les margraves de Brandebourg à l'origine de la maison de Prusse, les ducs de Saxe, les ducs de Bavière, sans que soit mis fin à un émiettement considérable : plusieurs centaines d'entités restent souveraines au XVIe siècle, dont certaines minuscules (par exemple la principauté d'Orange).
À l'époque moderne, l'Empire est le lieu de conflits successifs d'abord liés aux problèmes religieux : la guerre entre princes catholiques conduits par l'empereur Charles Quint et princes protestants, qui aboutit à la paix d'Augsbourg en 1555 ; puis la guerre de Trente Ans (1618-1648), dont la fin marque l'avènement d'un nouvel ordre européen, celui des traités de Westphalie. Au XVIIIe siècle, les progrès de la maison de Prusse (dynastie des Hohenzollern) suscitent un long conflit avec la maison de Habsbourg, qui occupe le trône impérial de façon quasi ininterrompue : ce conflit culmine dans deux guerres, la guerre de Succession d'Autriche (1740-1748) et la guerre de Sept Ans (1756-1763), qui toutes deux impliquent des puissances étrangères alliées à l'un ou l'autre camp.
Les victoires de Napoléon en 1805 et la création de la confédération du Rhin en 1806 démontrent l'impuissance de l'institution impériale, qui disparaît le 6 août 1806 lorsque François II dépose la couronne impériale, ne gardant que son titre d'empereur d'Autriche, maître de plusieurs principautés (archiduchés autrichiens) et de plusieurs royaumes (Bohême, Hongrie, Croatie).
Le 6 août 1806, date de l'abandon par François II de sa qualité d'empereur des Romains, marque la fin du Saint-Empire, mais, comme l'écrit Ferdinand Lot, peut aussi être considéré comme l'« acte de décès légal » de l'Empire romain.

## Généralités

### Nature politique et institutionnelle du Saint-Empire
En raison de sa fondation dans un contexte pré-national et de son caractère supranational, le Saint-Empire romain n'a jamais abouti à la formation d'un État-nation moderne, contrairement à la France ou au Royaume-Uni. Le Saint-Empire est resté un ensemble monarchique et corporatif, dirigé par un empereur et les États impériaux, et doté de très peu d'institutions impériales à proprement parler.
Le Saint-Empire romain se définit avant tout par des négations :
- le pouvoir de gouvernement de l'empire ne se trouve ni uniquement entre les mains de l'empereur des Romains ni uniquement entre celles des princes-électeurs ou encore d'une assemblée comme la Diète d'Empire ;
- l'Empire ne peut être considéré ni comme un État fédéral ni comme une confédération ;
- il n'est ni une simple aristocratie ni une oligarchie.

Toutefois, l'empire présente des caractéristiques de toutes ces formes étatiques.
En tant qu'« organisation faîtière », l'empire enveloppe de nombreux territoires et sert de cadre juridique à la cohabitation des différents seigneurs. Les princes du Saint-Empire, donc des ducs, princes et prince-évêques, sont presque autonomes mais non souverains. Ils reconnaissent l'empereur comme le dirigeant de l'empire et se soumettent aux lois, aux juridictions et décisions de la Diète d'Empire, mais prennent une part active à la politique impériale sur laquelle ils influent, à commencer en élisant l'empereur mais aussi en participant aux diètes et autres représentations corporatives. Contrairement aux autres pays, les habitants ne sont donc pas les sujets directs de l'empereur. Chaque territoire immédiat a son propre seigneur, et chaque ville libre d'Empire a son maire.
Le Saint-Empire tend finalement à être défini comme un « État complémentaire », une notion introduite en 1999 par Georg Schmidt (de) et qui s'est imposée.
L'histoire du Saint-Empire est marquée par la lutte quant à sa nature. Impuissant à briser les entêtements régionaux des territoires, il a fini par se morceler dans une confédération informe. C'est la Kleinstaaterei.

### Des dénominations variables

Aigle du Saint-Empire.

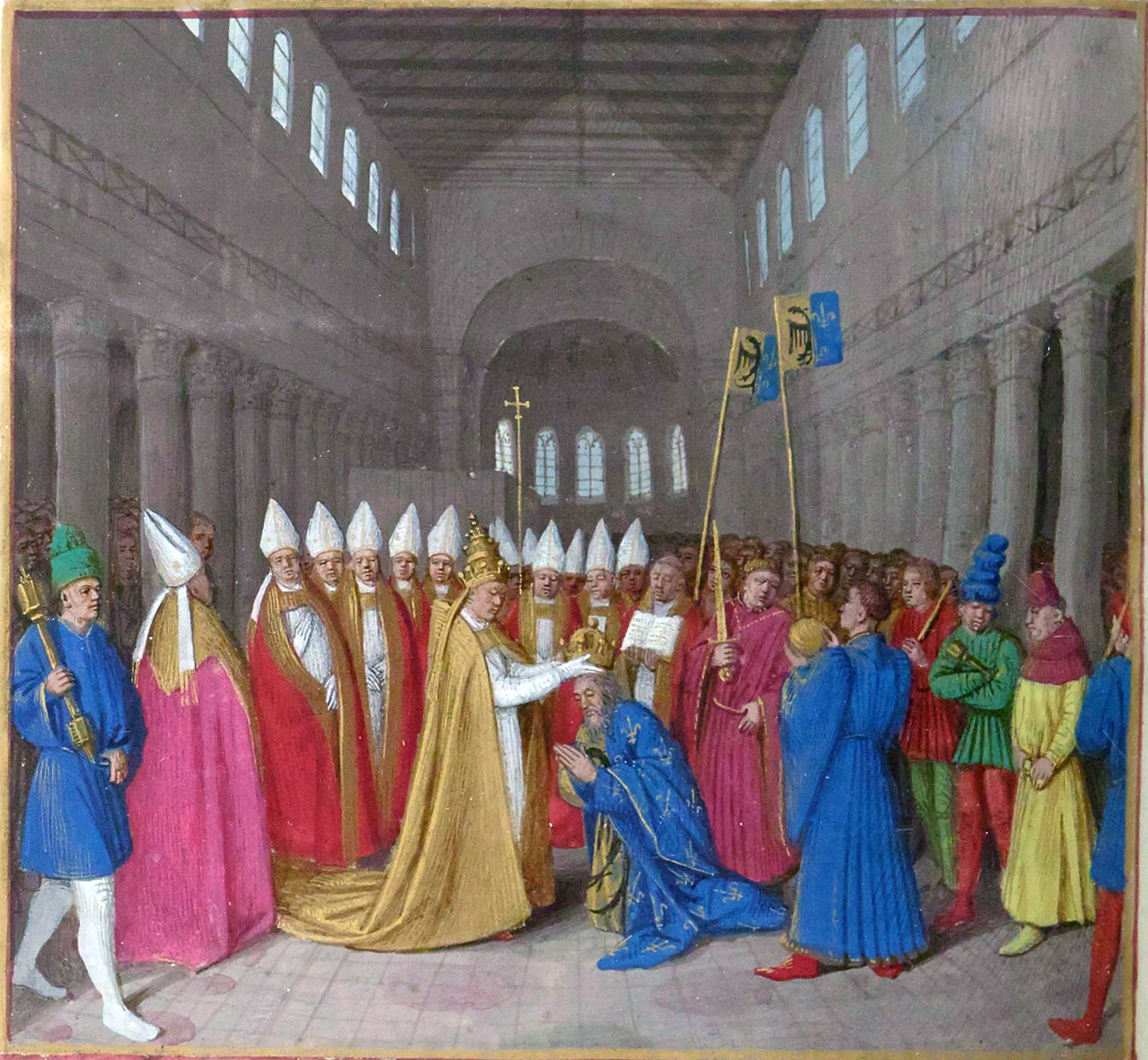
Couronnement de Charlemagne en 800. Miniature de Jean Fouquet.

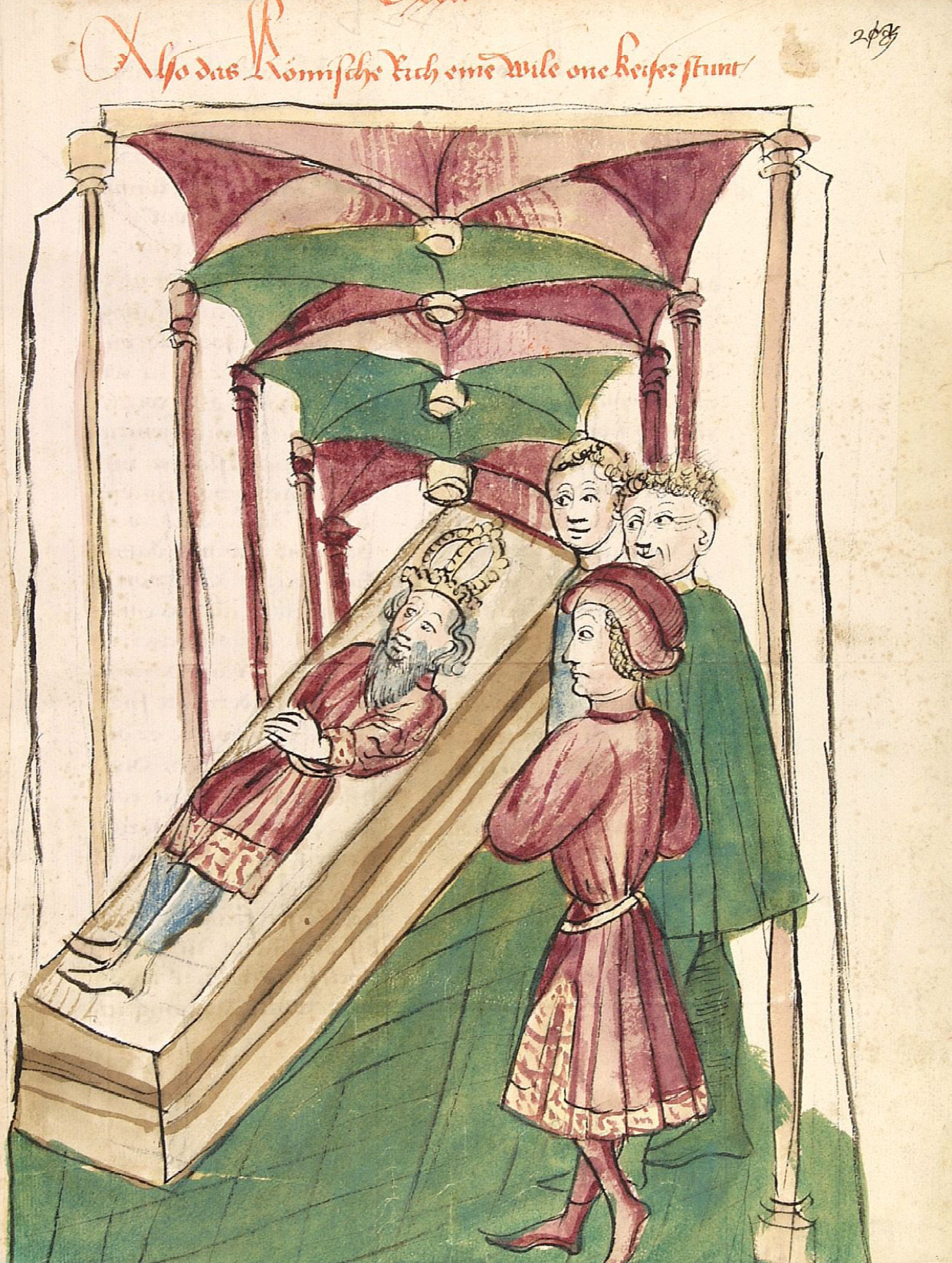
Le Grand Interrègne au XIIIe siècle voit apparaître l'appellation Saint-Empire romain.

Par son nom, le Saint-Empire romain se réclame directement de l’Empire romain antique et se réclame, tout comme l'Empire byzantin, à l'idée d'une domination universelle. C'est au XIe siècle que cette idée d'universalité fait son apparition dans le Saint-Empire. Parallèlement, on craint les prophéties de Daniel qui avait prédit qu'il y aurait quatre empires qui mèneraient à l'arrivée de l'Antéchrist et donc de l'Apocalypse sur Terre. C'est pourquoi l'Empire romain ne devait pas s'effondrer.
Le qualificatif saint souligne le droit divin de l'empereur et légitime son pouvoir. En acceptant d'être couronné empereur par le pape Léon III en l'an 800, Charlemagne fonde son empire dans la continuité de l'Empire romain, on parle de translatio imperii, bien que l'Empire romain d'Orient dit byzantin, se place également dans une continuité et cela de manière plus ancienne. Les Byzantins considèrent d'ailleurs l'Empire romain occidental comme auto-nommé et illégitime. Voltaire remarqua ainsi que « ce corps qui s'appelait et qui s'appelle encore le saint empire romain n'était en aucune manière ni saint, ni romain, ni empire ».
Lorsque l'empire est fondé dans la moitié du Xe siècle, il ne porte pas encore le qualificatif de saint. Le premier empereur, Otton Ier, et ses successeurs se considèrent eux-mêmes et sont considérés comme les représentants de Dieu sur Terre et donc comme les premiers protecteurs de l'Église catholique. Il n'est donc pas nécessaire de souligner la sainteté de l'empire qui continue de s'appeler Regnum Francorum orientalium ou Regnum Francorum. Dans la titulature impériale des Ottoniens, on retrouve toutefois les composantes qui s'appliquent par la suite. Sur les actes d'Otton II datés de 982 pendant sa campagne italienne, on peut lire la titulature Romanorum imperator augustus (Empereur auguste des Romains), titulature réservée au basileus de Byzance. Son successeur Otton III élève sa titulature au-dessus de tout pouvoir temporel et spirituel en s'octroyant, tout comme le pape, les dénominations « serviteur de Jésus Christ » et même plus tard « serviteur des Apôtres ».

#### Sacrum imperium
Le rayonnement sacré de l'empire a été mis à mal puis supprimé par le pape lors de la Querelle des Investitures de 1075 à 1122. La formule latine sacrum imperium naît sous Frédéric Barberousse lorsque les papes essaient de soumettre l'empire au sacerdoce. Elle est attestée en 1157, dans les débuts du chancelariat de Renaud de Dassel : sa première occurrence connue figure dans un document daté de la dernière semaine du mois de mars. L'empire est déclaré indépendant face à la papauté. Il se fonde dans la continuité de l'histoire sainte. Il s'agit alors peut-être de s'intégrer consciemment dans la tradition romaine antique. Toutefois, la recherche historique remet cette thèse en cause étant donné qu'il pourrait également s'agir d'un concept spécifiquement staufien et cela d'autant plus que pendant la période antique, ce n'est pas l'Empire romain qui était saint mais la personne de l'empereur.

#### Sacrum Romanum imperium
La formule latine sacrum Romanum imperium apparaît sous Frédéric Barberousse. Elle est attestée dès 1180 : sa première occurrence connue — le génitif « sacri romani imperii » — figure dans un diplôme daté du 14 juin et dont l'original, provenant du fonds de l'église romaine Santa Maria in Via Lata, est conservé à la Bibliothèque apostolique vaticane,,. Pendant l'interrègne de 1250 à 1273, lorsque aucun des trois rois élus n'est parvenu à s'imposer par rapport aux autres, l'Empire se réclame de l'Empire romain avec le qualificatif « saint ». À partir de 1254, on utilise la dénomination latine Sacrum Romanum Imperium (en allemand Heiliges Römisches Reich). Il faut attendre le règne de Charles IV pour la voir utilisée dans des documents en langue allemande. C'est précisément pendant la période sans empereur au milieu du XIIIe siècle que la volonté d'un pouvoir universel s'est le plus affirmée — même si cette situation a peu changé par la suite.

#### Teutonicae nationis
En 1441, le futur empereur Frédéric III ajoute au nom de l'empire « Teutonicae nationis ». L'Empire s'étend alors en majeure partie sur un territoire germanophone, et malgré cela les Allemands, désunis, sont menacés de devoir partager le pouvoir impérial avec les Bourguignons à l'Ouest et les Tchèques à l'Est, ce qui les pousse à affirmer que l'empire est le leur. En 1486, empereur élu et couronné, Frédéric III utilise la titulature définitive, Heiliges Römisches Reich deutscher Nation. Elle est reprise officiellement en 1512 dans le préambule des actes de la diète de Cologne. L'empereur Maximilien Ier avait alors convoqué les états impériaux pour entre autres « maintenir le Saint-Empire romain germanique ». Jusqu'en 1806, Saint-Empire romain de la Nation germanique (Heiliges Römisches Reich Deutscher Nation) est l'appellation officielle de l'Empire, souvent abrégée en SRI pour Sacrum Romanum Imperium ou H. Röm. Reich en allemand. Calque de l'allemand Heiliges Römisches Reich Deutscher Nation, la locution latine sacrum Romanum imperium Germanicae nationis est attestée en 1556,.
Pourtant à la fin du XVIIIe siècle, le terme Saint Empire romain de la Nation germanique ou Saint Empire romain germanique était tombé hors d'usage officiel. En contradiction avec le point de vue traditionnel concernant cette désignation, l'historien Hermann Weisert a fait valoir dans une étude sur la titulature impériale que, malgré les revendications de nombreux manuels, le nom Heiliges Römisches Reich Deutscher Nation n'a jamais eu de statut officiel et souligne que les documents étaient trente fois plus susceptibles d'omettre le suffixe national que de l'inclure durant l'histoire de l'Empire.
Le Saint-Empire est dénommé Empire germanique dans le traité de Bâle du 5 avril 1795 puis dans le traité de Lunéville du 9 février 1801. Les deux derniers actes juridiques promulgués par le Saint Empire — à savoir le Reichsdeputationshauptschluss de 1803 qui a réorganisé l'empire et la capitulation de l'empereur François II — utilisent la formule deutsches Reich (Empire allemand). Il n'est plus question de sainteté ni de pouvoir universel.

#### Nom usuel en français et dans les autres langues
La dénomination française mentionnée démarque celle qui a été officiellement utilisée dans l'Empire du XVIe siècle au XVIIIe siècle, en latin Sacrum Romanum Imperium Nationis Teutonicae (« Saint Empire romain de la nation teutonique ») et en allemand Heiliges Römisches Reich Deutscher Nation (« Saint-Empire romain de la nation allemande »).
La référence à l'Allemagne n'est pas propre à l'historiographie française, étant également employée dans l'historiographie espagnole (Sacro Imperio Romano Germánico), catalane (Sacre Imperi Romanogermànic) et portugaise (Sacro Império Romano-Germânico), mais aussi hongroise (Német-római Birodalom), danoise (tysk-romerske Rige) et suédoise (Tysk-romerska riket). Elle est cependant absente dans d'autres langues, comme en anglais (Holy Roman Empire), en allemand (Heiliges Römisches Reich), en italien (Sacro Romano Impero) ou encore en néerlandais (Heilige Roomse Rijk). En France, la dénomination de Saint-Empire romain (SER) était en usage autrefois[Quand ?].
La qualification de « Saint », attestée en 1157,, a été rajoutée sous le règne de Frédéric Barberousse pour exprimer que les empereurs règnent par droit divin. Le nom de « Romain » apparaît vers 1184 et est utilisé de façon constante à partir de 1254. Les empereurs étaient titrés « Empereur des Romains », ce qui exprime la prétention de succéder, à travers l'Empire carolingien (établi en 800), à l'Empire romain d'Occident disparu en 476.
Une dénomination plus récente, celle de « Premier Reich » (Erstes Reich) ou de « Vieil Empire » (Altes Reich), est parfois utilisée pour le différencier du deuxième Empire allemand, fondé en 1871 (Deutsches Reich).

## Origines du Saint-Empire

### L'empire carolingien de 814 (mort de Charlemagne) à 843 (traité de Verdun)

Le partage de l'Empire carolingien au traité de Verdun en 843.

Avant la mort de Charlemagne en 814, l'Empire carolingien, fondé en 800 par ce dernier, connaît plusieurs partages et réunifications entre ses enfants en 806. De tels partages entre les fils d'un souverain sont prévus par le droit franc et ne signifiaient pas la fin de l'unité de l'Empire étant donné qu'une politique commune tout comme une future réunification dans les différentes parties était possible.
Il était notamment prévu que si l'un des enfants mourait sans descendance, sa partie revenait à l'un de ses frères. L'héritage de Charlemagne revint ainsi tout entier à Louis le Pieux lorsque Charles et Pépin moururent.
Le traité de Verdun en 843 règle un nouveau partage entre les petits-fils de Charlemagne : Charles le Chauve reçoit la partie occidentale d'imprégnation gallo-romaine qui s'étend jusqu'à la Meuse, Louis le Germanique reçoit la partie orientale d'imprégnation germanique et enfin Lothaire Ier, empereur d'Occident depuis 840, reçoit quant à lui la partie médiane franque allant de la mer du Nord jusqu'à la mer Méditerranée et Rome.

### L'empire carolingien après le traité de Verdun (843-921)
Même si la future carte des nations européennes est reconnaissable, les cinquante années qui ont suivi ont amené — le plus souvent à la suite de guerres — leur lot de divisions et de réunifications. Lorsque Charles le Gros, empereur d'Occident à partir de 881, est déposé en 887 par une diète des grands dignitaires de Francie orientale, entre autres à cause de son incapacité à repousser les Normands qui ravagent le royaume, plus aucun chef d'une des différentes parties de l'ancien Empire carolingien ne sera choisi comme empereur.
Les territoires choisissent leurs propres rois et ces derniers, pour une partie d'entre eux, n'appartiennent plus à la dynastie carolingienne. L'éloignement et la division des parties de l'Empire sont manifestes. Les guerres pour le pouvoir entre Carolingiens ont plongé dans la guerre civile l'Empire, qui devient incapable de se protéger contre les attaques extérieures. Le manque de cohésion dynastique a provoqué la décomposition de l'Empire en de multiples petits comtés, duchés et autres territoires sous un pouvoir territorial qui le plus souvent ne reconnaissent que formellement les rois régionaux comme suzerain.
En 888, la partie médiane de l'Empire se décompose ainsi en de nombreux petits royaumes indépendants comme la Haute-Bourgogne et la Bourgogne Transjurane, l'Italie (tandis que la Lorraine est annexée à la partie orientale comme royaume subordonné). Les rois de ces royaumes se sont imposés contre les prétendants carolingiens grâce à l'appui des nobles locaux. Dans la partie orientale, les nobles locaux choisissent des ducs. Avec la mort en 911 de Louis l'Enfant, c'est le dernier Carolingien sur le trône de Francie orientale qui disparaît. Cette dernière aurait pu éclater comme l'avait fait la Francie médiane si Conrad Ier n'avait pas été choisi par les grands du royaume. Conrad n'appartient certes pas à la dynastie des Carolingiens mais c'est un Franc de la branche des Conradiens. En 919 à Fritzlar, le duc de Saxe Henri l'Oiseleur est le premier à être élu roi de Francie orientale sans être de lignée franque. À partir de cette date, ce n'est plus une dynastie unique qui tient les rênes de l'Empire mais ce sont les grands, les nobles et les ducs, qui décident du souverain.
En novembre 921, Henri Ier, roi de Francie orientale, et Charles le Simple, roi de Francie occidentale, font acte de reconnaissance mutuelle par le traité de Bonn. Désormais, Henri Ier peut porter le titre de Rex Francorum orientalium (« Roi des Francs de l'est »). C'est ainsi que la Francie orientale devient sur la durée un État indépendant et viable malgré la désagrégation de l'unité de l'Empire et l'unification des peuples germaniques qui ne parlent pas des dialectes romans comme les Francs occidentaux, mais des dialectes tudesques.

### Le règne d’OttonIer(936-973)

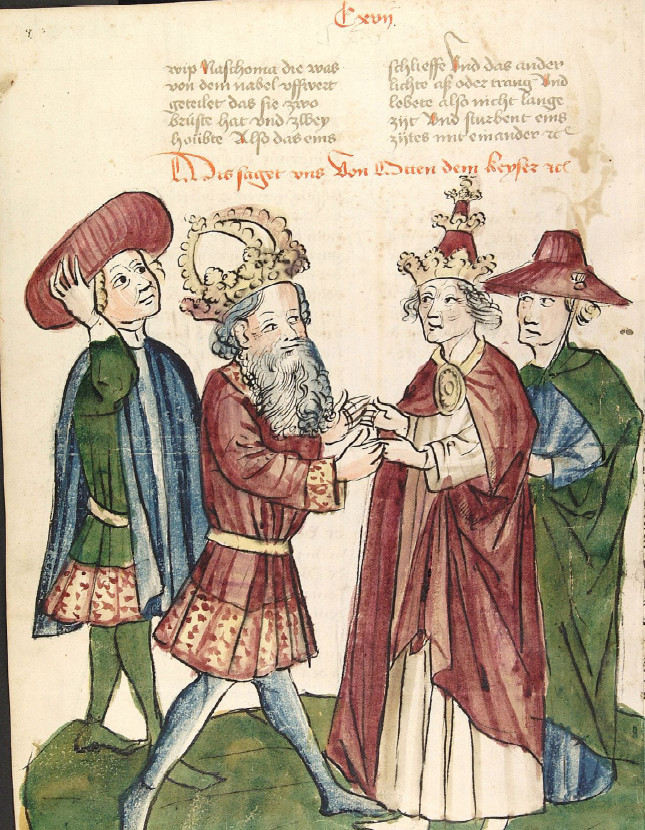
Otton Ier et Jean XII.

Soucieux de réaliser l'unité du royaume en rassemblant ses différentes composantes politiques, Henri Ier obtint de l'ensemble des grands électeurs que son fils Otton soit désigné comme son successeur.
L'accession au trône d'Otton Ier laisse apparaître une famille royale pleine d'assurance. Otton se fait couronner sur le trône supposé de Charlemagne à Aix-la-Chapelle le 7 août 936 et cherche à sacraliser son pouvoir. Le nouveau roi se fait oindre et fait vœu de protéger l'Église. Après avoir combattu quelques proches et quelques ducs lorrains, Otton parvient à confirmer et assurer son pouvoir grâce à sa victoire sur les Hongrois en 955 à la bataille du Lechfeld près d'Augsbourg. Comme le faisaient les légionnaires romains, l'armée le salue sur le champ de bataille comme Imperator.
Cette victoire sur les Hongrois permet au pape Jean XII d'appeler Otton à Rome et de lui proposer la couronne d'empereur pour affirmer sa position de protecteur de l'Église. À cette époque, le pape, qui est menacé par les rois régionaux italiens, espère s'attirer les bonnes grâces d'Otton. Avec cette proposition, les anciens « barbares » deviennent les porteurs de la culture romaine, et le regnum oriental le successeur légitime de Charlemagne. Otton accepte l'offre du pape et se rend à Rome. Il s'attire alors les foudres de Byzance et des Romains.
Le couronnement d'Otton Ier comme empereur le 2 février 962 est retenu par la majeure partie des historiens comme la date de fondation du Saint-Empire romain germanique, même si l'idée d'Otton n'est pas de fonder un nouvel empire, mais de le restaurer (renovatio imperii).
L'Empire carolingien tel qu'il existait est en revanche définitivement mort : le processus de division entre la Francie orientale et la Francie médiane de la Francie occidentale étant achevé. Toutefois, Otton s'en veut le continuateur. Avec le couronnement d'Otton, le Saint-Empire obtient une légitimation temporelle, mais aussi sacrée en tant que nouvel Imperium Romanum.

## La dynastie ottonienne

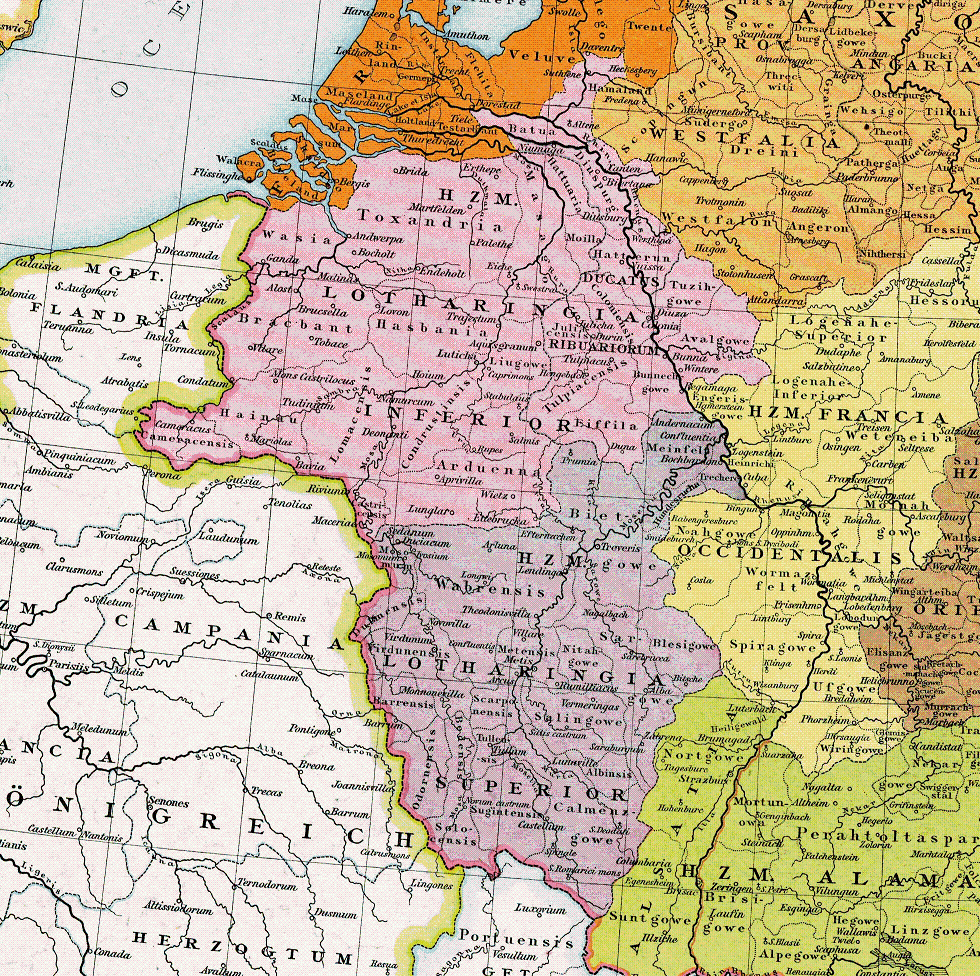
La Lotharingie vers l'an mil.

### Généralités
Sous les Mérovingiens, les ducs sont des fonctionnaires royaux responsables des affaires militaires dans les territoires conquis par les Francs. Ils forment alors un pouvoir intermédiaire disposant d'une certaine autonomie. Lorsque le pouvoir central mérovingien décline à la suite des différentes divisions territoriales, les duchés ethniques (Stammesherzogtümer) comme ceux des Alamans ou des Bavarii gagnent en indépendance. Sous les Carolingiens, ces duchés sont dissous et remplacés par des duchés qui tirent leur pouvoir de l'empereur (Amtsherzöge). Les duchés ethniques renaissent cependant vers 900 lorsque le pouvoir carolingien s'affaiblit : duché de Saxe, duché de Franconie, duché de Bavière, duché de Souabe et duché de Lotharingie. En 911, le pouvoir des ducs ethniques est si fort qu'ils choisissent un roi propre pour la Francie orientale en allant à l'encontre du droit du sang des Carolingiens de Francie occidentale. Lorsque les Ottoniens en la personne d'Henri Ier arrivent au pouvoir en 919, ils reconnaissent ces ducs. Jusqu'au XIe siècle, les duchés sont plus ou moins indépendants du pouvoir royal central. Mais les anciens duchés ethniques perdent peu à peu de leur importance. Le duché de Francie s'éteint déjà en 936. Le duché de Lorraine est divisé en 959 en Basse- et Haute-Lotharingie. Le duché de Carinthie naît de la division du duché de Bavière en 976.
L'Empire étant né comme instrument des ducs, il n'a plus été partagé entre les fils du souverain mais est resté une monarchie élue. Le non-partage de l'héritage entre les fils du roi vient à l'encontre du droit franc. Henri Ier n'exerçait de pouvoir sur les duchés ethniques (Souabe, Bavière, Saxe et Franconie) qu'en tant que suzerain, il n'aurait donc pu partager à ses fils que la Saxe ou une suzeraineté sur les duchés. En conséquence, Henri Ier définit dans son règlement que seul un des fils doit lui succéder sur le trône. On voit déjà que sont liés deux concepts — celui d'héritage et de monarchie élue — qui imprégneront l'Empire jusqu'à la fin de la dynastie franconienne. Après plusieurs campagnes militaires en Italie, Otton Ier parvient à conquérir la partie septentrionale et des parties médianes de la péninsule et à intégrer le Royaume lombard à l'Empire. Toutefois, l'intégration complète de l'Italie impériale n'a jamais vraiment abouti.
C'est sous Otton II que disparaissent les dernières attaches avec la Francie occidentale. Il n'existe plus désormais que des relations de parenté entre les dirigeants des territoires. Lorsqu'Otton II fait duc de Basse-Lotharingie, son cousin Charles en 977, le frère de ce dernier, le roi des Francs Lothaire, se met à revendiquer ce territoire qu'il envahit en 978, allant jusqu'à s'emparer d'Aix-la-Chapelle. Otton part en campagne contre Lothaire et arrive jusqu'à Paris. La situation s'apaise en 980. Les conséquences de cette rupture définitive entre les successeurs de l'Empire carolingien ne seront visibles que plus tard. Toutefois, en raison de l'émergence d'une conscience d'une appartenance française, le royaume français est considéré comme indépendant de l'empereur.

### La clientèle impériale

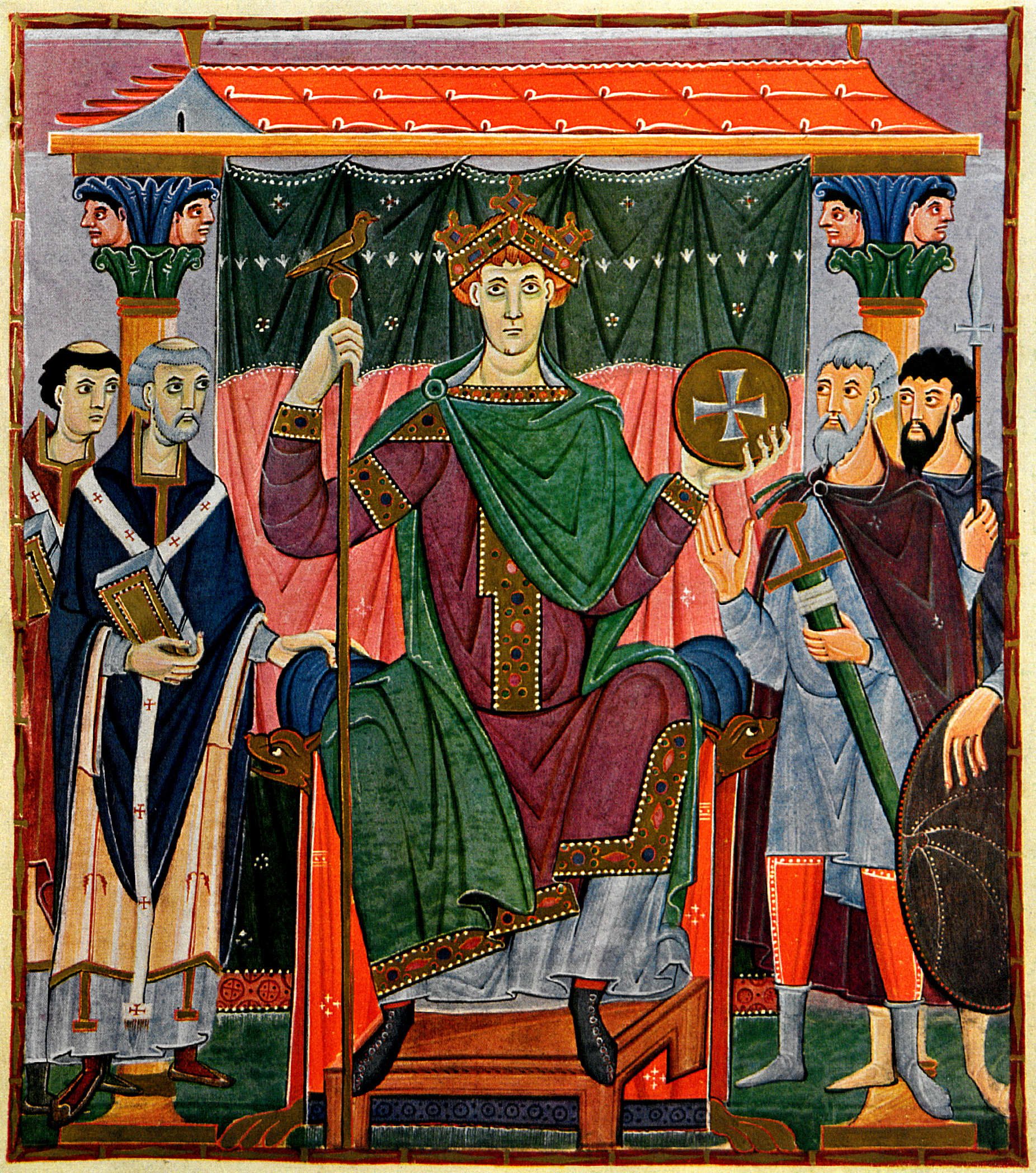
Otton III (empereur du Saint-Empire) entouré de princes d'Empire et d'évêques.

Le concept de clientèle impériale est important pour comprendre les systèmes de pouvoir au sein du Saint Empire qui reposent sur la féodalité. Depuis la chute de l'Empire romain, gouvernent ceux qui ont la clientèle la plus puissante. Les princes entretiennent donc un entourage de guerriers qui deviennent leurs vassaux. L'entretien de cette clientèle demande des entrées financières importantes. Avant la réintroduction du denier d'argent par les Carolingiens la seule richesse est la terre. C'est pourquoi les premiers Carolingiens conquièrent toute l'Europe afin de redistribuer à chaque fois des terres à une clientèle de plus en plus nombreuse,. C'est ainsi qu'ils deviennent de plus en plus puissants. Mais au IXe siècle, les terres à donner se raréfient et les vassaux ont de plus en plus de désirs d'indépendance c'est donc la surenchère entre les fils de Louis le Pieux pour acquérir le plus de fidélités possibles et s'octroyer l'Empire : ils accordent des terres non plus en viager — Charlemagne récupérait les terres données à la mort du bénéficiaire et pouvait donc les redistribuer — mais à titre définitif, la terre étant ensuite transmise héréditairement. Dès lors l'Empire se dissout et les souverains issus du partage de Verdun n'ont que très peu de pouvoir.
Les Ottoniens changent la donne en se constituant une clientèle d'évêques, auxquels ils distribuent des charges à titre viager. Ils ont bientôt la plus grande clientèle d'Europe et en deviennent les maîtres au Xe siècle. Otton Ier confie d'ailleurs le tutorat de ses neveux Lothaire et Hugues Capet, respectivement futurs roi et duc des Francs encore mineurs, à son frère Brunon. En contrôlant l'Italie et la Germanie ils contrôlent l'axe commercial nord-sud de l'Europe et y reçoivent le produit du tonlieu (taxe sur les péages et les marchés). Ils développent d'ailleurs les marchés et les routes dans un Occident en pleine croissance économique. Ils peuvent aussi compter sur les mines d'argent de Goslar qui leur permettent de battre la monnaie et de dynamiser encore plus le commerce. Enfin, jusqu'à Henri III, les empereurs sont clairement alliés de l'Église et de la réforme monastique. En luttant contre la simonie, ils récupèrent des évêchés et abbayes dont les autres princes germaniques ont pris le contrôle pour élargir leur propre clientèle et les confient à des abbés ou évêques réformateurs proches d'eux.

### L’Église, clef de voûte de l’administration

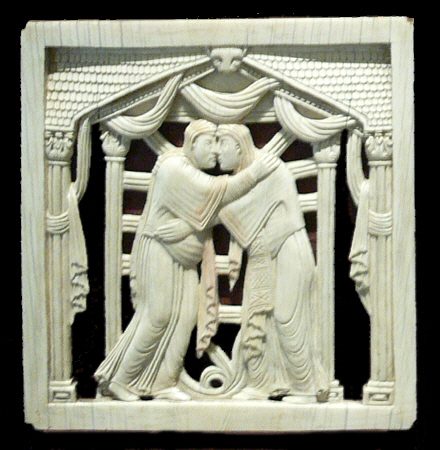
Relief en ivoire donné par Otton à la cathédrale de Magdebourg.

Sous les Carolingiens, la mise en place progressive de l'hérédité des charges avait fortement contribué à l'affaiblissement de leur autorité. Pour éviter une pareille dérive, les Ottoniens, qui savent ne pas pouvoir trop compter sur la fidélité des relations familiales, s'appuient sur l'Église germanique qu'ils comblent de bienfaits mais qu'ils assujettissent. Les historiens ont donné au système qu'ils ont mis en place le nom de Reichskirchensystem. Il faut dire que l'Église avait maintenu vivante l'idée d'Empire. Elle avait soutenu les ambitions impériales d'Otton Ier.
Les évêques et les abbés constituent l'armature de l'administration ottonienne. L'empereur s'assure la nomination de tous les membres du haut clergé de l'empire. Une fois désignés, ils reçoivent du souverain l'investiture symbolisée par les insignes de leur fonction, la crosse et l'anneau. En plus de leur mission spirituelle, ils doivent remplir des tâches temporelles que leur délègue l'empereur. Ainsi l'autorité impériale était-elle relayée par des hommes compétents et dévoués. Cette Église d'empire ou Reichskirche, assure la solidité d'un État pauvre en ressources propres. Elle permet de contrebalancer le pouvoir des grands féodaux (ducs de Bavière, Souabe, Franconie, Lotharingie). L'évêché d'Utrecht constitue, jusqu'aux environs de 1100, l'entité la plus puissante des Pays-Bas du Nord, Liège et Cambrai celles des Pays-Bas du Sud. La chapelle royale devient une pépinière pour le haut-clergé. Le pouvoir impérial choisit ses hauts dignitaires de préférence dans sa parentèle, proche ou élargie. Celle-ci bénéficie des plus hautes charges épiscopales ou monastiques. Le meilleur exemple en est le propre frère d'Otton, Brunon, évêque de Cologne, qui adopte la règle de l'abbaye de Gorze pour les monastères de son diocèse. On peut citer aussi Thierry Ier, cousin germain d'Otton, évêque de Metz de 965 à 984 ; un parent proche d'Otton, le margrave de Saxe Gero, qui fonde l'abbaye de Gernrode vers 960-961, en Saxe ; Gerberge, nièce de l'empereur, abbesse de Notre-Dame de Gandersheim. Dans chaque diocèse, on peut ainsi trouver un membre de l'entourage royal car Otton a pris soin de retirer aux ducs le droit de nommer les évêques, y compris dans les diocèses situés dans leurs propres duchés.
C'est sous Henri II qu'est couronnée l'intégration de l'Église dans le pouvoir de l'Empire commencée par les trois premiers Ottoniens. La Reichskirchensystem est l'une des composantes majeures de l'Empire jusqu'à la disparition de ce dernier. Henri est très pieux et exige des ecclésiastiques qu'ils lui obéissent et qu'ils mettent en œuvre ses décisions. Henri II parfait le pouvoir temporel sur l'Église d'Empire qu'il dirige. Henri II ne fait pas que diriger l'Église, il dirige l'Empire à travers elle en nommant des évêques aux postes importants comme celui de chancelier. Les affaires temporelles et religieuses ne sont pas différenciées et sont discutées de la même façon au sein de synodes. Cette démarche ne résulte pas seulement de la volonté d'opposer un contrepoids fidèle au roi à la pression des duchés qui conformément à la tradition germano-franque aspirent à une plus grande autonomie. Henri considère bien plus l'Empire comme la « maison de Dieu » qu'il doit encadrer en tant que serviteur de Dieu. Henri II s'attache également à remettre sur pied la Francie orientale, accordant moins d'importance à l'Italie contrairement à ce que ses prédécesseurs avaient fait.

### Développement de l’économie marchande
Avec la généralisation du denier d'argent par les Carolingiens, une révolution économique est en cours : les surplus agricoles deviennent commercialisables et on assiste dans tout l'Occident à la multiplication de la productivité et des échanges. En réunissant Italie et Germanie dans un même empire, Otton Ier contrôle les principales voies de commerce entre l’Europe du Nord et la Méditerranée. Le trafic commercial avec Byzance et l'Orient transite en effet par la Méditerranée vers l'Italie du Sud et surtout le bassin du Pô et rejoint celui du Rhin via les voies romaines traversant les cols alpins. Cette voie est à l'époque plus utilisée que la traditionnelle voie rhodanienne, d'autant que l'Adriatique est plus sûre que la Méditerranée occidentale où sévissent les pirates sarrasins. Otton sait garder la mainmise sur les péages et développer les marchés nécessaires à l'augmentation de ce trafic. Ainsi, contrairement à ce qui se passe en Francie, Otton garde le monopole de la frappe monétaire et fait ouvrir des mines d'argent près de Goslar. Or, la création d'un atelier monétaire dans une ville ou une abbaye entraîne la création d'un marché où peut être prélevé le tonlieu. Cette puissance commerciale lui permet d'étendre son influence à la périphérie de l'empire : les marchands italiens ou anglais ont besoin de son soutien, les Slaves adoptent le denier d'argent.
En 968, Otton Ier octroie à l'évêque de Bergame les revenus de la foire fréquentée par les marchands de Venise, de Comacchio et de Ferrare. Le but est d'aider cette ville, qui a été dévastée par les Hongrois. La documentation est très riche sur les marchands d'Allemagne : elle indique qu'il existe de nombreux marchands à Worms, Mayence, Passau, Magdebourg, Hambourg et Mersebourg. De nombreux marchands juifs commercent dans les villes allemandes.
L'autre moyen de remplir les caisses est de créer des cours de justice. Celles-ci sont sources d'entrées financières sous forme d'amendes : le wergeld. Comme la monnaie, elles permettent de représenter l'autorité impériale dans tout l'Empire. Ainsi Otton III établit une cour à Ravenne composée d'un riche archiépiscopat qui régente toute l'Italie du Nord et commerce avec Venise et Pavie. Ces diverses entrées financières sont indispensables pour se constituer une clientèle fidèle.

### Politique religieuse

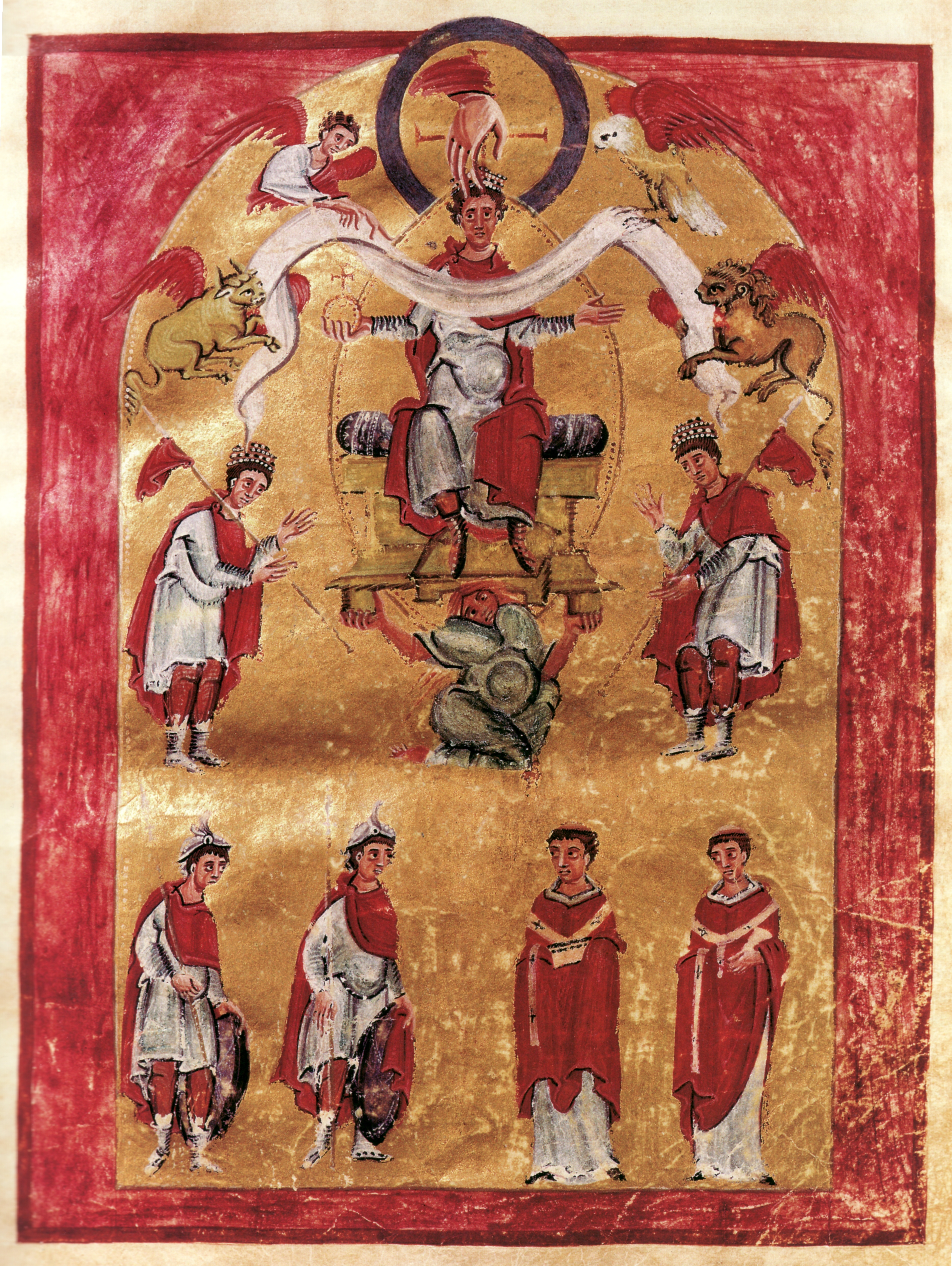
Portrait d'Otton II (empereur du Saint-Empire) sur l'évangéliaire de Liuthar d'Aix-la-Chapelle, au chapitre épiscopal d'Aix. Il est souvent considéré comme le plus impressionnant témoignage de la sacralisation du pouvoir : l'empereur y adopte les attributs christiques à un tel degré qu'il est à peine possible de le distinguer du Messie. La sacralisation de la royauté connut son apogée sous Otton III (miniature du scriptorium de Reichenau, début du XIe siècle).

Chez les Ottoniens la transmission du pouvoir n'est pas facile. Lorsque Otton II meurt en décembre 983, il n'a que 28 ans. Il avait fait sacrer son fils Otton, le futur Otton III, à Aix-la-Chapelle en mai 983. Mais en raison du jeune âge de ce dernier (il n'a que trois ans), c'est sa mère Théophano, puis à la mort de celle-ci en 991, sa grand-mère Adélaïde de Bourgogne qui exercent la régence. Avec l'appui de l'archevêque de Mayence Willigis, elles parviennent à éviter que l'Empire ne s'effondre. Le pouvoir impérial est en effet gravement menacé par les grands féodaux menés par le duc de Bavière Henri II le Querelleur. Celui-ci contrôle les évêchés du sud de la Germanie et donc une puissante clientèle qui lui permet de rivaliser avec le pouvoir impérial. Otton III s'emploie donc à affaiblir cette concurrence en obligeant l'aristocratie laïque à restituer les biens de l'Église dont elle s'est emparée. Il profite pour cela du mouvement de réforme monastique en cours, promu par Cluny ou des monastères lotharingiens tels Gorze. Celle-ci lutte contre la simonie et souhaite n'avoir à répondre qu'à l'autorité pontificale. L'empereur y est d'autant plus favorable qu'il a été éduqué par des érudits proches de ce mouvement réformateur. C'est pourquoi il délivre des diplômes aux évêchés et aux abbayes qui les libèrent de l'autorité des grands féodaux.
La régente Théophano puis l'empereur lui-même œuvrent à la création de puissantes principautés ecclésiastiques en concédant des évêchés renforcés de comtés et d'abbayes à des fidèles. Les exemples les plus probants sont Notger qui se voit attribuer une véritable principauté à Liège (en adjoignant à l'évêché les comtés de Huy et de Brunengeruz), ou Gerbert d'Aurillac qui reçoit l'archiépiscopat de Ravenne dont dépendent quinze évêchés. Il contrôle alors tout le nord de l'Italie. De fait c'est l'autorité impériale qu'il renforce ainsi : c'est sous le règne d'Otton III que l'emprise de l'empereur sur le Saint-Siège est la plus grande car il nomme les papes sans même en référer aux Romains. C'est ainsi qu'il nomme pape son cousin Brunon qui le couronne en 996. Il déplace sa capitale à Rome, voulant créer un monde chrétien unifié mais affaiblissant par là-même considérablement l'Empire.
Il va au-delà de la mainmise sur l'Église de son grand-père Otton Ier, dans la mesure où il ne se contente plus d'agréer l'issue d'un vote, mais où il impose son propre candidat à la Curie romaine. De plus, le pape nommé à discrétion et étranger (Grégoire V est germain et Sylvestre II franc) n'a que peu de soutien à Rome et dépend d'autant plus de l'appui de l'empereur. Ce pouvoir, Otton l'obtient par la pression militaire en descendant en 996, en Italie pour soutenir Jean XV chassé par les Romains. Plutôt que d'entrer en conflit avec l'empereur, les Romains préfèrent lui confier le choix du successeur du défunt pape Jean XV. Cette pratique va se perpétuer avec ses successeurs qui descendent régulièrement en Italie avec l'Ost impérial pour y ramener l'ordre et y influer sur le choix du pape. Cependant cet état de fait est mal accepté par la noblesse romaine qui n'a de cesse d'intriguer pour reprendre ses prérogatives dès que l'empereur et son armée sont éloignés de la péninsule italienne.

## Après les Ottoniens

### La dynastie franconienne
Henri II était le dernier Ottonien. Avec Conrad II, la dynastie des Saliens arrive au pouvoir. Sous le règne de ce dernier, le royaume de Bourgogne est rattaché à l'Empire. Ce processus avait commencé sous Henri II. Rodolphe III de Bourgogne n'avait pas eu de descendant, avait choisi son neveu Henri pour lui succéder et s'était mis sous la protection de l'Empire, allant jusqu'à remettre sa couronne et son sceptre à Henri en 1018. Le règne de Conrad est caractérisé par l'idée que l'Empire et le pouvoir existent indépendamment du souverain et qu'ils développent une force de loi, ce qui est prouvé par sa revendication de la Bourgogne — car c'est Henri qui devait hériter de la Bourgogne et non l'Empire — et par la fameuse métaphore du bateau qu'a employée Conrad lorsque les envoyés de Pavie lui ont dit qu'ils n'avaient plus à être fidèles puisque l'empereur Henri II était mort : « Je sais que vous n'avez pas détruit la maison de votre roi car à l'époque vous n'en aviez pas. Mais vous ne pouvez nier avoir détruit un palais de roi. Si le roi meurt, l'Empire reste, tout comme reste un bateau dont le timonier est tombé ».

L'Empire vers l'an mil.

Les ministériaux commencent à former leur propre ordre au sein de la basse noblesse. Ses tentatives de remplacer l'ordalie par le recours au droit romain dans la partie septentrionale de l'Empire représentent une avancée importante pour le droit dans l'Empire. Conrad poursuit certes la politique religieuse de son prédécesseur mais il ne le fait pas avec la même véhémence. Pour lui, l'important est de savoir ce que l'Église peut faire pour l'Empire et il la considère sous cet aspect utilitariste. La plupart des évêques et des abbés qu'il nomme se distinguent par leur intelligence et leur spiritualité. Le pape ne joue d'ailleurs aucun rôle important dans ces nominations. Dans l'ensemble, le règne de Conrad est prospère, ce qui tient également au fait qu'il gouverne à une époque où flotte une sorte de renouveau qui aboutira à la fin du XIe siècle par le rôle important de l'ordre de Cluny.

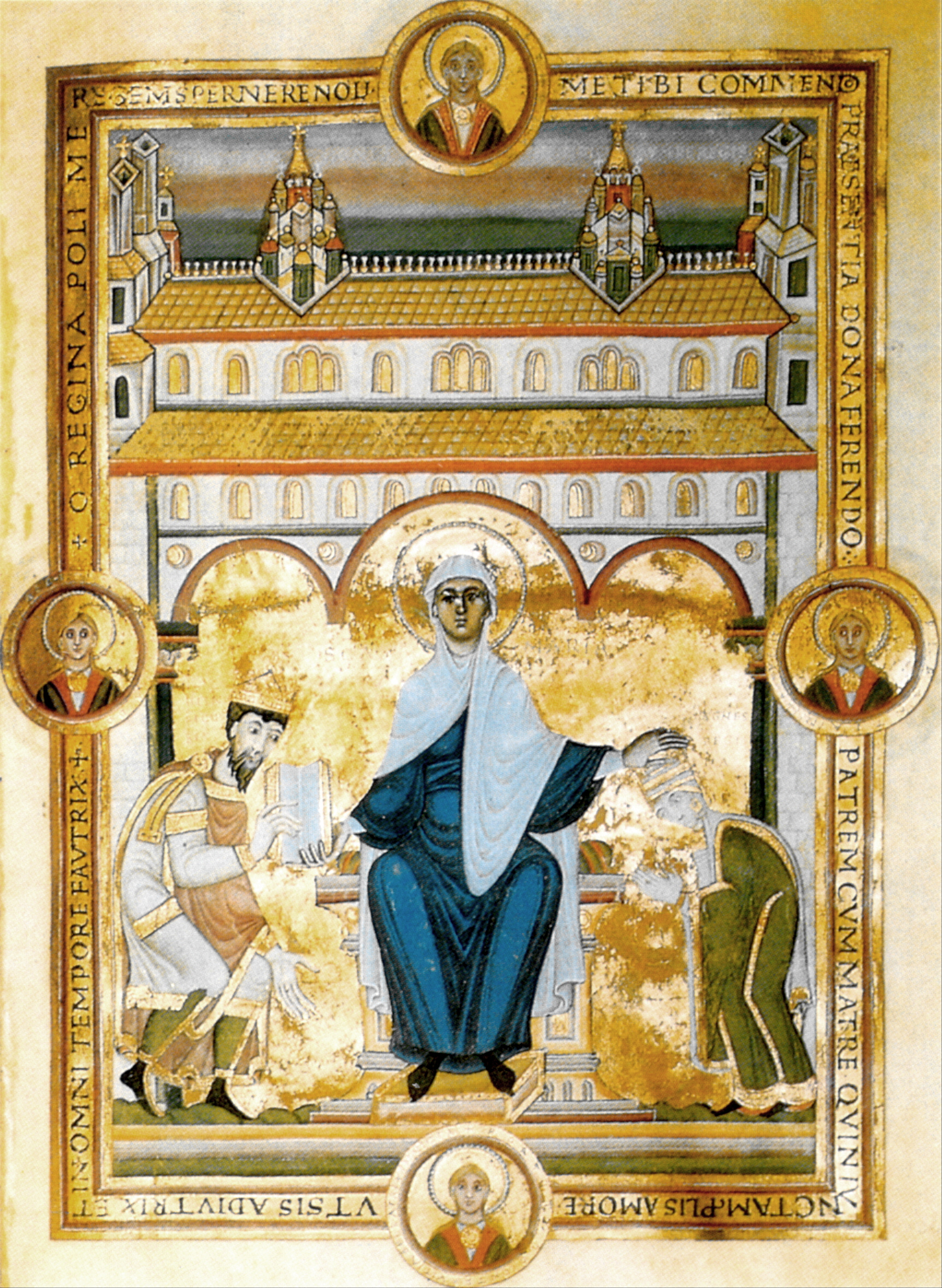
Henri III et sa femme Agnès bénis par la Vierge.

Lorsqu'Henri III succède à son père Conrad en 1039, il trouve un Empire solide et, contrairement à ses deux prédécesseurs, il n'a pas à conquérir son pouvoir. Malgré des campagnes guerrières en Pologne et en Hongrie, Henri III attache une grande importance à la préservation de la paix au sein de l'Empire. L'idée d'une paix générale, une Paix de Dieu, était née dans le sud de la France et s'était propagée depuis le milieu du XIe siècle dans tout l'Occident chrétien. Ainsi doivent disparaître la loi du talion et la vendetta qui pèsent sur le fonctionnement de l'Empire. Le monachisme clunisien est l'initiateur de ce mouvement. Les armes doivent se taire et la Paix de Dieu régner au moins les grands jours fériés chrétiens et les jours sacrés par la Passion du Christ c'est-à-dire du mercredi soir au lundi matin.
Pour que les grands de l'Empire acceptent l'élection de son fils le futur Henri IV, Henri III doit accepter une condition en 1053, une condition jusque-là inconnue. La soumission au nouveau roi n'est possible que si Henri IV se révèle être un souverain juste. Même si le pouvoir de l'empereur sur l'Église avait atteint son apogée sous Henri III — il contrôle la nomination du pape et n'hésite pas à le destituer — le bilan de son règne est vu de manière plutôt négative. La Hongrie s'émancipe de l'Empire alors qu'elle était auparavant un fief et plusieurs conjurations contre l'empereur montrent la réticence des grands de l'Empire à se soumettre à un royaume puissant.
À la mort de son père Henri III, son fils monte sur le trône sous le nom d'Henri IV. Étant donné son jeune âge en 1056 — il a six ans — sa mère Agnès de Poitiers exerce la régence. Cette période de régence est marquée par une perte du pouvoir, Agnès ne sachant pas gouverner. À Rome, l'avis du futur empereur sur le choix du prochain pape n'intéresse plus personne. Le chroniqueur de l'abbaye de Niederaltaich résume la situation de la manière suivante : « […] mais ceux présents à la cour ne s'occupent plus que de leurs propres intérêts et personne n'instruit plus le roi sur ce qui est bien et juste, si bien que le désordre s'est installé dans le royaume ».

### Le conflit avec la papauté: la querelle des Investitures

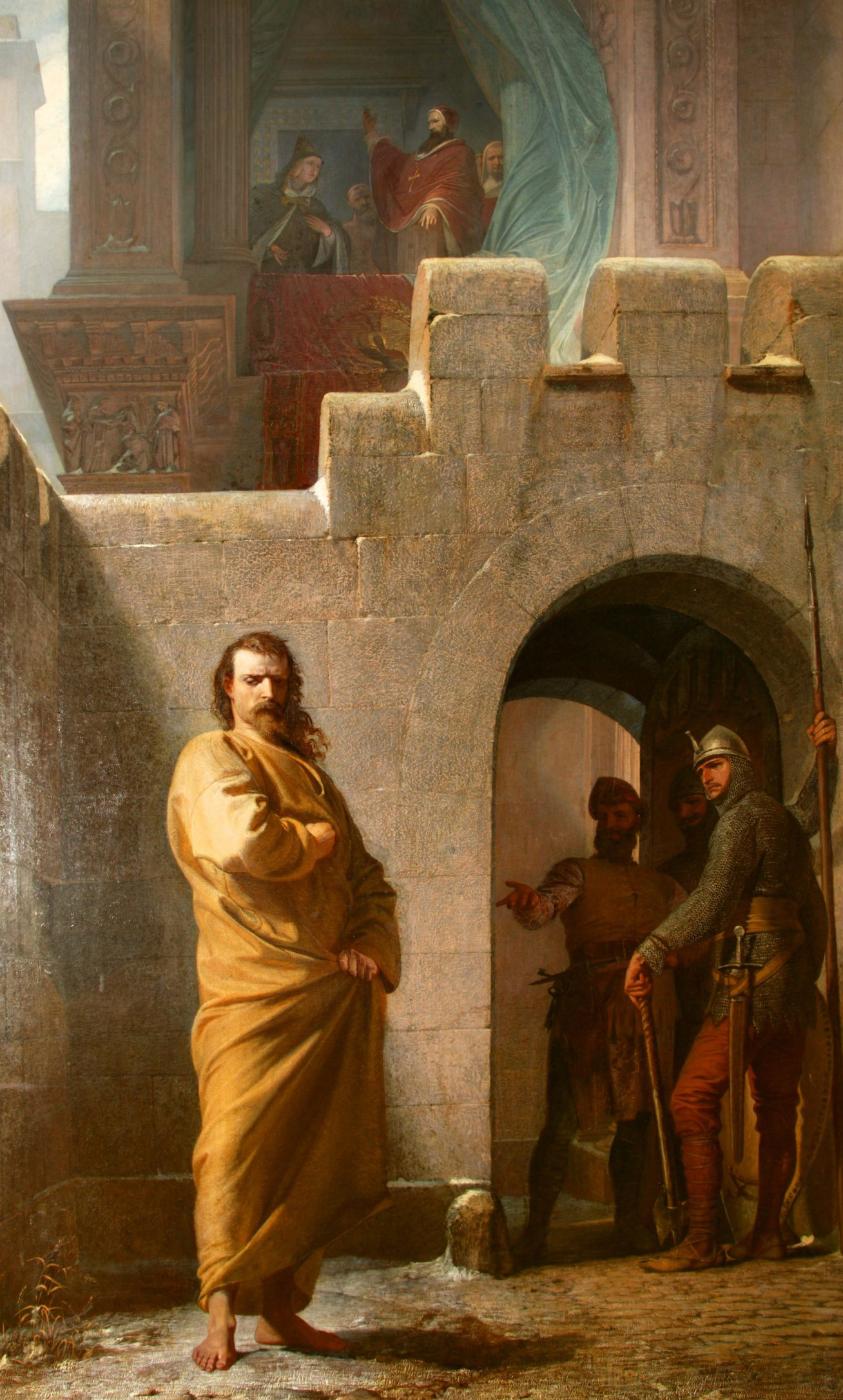
Henri IV (empereur du Saint-Empire) fait pénitence à Canossa.

Alors que la réforme monastique a été le meilleur soutien de l'Empire, les choses évoluent sous Henri III. À partir de Léon IX, les souverains pontifes, inspirés par Hildebrant leur éminence grise (le futur Grégoire VII), vont faire de la lutte contre la simonie un de leurs principaux chevaux de bataille. Profitant de la régence d'Agnès de Poitou, ils parviennent à ce que le pape soit élu par le collège des cardinaux et non plus désigné par l'empereur. Une fois cela acquis, ils comptent lutter contre l'investiture des évêques germaniques par l'empereur. Or on l'a vu, les évêques sont la clef de voûte du pouvoir impérial. L'enjeu est clair : l'Occident doit-il devenir une théocratie ? Lorsqu'Henri essaie d'imposer son candidat à l'évêché de Milan en juin 1075, le pape Grégoire VII réagit aussitôt. En décembre 1075, Henri est mis au ban, tous ses sujets sont relevés de leur serment de fidélité. Les princes de l'Empire exhortent alors Henri de faire lever l'excommunication au plus tard en février 1077, sans quoi ils ne le reconnaîtraient plus. Henri IV doit se plier à la volonté des princes et se rend par trois fois en habits de pénitent devant le pape qui lève l'excommunication le 28 janvier 1077. C'est la Pénitence de Canossa. Les pouvoirs s'étaient inversés dans l'Empire. En 1046, Henri III avait commandé à trois papes, désormais un pape commande le roi.
Avec l'aide du pape Pascal II, le futur Henri V obtient de son père qu'il abdique en sa faveur en 1105. Le nouveau roi n'est cependant reconnu par tous qu'après la mort d'Henri IV. Lorsqu'Henri V est sûr de cette reconnaissance, il se dresse contre le pape et continue la politique dirigée contre ce dernier que son père avait mise en place. Tout d'abord, il s'applique à poursuivre la Querelle des Investitures contre Rome et obtient une conciliation avec le pape Calixte II au Concordat de Worms de 1122. Henri V qui investissait les évêques avec l'anneau et la crosse accepte que ce droit d'investiture revienne à l'Église.
La solution trouvée est simple et radicale. Afin d'accéder à l'exigence des réformateurs de l'Église de séparer les devoirs spirituels des évêques des devoirs temporels, les évêques doivent renoncer aux droits et privilèges octroyés par l'empereur ou plutôt par le roi durant les derniers siècles. D'une part, les devoirs des évêques envers l'Empire disparaissent. D'autre part, le droit du roi d'exercer une influence sur la prise de fonction des évêques disparaît également. Étant donné que les évêques ne veulent pas renoncer à leurs regalia temporels, Henri force le pape à un compromis. Le choix des évêques et des abbés allemands doit certes se dérouler en la présence de députés impériaux mais le sceptre, symbole du pouvoir temporel des évêques, est donné par l'empereur après son élection et avant son sacre. L'existence de l'Église d'Empire est ainsi sauvée, mais l'influence de l'empereur sur cette dernière s'en trouve considérablement affaiblie.

### L'avènement des Hohenstaufen

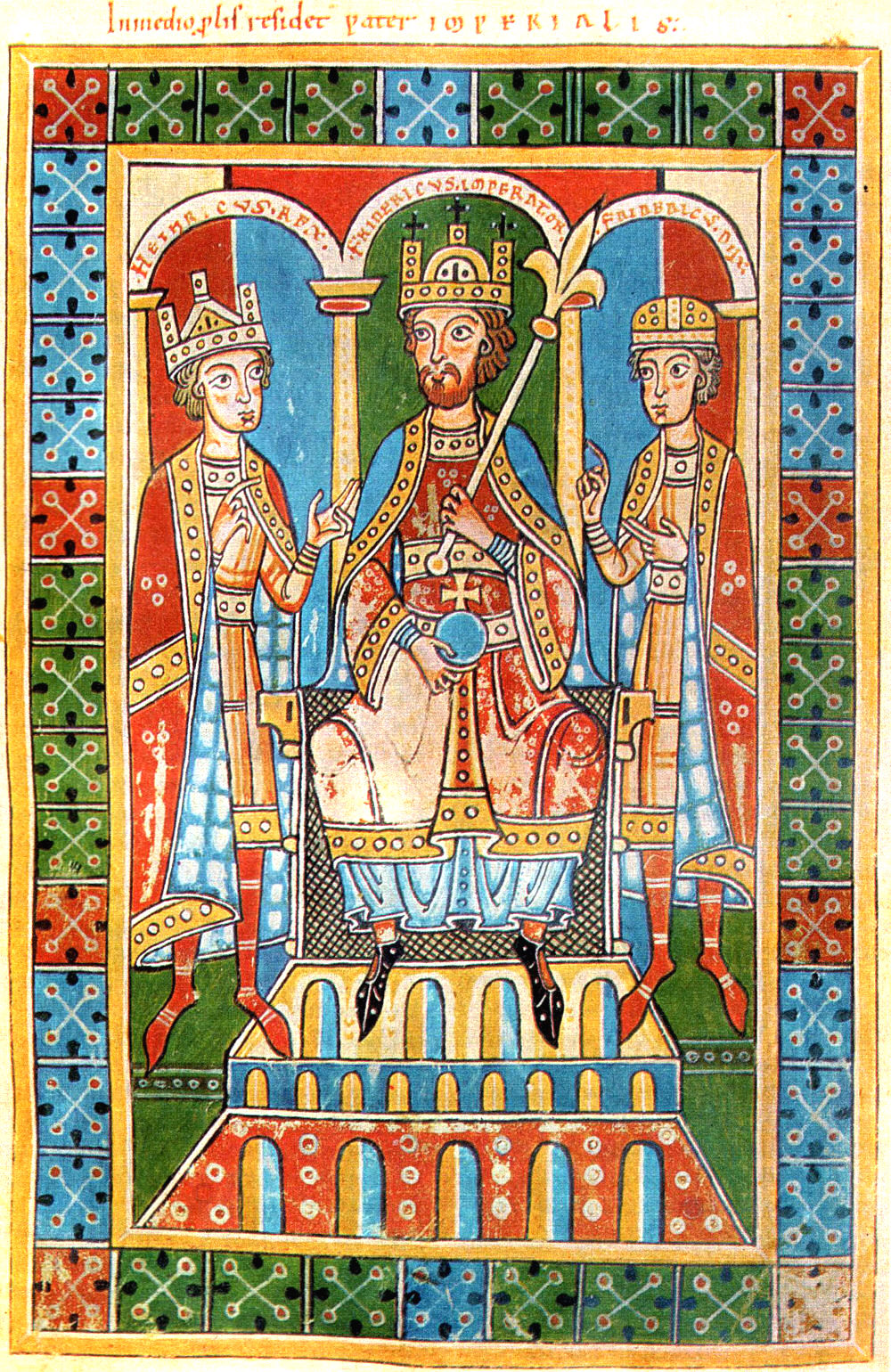
Frédéric Barberousse et ses deux fils.

Après la mort d'Henri V en 1125, Lothaire III est élu roi, choix contre lequel va se dresser une forte résistance. Les Hohenstaufen qui avaient aidé Henri V espéraient en effet à juste titre accéder au pouvoir royal mais ce sont les Welfs en la personne de Lothaire de Supplinbourg qui y accèdent. Le conflit entre le pape et l'empereur s'était terminé en défaveur de l'empereur qui abandonnait des droits importants. Lothaire est dévoué au pape et lorsqu'il meurt en 1137, ce sont les Hohenstaufen en la personne de Conrad III qui arrivent au pouvoir, les Welfs en étant écartés. Deux clans politiques italiens s'opposent alors en Italie : les Gibelins et les Guelfes. Les premiers soutiennent l'Empire tandis que les seconds soutiennent la papauté. Le conflit va durer jusqu'à la fin du XVe siècle et déchirer les villes italiennes.

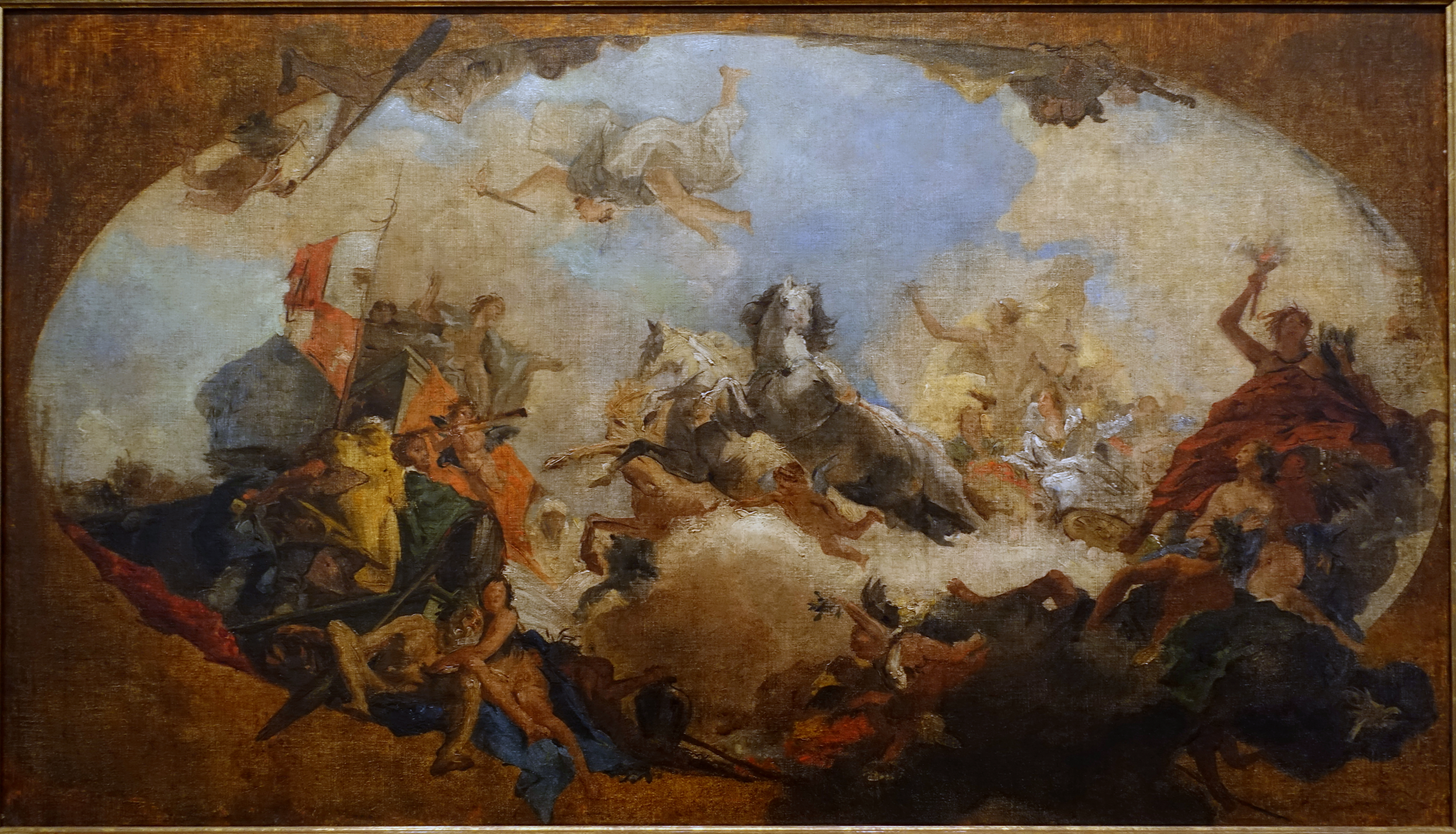
Apollon conduit Béatrice de Bourgogne en tant qu'épouse à, empereur du Saint-Empire romain germanique
Esquisse pour le plafond du Kaisersaal
de la Résidence de Würzburg
Giambattista Tiepolo, 1750-1751
Staatsgalerie (Stuttgart).

À la mort de Conrad III en 1152, c'est son neveu Frédéric Barberousse, le duc de Souabe, qui est élu roi. La politique de Frédéric Barberousse est centrée sur l'Italie. Il veut récupérer les droits impériaux sur ce territoire et entreprend six campagnes en Italie pour retrouver l'honneur impérial. En 1155, il est couronné empereur. Toutefois, des tensions apparaissent avec la papauté à l'occasion d'une campagne contre les Normands en Italie du Sud. Les relations diplomatiques se détériorent également avec Byzance. Lorsque Barberousse tente de renforcer l'administration de l'Empire en Italie au Reichstag de Roncaglia, les cités-États d'Italie du Nord, en particulier la riche et puissante Milan, lui opposent résistance. Les relations sont si mauvaises que la Ligue lombarde se crée, s'affirmant militairement contre les Hohenstaufen. L'élection du nouveau pape Alexandre III suscite la controverse, Barberousse se refuse à le reconnaître dans un premier temps. Ce n'est qu'après avoir constaté qu'une victoire militaire n'était pas à espérer — l'armée impériale est décimée par une épidémie devant Rome en 1167 puis elle est battue en 1176 à la bataille de Legnano — qu'est signée la paix de Venise en 1177 entre le pape et l'empereur. Même les villes d'Italie du Nord se réconcilient avec l'empereur qui ne peut plus réaliser ses projets italiens depuis longtemps.
Alors qu'ils étaient réconciliés, l'empereur se brouille avec son cousin Henri le Lion, le puissant duc de Saxe et de Bavière de la maison des Welfs. Alors qu'Henri posait des conditions à sa participation à une campagne en Italie, Frédéric Barberousse en profite pour le déchoir. En 1180, Henri est mis en procès, le duché de Saxe est démantelé et la Bavière réduite. Toutefois, ce n'est pas l'empereur qui en profitera mais les seigneurs territoriaux de l'Empire.

### Le déclin des Hohenstaufen

L'Occident à la mort de Frédéric Barberousse (1190).

Barberousse meurt en juin 1190 au cours de la troisième croisade. Son deuxième fils lui succède sous le nom d'Henri VI. En 1186 déjà, son père lui avait conféré le titre de César et il était déjà considéré comme l'héritier désigné. En 1191, année de son couronnement impérial, Henri essaie de prendre possession du royaume normand de Sicile en Italie du Sud. Étant donné qu'il était marié à une princesse normande, Constance de Hauteville, et que la maison dont descend sa femme s'était éteinte faute de descendant mâle, Henri VI peut faire valoir ses revendications sans toutefois pouvoir s'affirmer. Ce n'est qu'en 1194 qu'il parvient à conquérir l'Italie du Sud en ayant recours parfois à une brutalité extrême contre ses opposants. Joseph Rovan écrit qu'« Henri VI est le souverain le plus puissant depuis Otton Ier, sinon Charlemagne ». En Allemagne, Henri doit combattre la résistance des Welfs. Son projet de conférer à la royauté un caractère héréditaire, le Erbreichsplan, échoue, tout comme il avait échoué sous Otton Ier. Henri VI met également en place une politique méditerranéenne ambitieuse mais sans être véritablement couronnée de succès dont le but a sans doute été de conquérir la Terre sainte au terme d'une croisade allemande, ou éventuellement même de lancer une offensive contre Byzance.

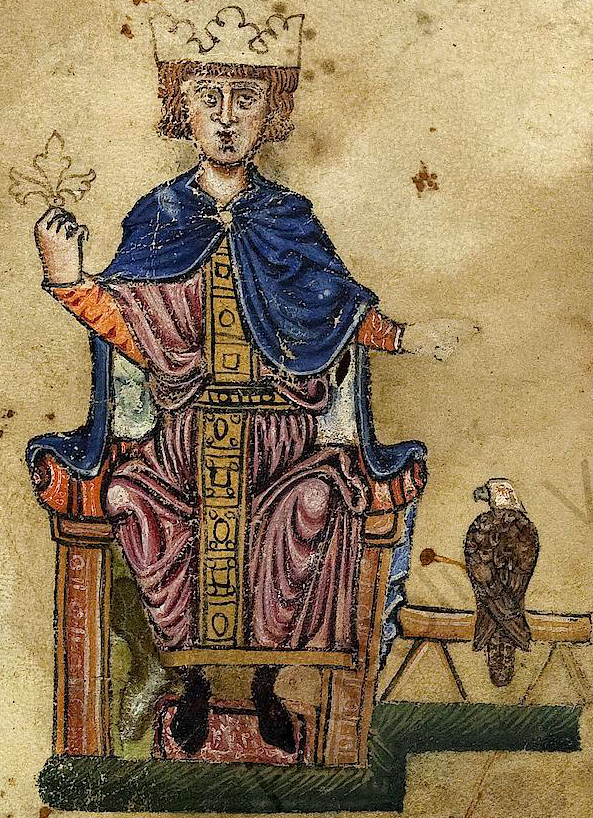
Frédéric II, dernier empereur de la dynastie des Hohenstaufen.

La mort prématurée d'Henri VI en 1197 fait échouer la dernière tentative de créer un pouvoir central fort dans l'Empire. Après la double élection de 1198 lors de laquelle sont élus Philippe de Souabe en mars à Mühlhausen et Otton IV en juin à Cologne, deux rois se font face dans l'Empire. Le fils d'Henri VI, Frédéric II, avait certes déjà été élu roi à l'âge de deux ans en 1196 mais ses droits à la royauté ont été vite balayés. L'élection est en cela intéressante que chacun essaie de mettre en avant des précédents afin de prouver sa propre légitimité. Beaucoup d'arguments et de principes formulés à cette époque seront repris pour les élections royales suivantes. Cette évolution connaît son apogée au milieu du XIVe siècle après l'expérience du Grand Interrègne dans la Bulle d'or. Philippe de Souabe s'était considérablement imposé mais il meurt assassiné en juin 1208. Otton IV est couronné empereur en 1209 mais est excommunié par le pape Innocent III l'année suivante. Innocent III soutient Frédéric II auxquels tous se rallient.
En voyageant en Allemagne en 1212 pour imposer ses droits, Frédéric II donne plus de liberté d'actions aux princes. Grâce à deux actes — le Statutum in favorem principum pour les princes temporels et le Confoederatio cum principibus ecclesiasticis pour les ecclésiastiques — Frédéric II leur garantit des droits importants pour s'assurer de leur soutien. Il veut en effet faire élire et reconnaître son fils Henri comme son successeur. Les privilèges octroyés forment les principes juridiques sur lesquels ils peuvent désormais construire leur pouvoir de manière autonome. Ces privilèges sont également le début de la formation des États à l'échelle des territoires impériaux dans la dernière partie du Moyen Âge. Le très cultivé Frédéric II, qui centralisait de plus en plus l'administration du royaume de Sicile en suivant le modèle byzantin, était entré en conflit ouvert avec le pape et les villes d'Italie du Nord. Le pape le fait même passer pour l'Antéchrist. À la fin, Frédéric II semble dominer militairement. C'est là qu'il meurt, le 13 décembre 1250. Le pape l'avait déclaré déchu en 1245.

### Moyen Âge tardif
Depuis Saint Louis, la modernisation du système juridique attire dans la sphère culturelle française de nombreuses régions limitrophes. En particulier en terres d'Empire, les villes du Dauphiné de Viennois ou du comté de Bourgogne (future Franche-Comté) recourent depuis Saint Louis à la justice royale pour régler des litiges. Le roi envoie par exemple le bailli de Mâcon, qui intervient à Lyon pour régler des différends, comme le sénéchal de Beaucaire intervient à Viviers ou à Valence. Ainsi, la cour du roi Philippe VI est largement cosmopolite : beaucoup de seigneurs tels le connétable de Brienne ont des possessions à cheval sur plusieurs royaumes. Les rois de France élargissent l'influence culturelle du royaume en attirant à leur cour la noblesse de ces régions en lui allouant des rentes et en se livrant à une habile politique matrimoniale. Ainsi, les comtes de Savoie prêtent hommage au roi de France contre l'octroi de pensions. Ceci n'est pas sans conséquences sur le Saint-Empire. Les rois de France ou leur entourage immédiat vont prendre pied dans l'Empire : Charles V reçoit le Dauphiné de Viennois, son frère cadet Louis d'Anjou hérite de la Provence et le benjamin Philippe le Hardi se taille une principauté à cheval sur le royaume de France et le Saint-Empire (il entre en possession du duché français de Bourgogne, du comté impérial de Bourgogne dit « Franche-Comté », des comtés français d'Artois et de Flandres, du comté impérial d'Alost dit « Flandre impériale », tandis que ses descendants acquièrent notamment le duché impérial de Brabant et les comtés impériaux de Hainaut et de Hollande). D'autre part, l'annexion de la Champagne par Saint Louis en 1261 et la fiscalité contraignante qu'il y instaure entraîne le déclin des foires de Champagne qui étaient la plaque tournante du commerce européen, au bénéfice du vieil axe commercial reliant les bassins du Pô (connecté à la Méditerranée) et ceux du Rhin et de la Meuse (connectés à la mer du Nord) via les cols alpestres. Il s'ensuit un renforcement de la puissance et de l'autonomie des villes lombardes et rhénanes ou des cantons suisses. Au XIVe siècle, ce processus est accéléré par la guerre de Cent Ans.
Avec le déclin des Hohenstaufen et l'interrègne qui s'ensuit jusqu'au règne de Rodolphe Ier, le pouvoir central s'affaiblit, tandis que le pouvoir des princes-électeurs s'accroît. L'expansion française à l'ouest de l'Empire a pour conséquence une baisse totale d'influence sur l'ancien royaume de Bourgogne. Cette perte d'influence concerne également l'Italie impériale (principalement en Lombardie et en Toscane). Ce n'est qu'avec la campagne italienne d'Henri VII entre 1310 et 1313 qu'est ravivée la politique italienne de l'Empire. Après Frédéric II, Henri est le premier roi de Germanie à pouvoir obtenir la couronne impériale. La politique italienne des souverains de la fin du Moyen Âge est toutefois mise en place dans des frontières réduites par rapport à celles de leurs prédécesseurs. L'influence de l'Empire diminue également en Suisse. Rodolphe Ier essaie de rétablir l'autorité des Habsbourg sur cette dernière alors que l'empereur Frédéric II lui avait octroyé une immédiateté impériale en 1240. Rodolphe Ier échoue. À sa mort, les notables d'Uri, de Schwytz et de Nidwald se réunissent et signent un pacte d'alliance et de défense en août 1291. C'est ainsi que naît la Confédération des III cantons, première étape vers la Confédération suisse qui va devenir indépendante du Saint-Empire en 1499 avec le traité de Bâle.

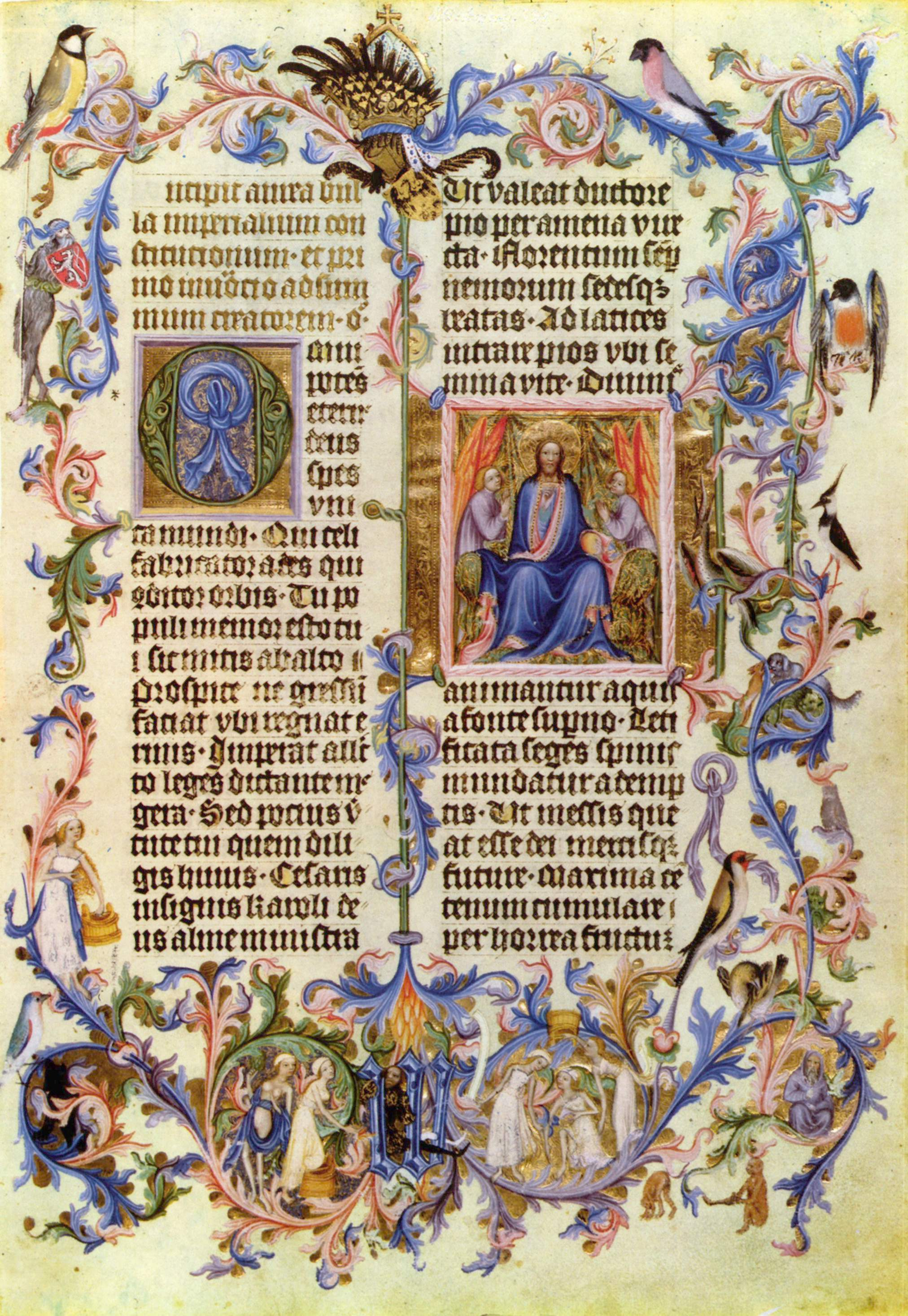
Première page de la Bulle d'or.

Le transfert de la papauté à Avignon, en 1309, lui permet de se soustraire des influences italiennes et de bénéficier de la protection des royaumes de Naples et de France contre la menace d'une intervention militaire impériale, ce qui relance les volontés théocratiques du Saint-Siège. Le vieux conflit entre papauté et empire pour la prééminence sur la chrétienté se réanime sous le règne de Louis IV. À la mort de l'empereur Henri VII en 1313, les princes s'étant divisés en deux factions, le pape Jean XXII, entreprenant et autoritaire, croit pouvoir en profiter : il refuse de choisir entre les deux élus. Il déclare l'Empire vacant et nomme le roi de Naples Robert le Sage vicaire pour l'Italie le 14 mars 1314. Ce conflit soulève une question de principe : le pape prétend être le vicaire de l'empire en Italie pendant la vacance du trône impérial. Or, à ses yeux le trône est vacant puisque la désignation de Louis de Bavière n'a pas obtenu l'approbation pontificale. Des débats politico-théoriques sont engagés, par exemple par Guillaume d'Ockham ou Marsile de Padoue. En 1338, Louis IV, voyant les négociations s'éterniser et sentant que la papauté devenait impopulaire dans le pays, change de ton et lance le 17 mai le manifeste Fidem catholicam. Il y proclame que l'empereur occupe un rang aussi élevé que le pape, qu'il tient son mandat de ses électeurs et qu'il n'a nul besoin de l'approbation pontificale pour remplir sa mission ; enfin, il soutient qu'un vrai concile représentant l'Église universelle est supérieur aux assemblées que le pape peut faire ou défaire à son gré. Les princes-électeurs soutiennent ce texte qui accroît leur pouvoir électif puisqu'il n'est plus soumis à approbation papale et le 16 juillet, réunis à Rhense ils accomplissent un geste d'une portée considérable : pour la première fois, ils agissent en corps, non pas pour élire ou déposer un souverain, mais pour préserver les intérêts de l'Empire, dont ils se considèrent les représentants.
Les rois de la fin du Moyen Âge se concentrent davantage sur le territoire allemand de l'Empire et s'appuient plus fortement que jamais sur leurs fiefs respectifs. L'empereur Charles IV fait figure de modèle. Il parvient à rétablir l'équilibre avec la papauté. Pour éviter les conflits qui suivent pratiquement systématiquement l'élection de l'empereur et sont extrêmement préjudiciables pour le Saint-Empire, il promulgue la Bulle d'or à Nuremberg le 10 janvier 1356, puis à la diète de Metz le 25 décembre de la même année. Celle-ci fixe définitivement les règles d'élection de manière que son résultat ne puisse plus être contesté : seuls votent les sept princes-électeurs, qui voient leurs droits augmentés au détriment des villes. Surtout, le nombre d'électeurs étant fixé, cela retire tout pouvoir d'arbitrage au pape donc tout pouvoir de choisir entre les candidats. La Bulle d'or atteste aussi de l'identité désormais résolument germanique du Saint Empire et de sa renonciation à ses prétentions universelles et même italiennes. Elle reste en vigueur jusqu'à la dissolution de l'Empire. Cependant l'augmentation de la puissance des princes-électeurs accroît la vulnérabilité d'un empereur n'ayant pas une clientèle suffisante. Charles IV s'évertue à éviter à son pays les conflits qui déchirent l'Europe (en particulier la guerre de Cent Ans) et négocie avec Venise et la Hanse pour augmenter les flux commerciaux entre Méditerranée et l'Europe du Nord. La grande alliance commerciale qu'est la Hanse connaît son apogée et devient une grande puissance de la sphère du Nord de l'Europe. Créée en 1241, elle regroupe un ensemble de plus de 300 villes dont Hambourg, Lübeck, Riga ou Novgorod. À cette époque, la Hanse est un acteur politique majeur, allant jusqu'à s'interposer militairement au Danemark. De la même manière, inquiétées par le pouvoir croissant des princes, les villes de Souabe se fédèrent, ce qui crée une puissante alliance : la Ligue de Souabe. La Souabe est le carrefour où transitent tous les échanges terrestres européens ; s'y rejoignent les bassins du Rhin et du Danube, qui sont connectés à la vallée du Pô via les cols alpins. C'est également durant le règne de Charles IV que se déclenche la Peste noire. En outre, l'Occident, qui a connu une croissance démographique soutenue depuis le Xe siècle, a des difficultés pour nourrir sa population, du fait d'un refroidissement climatique ; les famines, qui avaient quasiment disparu depuis le XIe siècle, refont leur apparition dans les zones les plus industrialisées. Or, le refroidissement climatique, rendant moins rentable l'agriculture dans le Nord de l'Europe, va accélérer la mutation économique, avec une spécialisation de ces régions dans le commerce et l'industrie, accroissant les échanges et la concentration urbaine facilitant la propagation des épidémies, d'autant que les organismes dénutris sont plus vulnérables aux infections,. La population est décimée à hauteur de moitié ; les pogroms contre les Juifs se multiplient. Certains les accusent d'avoir empoisonné les puits et d'avoir ainsi propagé l'épidémie. L'Occident traverse une période de crise économique, démographique et sanitaire majeure. Il doit se réadapter à cette nouvelle donne, et cette crise se traduit par un fort courant de réforme politique et spirituel traversant l'Occident avec la revendication par les villes d'un rôle plus important dans la société, et l'apparition de courants contestataires au sein de l'Église aboutissant au grand schisme et à l'épanouissement des idées de précurseurs de la Réforme tels John Wyclif ou Jean Huss (Jan Hus).
Avec la mort de Charles IV en 1378, c'est le pouvoir de la Maison de Luxembourg qui s'effondre. Le fils du souverain, Venceslas, est même déchu par un groupe de princes-électeurs le 20 août 1400, du fait de son incapacité notoire. À sa place, c'est le comte palatin du Rhin Robert qui est élu roi. Les soutiens de son pouvoir et ses ressources sont cependant trop faibles pour pouvoir mettre en œuvre une politique efficace. Et cela d'autant plus que la Maison de Luxembourg n'accepte pas d'avoir perdu la dignité royale. Après la mort de Robert en 1410, le dernier représentant de la Maison de Luxembourg, Sigismond, monte sur le trône. Des problèmes politico-religieux s'étaient fait jour, comme le Grand Schisme d'Occident en 1378. Ce n'est que sous Sigismond que la crise est désamorcée. L'action internationale de Sigismond, que Francis Rapp appelle « pèlerin de la paix » a pour but de préserver ou de retrouver la paix. Avec sa mort en 1437, c'est la Maison de Luxembourg qui s'éteint. La dignité royale passe désormais entre les mains des Habsbourg ; et cela pour ainsi dire jusqu'à la fin de l'Empire.

## Les débuts de l'époque moderne

### La réforme de l’Empire par les Habsbourg
Sous le règne des empereurs Habsbourg Frédéric III, Maximilien Ier et Charles Quint, l'Empire renaît et est de nouveau reconnu. La fonction d'empereur est liée à la nouvelle organisation de l'Empire. Conformément au mouvement réformateur commencé sous Frédéric III, Maximilien Ier engage une réforme générale de l'Empire en 1495. Elle prévoit l'instauration d'un impôt général, le Denier commun (Gemeiner Pfennig), ainsi que d'une paix perpétuelle (Ewiger Landfrieden) qui est l'un des plus importants projets des réformateurs. Ces réformes ne parviennent certes pas à s'imposer complètement car, des institutions qui en sont nées, seuls les Cercles impériaux et la Reichskammergericht vont perdurer. Cependant, la réforme est le fondement de l'Empire de l'époque moderne. Il obtient en effet un système de règles plus précis et une structure institutionnelle. La collaboration entre l'empereur et les états impériaux ainsi définie va jouer par la suite un rôle déterminant. La Diète d'Empire qui se forme à cette époque va rester le forum central de la vie politique de l'Empire.

### L'empire face à la Réforme protestante

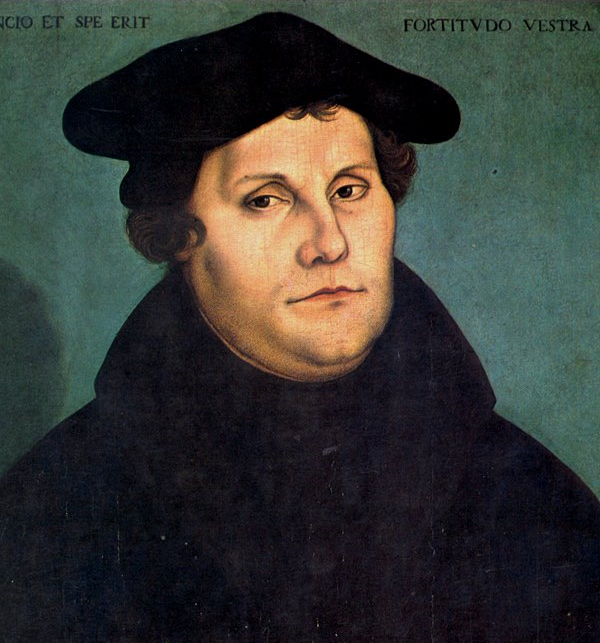
Martin Luther.

#### Naissance et succès du luthéranisme
La première moitié du XVIe siècle est d'une part de nouveau marquée par une judiciarisation et une densification de l'Empire. Des édits de police sont par exemple promulgués en 1530 et 1548. La Constitutio Criminalis Carolina est quant à elle mise en place en 1532, elle donne un cadre pénal à l'Empire. D'autre part, la Réforme protestante occasionne une division de la foi qui a un effet désintégrant sur l'Empire. Le fait que des régions et des territoires se détournent de l'ancienne Église romaine met l'Empire à l'épreuve, lui qui revendique son caractère de sainteté.
L'Édit de Worms de 1521 met Martin Luther au ban de l'Empire. L'Édit n'offre encore aucune possibilité de mener une politique favorable à la Réforme, même s'il n'est d'ailleurs pas observé sur l'ensemble de l'Empire, qu'il est ajourné le 6 mars 1523 et que les décisions que prendra par la suite la Diète d'Empire s'en écarteront. La plupart des compromis de la Diète sont imprécis et ambigus et conduisent à de nouvelles querelles juridiques. C'est ainsi par exemple que la Diète de Nuremberg déclare en 1524 que tous doivent suivre l'Édit de Worms « autant que possible ». Toutefois, aucune solution de paix définitive ne peut être trouvée, on s'attache à un compromis en attendant le suivant.
Cette situation n'est satisfaisante pour aucune des deux parties. Le camp protestant ne dispose d'aucune sécurité juridique et vit dans la crainte d'une guerre de religion. Le camp catholique, en particulier l'empereur Charles Quint, ne veut pas d'une division religieuse durable. Charles Quint, qui au début ne prend pas le cas de Luther au sérieux et ne perçoit pas sa portée, ne veut pas accepter la situation puisqu'il se considère, comme les souverains médiévaux, être le garant de la véritable Église. L'Empire universel a besoin d'une Église universelle.
La période est également marquée par deux événements. Tout d'abord le soulèvement des paysans qui fait rage dans l'Allemagne du Sud entre 1524 et 1526, l'année 1525 marquant l'apogée du mouvement. Les paysans ont plusieurs revendications dont l'abolition des corvées ou l'élection des prêtres. Luther exhorte alors les paysans à la paix et prône la soumission à l'autorité. Le second événement est l'invasion ottomane. Sigismond en tant que roi de Hongrie avait été sévèrement battu à la bataille de Nicopolis en 1396. Soliman le Magnifique, une fois l'Orient conquis, commence à conquérir l'Europe. Il s'attaque tout d'abord à la Hongrie et remporte la bataille de Mohács en 1526. L'Empire ottoman s'étend alors jusqu'à Vienne, la Hongrie étant divisée en trois parties : une administrée par les Ottomans, une par le Saint-Empire et la dernière par les princes du lieu. En 1529, Vienne est assiégée. Charles Quint va continuer à combattre les Ottomans afin de préserver la paix dans son Empire. Sa tâche est d'autant plus malaisée que la France en la personne de son roi François Ier soutient les Ottomans. Les Habsbourg multiplient les contacts avec les Séfévides, dynastie chiite qui règne alors sur la Perse, pour contrer les Turcs sunnites, leurs ennemis communs,. Il faut attendre la trêve de Crépy-en-Laonnois de 1544 pour que soit mis un terme à la rivalité entre les deux souverains. Cette rivalité avait été d'autant plus grande que François Ier avait été le rival de Charles Quint lors de l'élection impériale. Trois ans plus tard, Charles Quint signe une paix avec Soliman en 1547. Il doit alors se confronter aux problèmes religieux qui déchirent l'Empire.

#### Le règne de Charles Quint (1520-1556)

Charles Quint à cheval à Mühlberg, (Huile sur toile, Titien, vers 1547, musée du Prado)
Charles Quint à la bataille de Muehlberg.

Après une longue hésitation, Charles Quint met les chefs de la Ligue de Smalkalde, regroupant les princes protestants rebelles, au ban de l'Empire et déploie l’armée du Saint-Empire pour punir les rebelles, c'est la Reichsexecution (littéralement exécution d'Empire). Cette confrontation de 1546-1547 entrera dans l'histoire sous le nom de guerre de Smalkalde. Après la victoire de l'empereur, les princes protestants doivent accepter un compromis religieux, l'Intérim d'Augsbourg, lors de la Diète d'Augsbourg en 1548. Les pasteurs peuvent continuer à se marier et les protestants non membres du clergé à communier sous les deux espèces. Cette sortie de guerre vraiment favorable pour les états impériaux protestants est due au fait que Charles Quint poursuit des projets constitutionnels parallèlement à ses buts politico-religieux. Ces projets constitutionnels doivent mener à la disparition de la constitution par ordre pour être remplacée par un gouvernement central. Ces buts supplémentaires entraînent la résistance des états impériaux catholiques, si bien que Charles Quint ne trouve aucune solution satisfaisante concernant la question religieuse.
Les conflits religieux dans l'Empire sont — dans l'idée que se fait Charles Quint d'un vaste empire habsbourgeois — reliés à une monarchia universalis qui doit englober l'Espagne, les territoires héréditaires des Habsbourg et le Saint-Empire romain germanique. Toutefois, il ne parvient ni à rendre la charge d'empereur héréditaire ni à échanger la couronne impériale entre les lignes autrichienne et espagnole des Habsbourg. Le soulèvement des princes contre Charles Quint sous la conduite du prince-électeur Maurice de Saxe et la paix de Passau signée en 1552 entre les princes et le futur Ferdinand Ier qui en résulte sont les premiers pas vers une paix religieuse durable étant donné que le traité garantit une liberté de culte aux protestants. Il en résultera la paix d'Augsbourg en 1555.

#### La paix d’Augsbourg (1555)

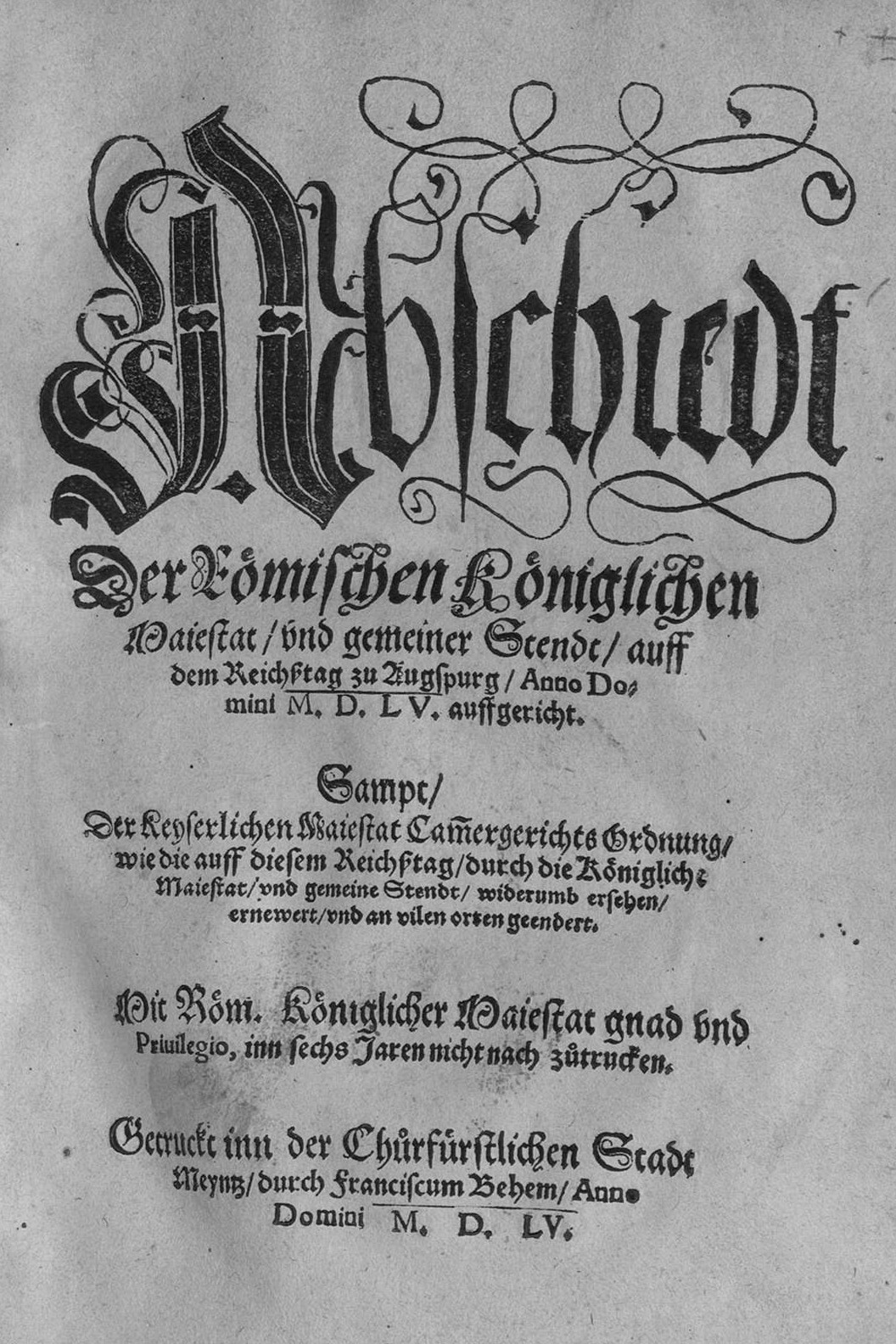
Première page de la Reichsexecutionsordnung de 1555.

La paix d'Augsbourg n'est pas seulement importante en tant que paix de religion, elle a également un grand rôle politico-constitutionnel en posant de nombreux jalons en matière de politique constitutionnelle. Elle prévoit par exemple la Reichsexekutionsordnung, dernière tentative de préserver la paix perpétuelle rendue nécessaire en raison de la Seconde guerre des Margraves menée par Albert II Alcibiade de Brandebourg-Kulmbach, qui fait rage de 1552 à 1554. Albert II extorque en effet de l'argent et même des territoires appartenant aux différentes régions franconiennes. L'empereur Charles Quint ne condamne pas Albert II, il le prend même à son service et légitime ainsi la rupture de la paix perpétuelle. Étant donné que les territoires concernés refusent de cautionner le vol confirmé par l'empereur, Albert II les ravage. Dans le nord de l'Empire se forment des troupes sous la conduite de Maurice de Saxe pour combattre Albert. C'est un prince d'empire et non l'empereur qui prend des mesures militaires contre ceux qui brisent la paix. Le 9 juillet 1553 a lieu la bataille la plus sanglante de la Réforme, la bataille de Sievershausen, au cours de laquelle Maurice de Saxe est tué.
La Reichsexekutionsordnung promulguée à la Diète d'Augsbourg en 1555 entraîne un affaiblissement de la puissance impériale et un ancrage du principe des états impériaux. Les cercles et les états impériaux locaux obtiennent également parallèlement à leurs devoirs habituels la compétence pour appliquer les jugements du Reichskammergericht ainsi que la nomination des assesseurs qui y siègent. De plus, ils ont le droit de frapper monnaie et d'exercer d'autres charges réservées jusqu'alors à l'empereur. Puisque l'empereur s'était montré incapable d'assurer une de ses tâches principales, à savoir celle de préserver la paix, son rôle est désormais assumé par les États des cercles impériaux.
La paix religieuse proclamée le 25 septembre 1555 est aussi importante que l’Exekutionsordnung, elle abandonne l'idée d'un empire uni confessionnellement. Les seigneurs territoriaux obtiennent le droit de décider de la confession de leurs sujets, ce qui est résumé dans la formule cujus regio, ejus religio. Dans les territoires protestants, la juridiction religieuse passe aux seigneurs qui deviennent alors les chefs spirituels de leurs territoires. Toutes les règles édictées conduisent certes à une solution pacifique des problèmes religieux mais elles rendent encore plus visible la division croissante de l'Empire et mèneront à moyen terme à un blocage des institutions impériales. En septembre 1556, l'empereur Charles Quint abdique en faveur de son frère Ferdinand, roi des Romains depuis 1531. La politique intérieure et étrangère de Charles Quint avait définitivement échoué. Ferdinand décide alors de restreindre sa politique à l'Allemagne et il parvient à rattacher les états impériaux à l'empereur en faveur de ce dernier.

## La confessionnalisation et ses conséquences (1555-1648)

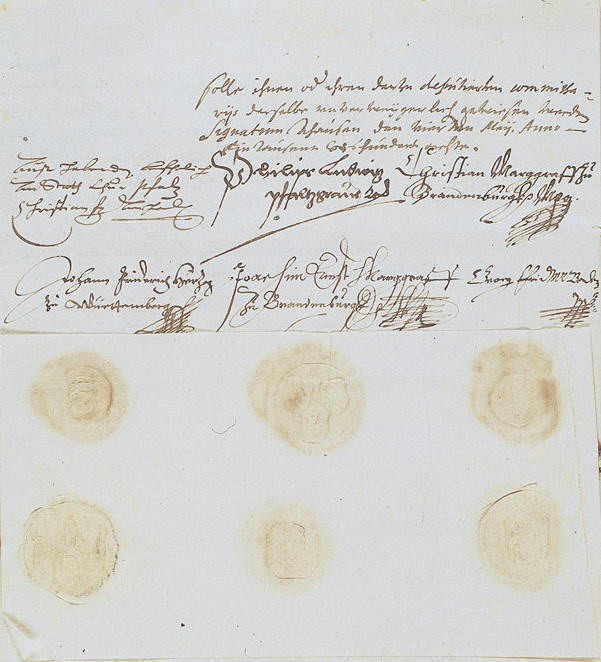
Acte de fondation de l'Union protestante le 14 mai 1608.

### De la paix d'Augsbourg à la crise de 1618
Jusqu'au début des années 1580, il règne dans l'Empire une phase sans conflit militaire notable. La paix religieuse n'est qu'une « simple trêve ». C'est à cette époque que s'accomplit la confessionnalisation, c'est-à-dire une consolidation et une démarcation entre les trois confessions que sont le luthéranisme, le calvinisme et le catholicisme. Les formes étatiques qui apparaissent dans les territoires à cette occasion posent un problème de niveau constitutionnel à l'Empire. Les tensions s'accroissent du fait que l'Empire et ses institutions ne peuvent plus remplir leur fonction de médiateur. L'empereur tolérant Maximilien II meurt en 1576, son fils Rodolphe II nomme une majorité de catholiques au Conseil aulique et à la Chambre impériale de justice, rompant avec la politique de son père. À la fin du XVIe siècle, ces institutions se bloquent — en 1588 déjà, la Chambre impériale de justice ne fonctionnait plus.
Étant donné qu'à partir du début du XVIIe siècle les États protestants ne reconnaissent plus le Conseil aulique exclusivement dirigé par l'empereur catholique, la situation continue de s'aggraver. À la même époque, les collèges de princes-électeurs et les cercles impériaux se regroupent selon les confessions. Une députation d'Empire de 1601 échoue du fait des oppositions entre les deux camps. Il se produit la même chose en 1608 avec la Diète à Ratisbonne qui est clôturée sans promulguer de recès. Le comte palatin calviniste et d'autres participants quittent en effet l'assemblée car l'empereur refuse de reconnaître leur confession.
Constatant que le système impérial et la paix sont menacés, six princes protestants fondent l'Union protestante le 14 mai 1608 autour de Frédéric IV. D'autres princes et villes d'Empire rejoignent l'Union par la suite. L'électeur de Saxe et les princes du nord refusent d'y participer dans un premier temps, par la suite l'électeur de Saxe s'y rallie. En réaction, les princes catholiques fondent la Ligue catholique le 10 juillet 1609 autour de Maximilien de Bavière. La Ligue veut maintenir le système en place et préserver la prédominance catholique dans l'Empire. Les institutions et l'Empire se bloquent, annonçant un conflit inévitable.

### La guerre de Trente Ans (1618-1648)

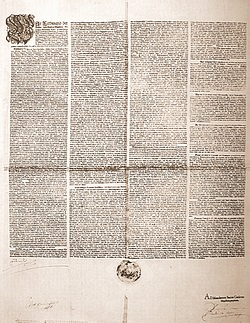
Édit de restitution de 1629.

La Défenestration de Prague est le déclencheur de cette guerre que l'empereur, espérant au début de grands succès militaires, essaie d'utiliser de manière politique afin d'asseoir son pouvoir face aux états impériaux. C'est ainsi que Ferdinand II, élu empereur par tous les princes-électeurs — même les protestants — le 19 août 1619 malgré la guerre, met le prince-électeur et roi de Bohême Frédéric V du Palatinat au ban de l'Empire en 1621 et donne la dignité électorale à Maximilien Ier de Bavière.
La promulgation de l'édit de Restitution le 6 mars 1629 est le dernier acte de loi impérial important. Tout comme la mise au ban de Frédéric V, il trouve sa source dans la revendication du pouvoir de l'empereur. Cet édit réclame l'adaptation de la paix d'Augsbourg d'un point de vue catholique. En conséquence, tous les évêchés, les évêchés et archevêchés-princiers qui avaient été sécularisés par les seigneurs protestants depuis la paix de Passau doivent être restitués aux catholiques. Ces actions n'auraient pas seulement signifié la recatholicisation de grands territoires protestants mais également un renforcement capital du pouvoir impérial puisque les questions politico-religieuses étaient jusqu'alors décidées en commun par l'empereur, les états impériaux et les princes-électeurs. En revanche, il se forme une coalition confessionnelle de ces derniers qui n'acceptent pas que l'empereur proclame un édit si tranchant sans leur accord.

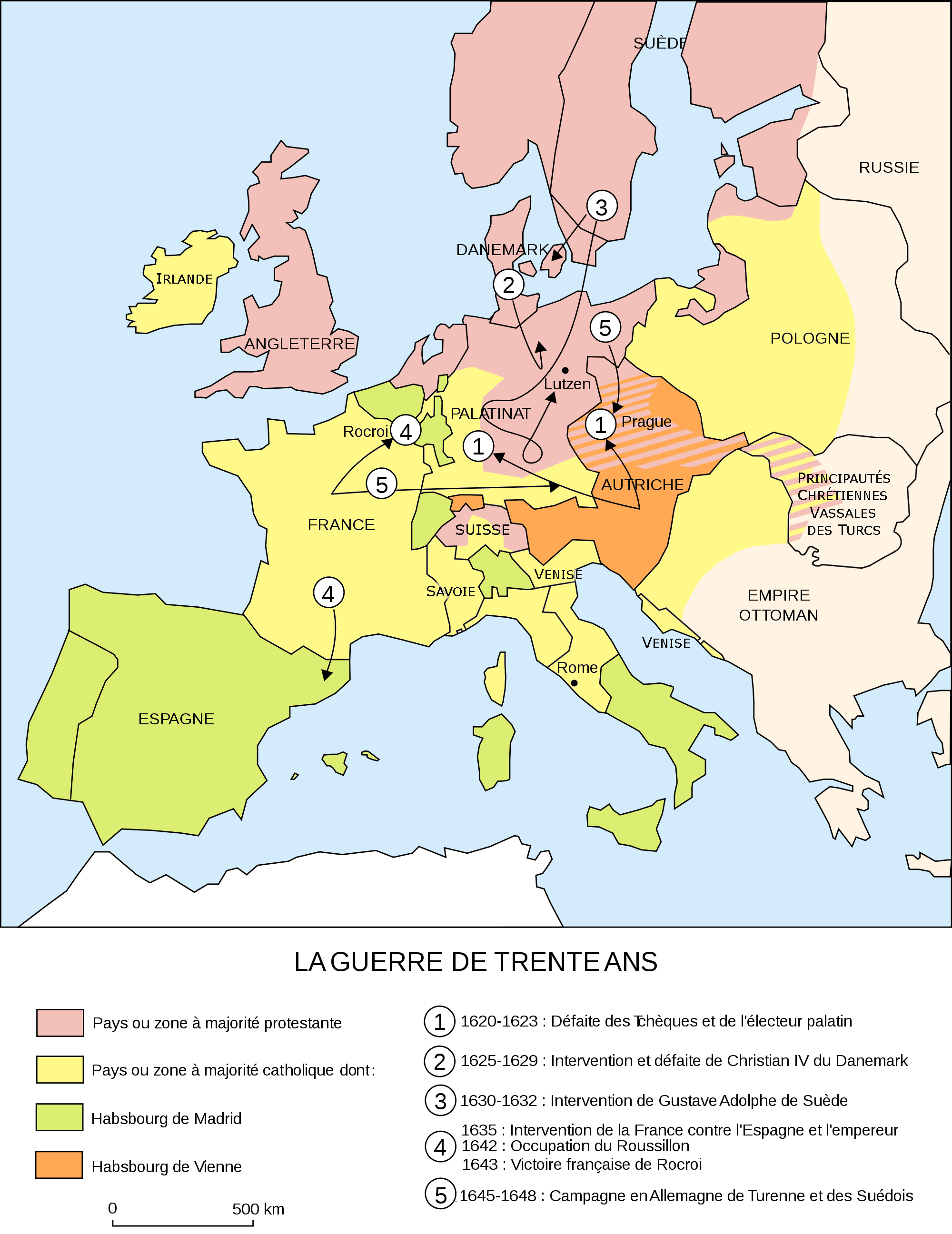
Carte de la guerre de Trente Ans.

Lors de leur réunion de 1630, les princes-électeurs, sous la conduite de Maximilien Ier de Bavière, obligent l'empereur à renvoyer le généralissime Wallenstein et à accorder une révision de l'édit. La même année, la Suède entre en guerre aux côtés des protestants. Au début, les troupes suédoises se montrent supérieures à celles de l'empereur. Mais en 1632 Gustave Adolphe, roi de Suède, est tué à la bataille de Lützen près de Leipzig. Une chapelle est dressée à l'endroit de sa mort, et une inscription le remercie d'avoir « défendu le luthéranisme les armes à la main. » L'empereur parvient à retrouver l'avantage à la bataille de Nördlingen en 1634. La paix de Prague signée entre l'empereur et l'électeur de Saxe en 1635 autorise Ferdinand à suspendre l'Édit de restitution pour quarante ans. L'empereur sort renforcé de cette paix puisque toutes les alliances hormis celles des princes-électeurs sont dissoutes et l'empereur obtient le haut-commandement de l’armée impériale, ce que les protestants n'acceptent pas. Des négociations vont d'ailleurs être menées pour revenir sur cette clause du traité. Le problème religieux posé par l'édit de Restitution n'avait été seulement repoussé de quarante ans puisque l'empereur et la plupart des états impériaux s'étaient accordés sur le fait qu'unifier l'empire politiquement, repousser les puissances étrangères du territoire et mettre un terme à la guerre étaient les choses les plus pressantes.
La France entre en guerre en 1635 ; Richelieu intervient aux côtés des protestants pour empêcher un renforcement du pouvoir des Habsbourg en Allemagne, la situation tourne en la défaveur de l'empereur. C'est à ce moment-là que la guerre de religion à l'origine allemande devient un combat hégémonique à l'échelle européenne. La guerre se poursuit donc puisque les problèmes confessionnels et politiques qui avaient été réglés provisoirement par la paix de Prague viennent en second plan pour la France et la Suède. De plus, la paix de Prague présente de graves manques, si bien que les conflits internes à l'Empire perdurent.
À partir de 1640, les différentes parties commencent à signer des paix séparées étant donné que dans l'état actuel des choses, fait de solidarité confessionnelle et de politique d'alliance traditionnelle, l'Empire n'est presque plus défendu. C'est le prince-électeur de Brandebourg qui ouvre la marche en mai 1641. Il signe la paix avec la Suède et démobilise son armée, chose impossible d'après les conventions de Prague puisque son armée appartient à l'armée impériale. D'autres états impériaux suivent le mouvement. L'électeur de Saxe signe à son tour une paix avec la Suède et l'électeur de Mayence en signe une avec la France en 1647. L'Empire sort de la guerre dévasté.

### Les traités de Westphalie (1648)

#### Négociations

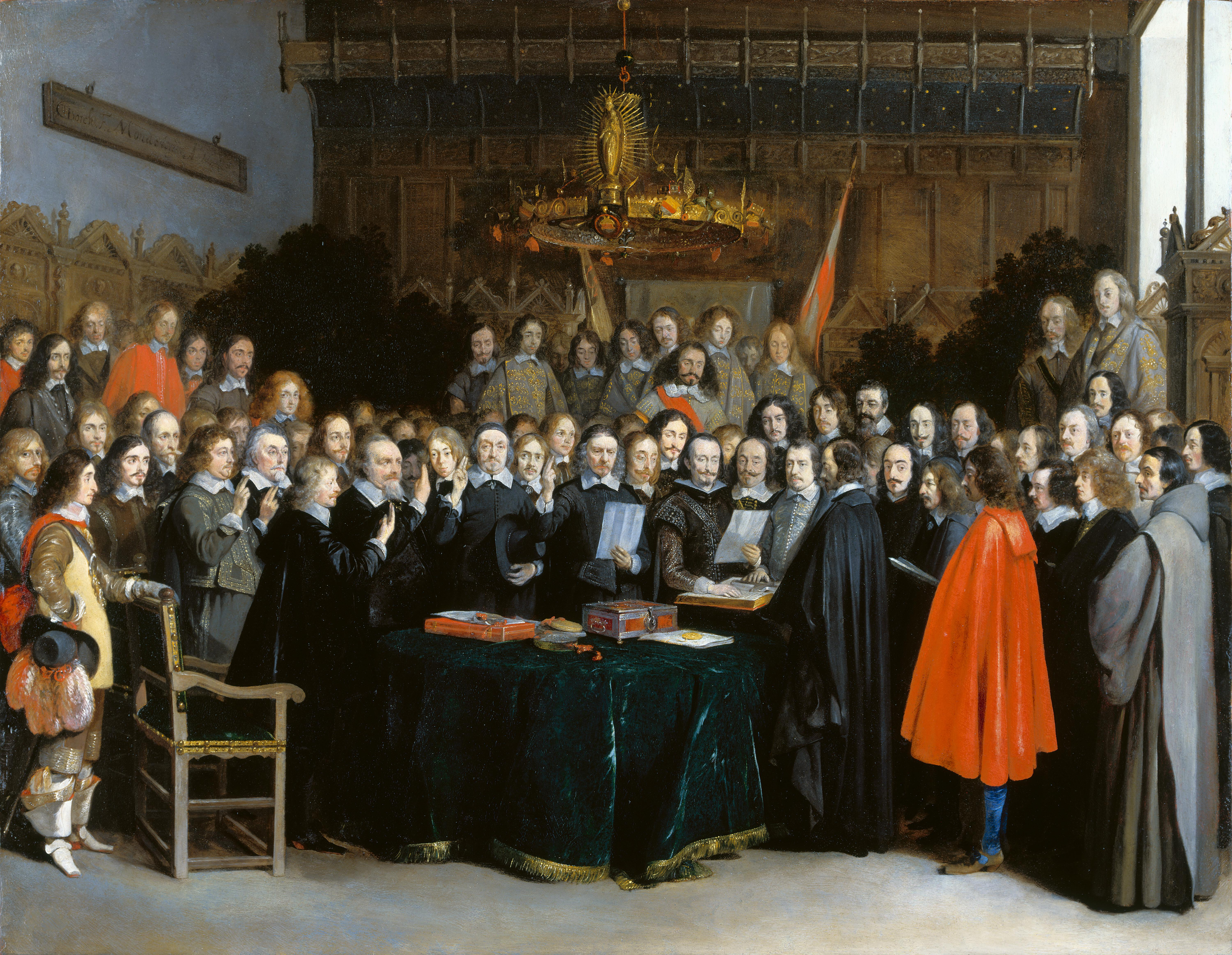
La Ratification du traité de Münster, 1648, par Gerard ter Borch.

L'empereur, la Suède et la France s'entendent en 1641 à Hambourg pour mener des négociations de paix alors que les combats se poursuivent. Ces négociations ont lieu en 1642 et 1643 à Osnabrück entre l'empereur, les états impériaux protestants et la Suède, et à Münster entre l'empereur, les états impériaux catholiques et la France. Le fait que l'empereur ne représente pas l'Empire à lui seul est un important symbole de sa défaite. La puissance impériale est de nouveau remise en cause. C'est pourquoi les états impériaux voient leurs droits d'autant plus préservés en n'étant pas seuls face à l'empereur, mais en menant les négociations concernant les problèmes constitutionnels sous les yeux des puissances étrangères. La France y montre d'ailleurs toute sa bienveillance puisqu'elle veut absolument réduire le pouvoir des Habsbourg en appuyant fortement la demande de participation des états impériaux aux négociations. Les états impériaux sont donc admis aux négociations contre la volonté de Ferdinand III, empereur depuis 1637, qui veut représenter à lui seul l'Empire aux pourparlers de paix de Münster et Osnabrück, régler les questions européennes lors des négociations de Westphalie, signer une paix avec la France et la Suède et traiter les problèmes constitutionnels allemands au terme d'une Diète. Cette dernière va être réunie quelques années plus tard en 1653. Si l'empereur finit par consentir à la participation des états impériaux aux négociations, il le fait pour ne pas se couper définitivement d'eux.
Les deux villes où ont lieu les négociations ainsi que les chemins qui les relient sont déclarés démilitarisés (ce qui n'a été complètement appliqué que pour Osnabrück). Toutes les légations peuvent se déplacer librement. Des délégations chargées de la médiation viennent de la république de Venise, de Rome et du Danemark. Des représentants des autres puissances européennes affluent vers la Westphalie et sont associés aux négociations, excepté l'Empire ottoman et la Russie. Les négociations à Osnabrück se transforment — parallèlement aux négociations entre l'Empire et la Suède — en une convention où sont traités les problèmes constitutionnels et politico-religieux. À Münster, c'est le cadre européen ainsi que des changements juridiques concernant les droits seigneuriaux en ce qui concerne les Pays-Bas et la Suisse. On négocie également une paix entre l'Espagne et les Provinces-Unies le 30 janvier 1648.
Jusqu'à la fin du XXe siècle, les traités de Westphalie sont considérés comme destructeurs pour l'Empire. Hartung le justifie en argumentant que la paix avait laissé une liberté d'action infinie à l'empereur et aux états impériaux, si bien que l'Empire s'en était trouvé démembré. Pour Hartung, il s'agit bien là d'un « malheur national ». Seule la question politico-religieuse avait été réglée. L'Empire s'était toutefois pétrifié, pétrification qui va mener à sa perte. Joseph Rovan parle de « dissolution avancée ».

#### Effets des traités

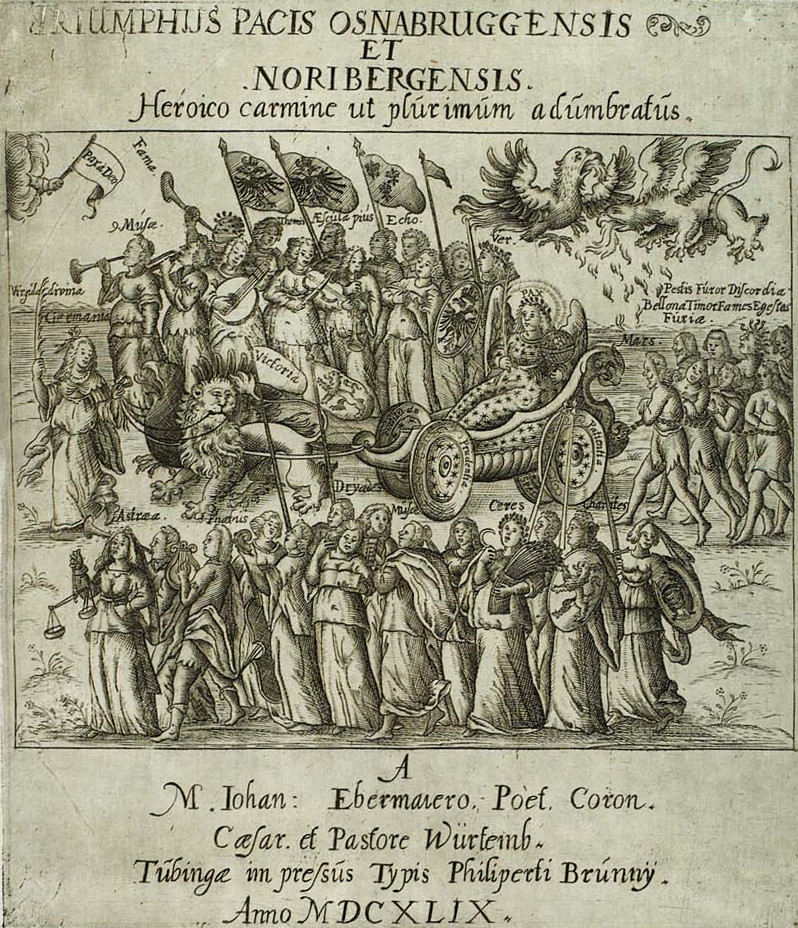
Triumphus Pacis, représentation allégorique datée de 1649 des traités de Westphalie. Germania conduit le char tiré par le lion des Habsbourg et l'aigle impériale où est assis l'ange de la paix. Le dieu de la guerre Mars est enchaîné au char.

Dans la période qui suit directement les traités de Westphalie, la paix est toutefois vue d'une toute autre manière. Elle est saluée avec joie et fait figure de nouvelle loi fondamentale valable partout où l'empereur est reconnu avec ses privilèges et comme symbole de l'unité de l'Empire. La paix met les pouvoirs territoriaux et les différentes confessions sur une même base juridique et codifie les mécanismes nés après la crise constitutionnelle du début du XVIe siècle. En outre, elle condamne ceux de la paix de Prague. Georg Schmidt résume ainsi : « La paix n'a ni apporté le démembrement de l'État ni l'absolutisme princier. […] La paix a souligné la liberté des États mais n'a pas fait d'eux des États souverains ».
Même si l'on accorde aux états impériaux les droits complets de souveraineté et que l'on réinstaure le droit d'alliance annulé par la paix de Prague, ce n'est pas la souveraineté totale des territoires qui est envisagée puisqu'ils restent soumis à l'empereur. Le droit d'alliance — qui va également à l'encontre d'une souveraineté totale des territoires de l'Empire — ne doit s'exercer ni contre l'empereur et l'Empire, ni contre la paix ou contre le traité. Selon les spécialistes du droit de l'époque, les traités de Westphalie sont une sorte de coutume traditionnelle des états impériaux qu'ils ne font que fixer par écrit.
Dans la partie concernant la politique religieuse, les princes changeant de religion ne peuvent plus l'imposer à leurs sujets. La paix d'Augsbourg est confirmée dans son ensemble et déclarée comme intouchable, mais les questions litigieuses sont de nouveau réglées. C'est la situation juridique et religieuse en vigueur au 1er janvier 1624 qui fait référence. Tous les états impériaux doivent par exemple tolérer les deux autres confessions si celles-ci existaient déjà sur leurs territoires en 1624. Toutes les possessions doivent être restituées à leurs anciens propriétaires et toutes les décisions ultérieures de l'empereur, des états impériaux ou des puissances d'occupation déclarées comme nulles et non avenues.
Les traités de Westphalie apportent à l'Empire la paix attendue depuis trente ans. Le Saint-Empire perd quelques territoires situés en France actuelle, les Provinces-Unies, la Confédération suisse et la république de Genève. Pour le reste, il ne connaît pas d'autre grande modification. Le pouvoir entre l'empereur et les états impériaux est de nouveau équilibré, sans rétablir les pouvoirs comme ils étaient avant la guerre. La politique impériale n'est pas déconfessionnalisée, seul le rapport aux confessions est à nouveau régulé. Selon Gotthard, considérer les traités de Westphalie comme destructeurs de l'Empire et de l'idée d'Empire est l'une des fautes de jugement les plus flagrantes. Les résultats des négociations de paix montrent l'absurdité de la guerre : « Après que tant de vies humaines ont été gâchées pour un but si minime, les hommes auraient dû comprendre comme il est totalement vain de laisser des questions de foi au jugement de l'épée ».

## Des traités de Westphalie à la Révolution française

### L’Empire jusqu’au début duXVIIIesiècle

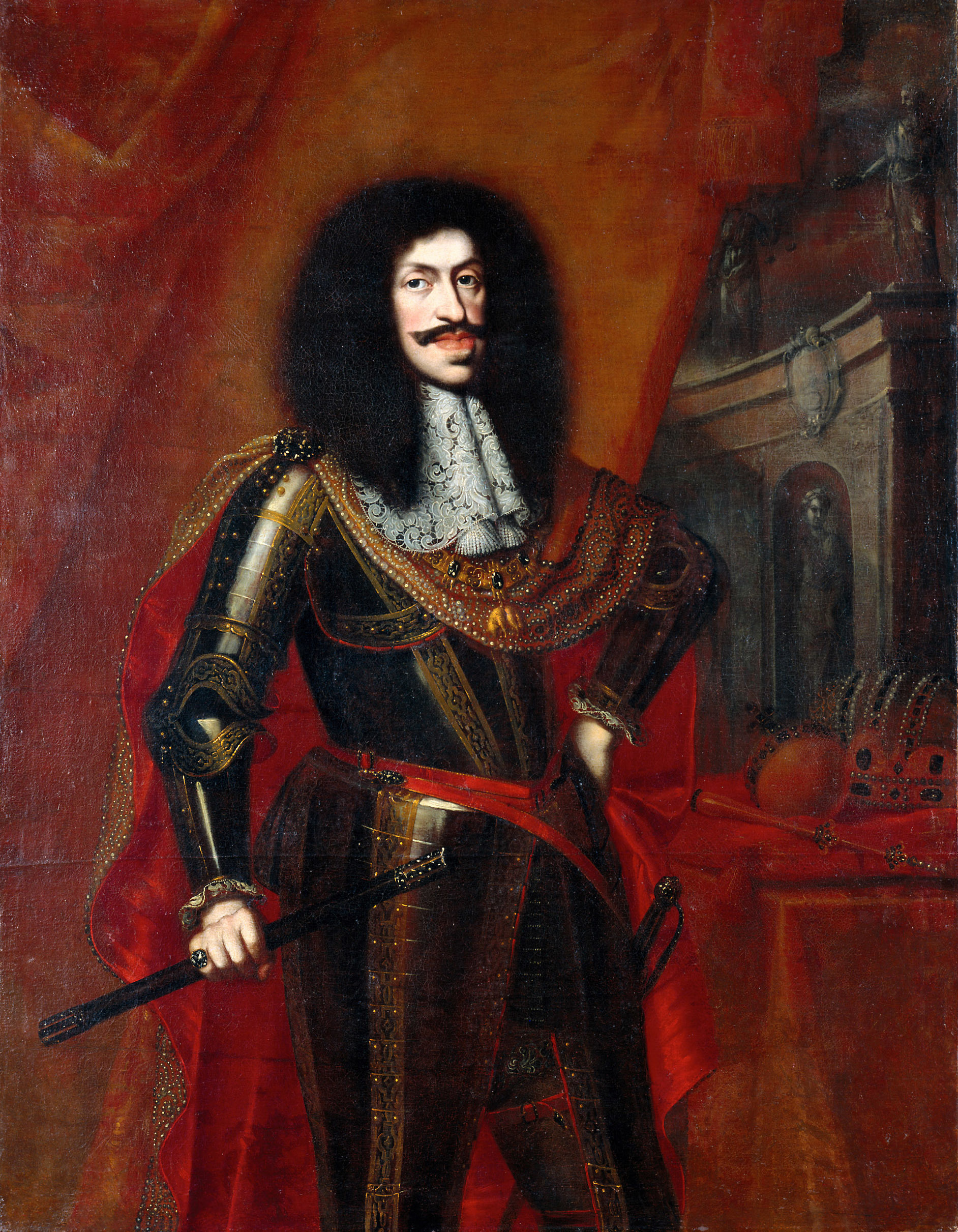
L'empereur Léopold Ier.

Après la signature des traités de Westphalie, un groupe de princes exige des réformes radicales dans l'Empire visant à réduire le pouvoir des princes-électeurs et à étendre le privilège de l'élection du roi à d'autres princes d'Empire. Mais, lors de la Diète de 1653-1654, cette minorité princière n'arrive pas à s'imposer. Le recès de cette Diète, appelé dernier recès impérial — cette Diète a été la dernière avant qu'elle ne siège de manière permanente à partir de 1663 — décide que les sujets doivent payer des impôts à leurs seigneurs pour que ceux-ci puissent entretenir des troupes, ce qui a souvent mené à la constitution d'armées dans les différents territoires les plus grands qui obtiennent d'ailleurs le nom d’états impériaux armés (en allemand Armierte Reichsstände).
Après 1648, la position des cercles impériaux se renforce et on leur attribue un rôle décisif dans la nouvelle constitution militaire impériale. C'est ainsi que la Diète décide d'une nouvelle constitution militaire (Reichskriegsverfassung) en 1681, l'Empire étant à nouveau menacé par les Turcs. Dans cette nouvelle constitution, les contingents des troupes de l'armée impériale sont fixés à 40 000 hommes. Les cercles impériaux sont responsables de leur déploiement. Depuis 1658, c'est l'empereur Léopold Ier qui est au pouvoir. Son action est considérée comme médiocre. Il se préoccupe plus des territoires héréditaires que de l'Empire.
L'empereur s'oppose à la politique des Réunions de Louis XIV et tente d'amener les cercles et les états impériaux à résister aux annexions françaises. Il parvient grâce à la combinaison de différents instruments à lier de nouveau les états impériaux les plus petits et les plus grands à l'Empire et à sa constitution. En 1682, l'empereur s'allie à différents cercles comme celui de Franconie et du Haut-Rhin au sein de la Ligue d'Augsbourg pour protéger l'Empire. Cette situation montre que la politique impériale n'est pas devenue une partie de la politique de grande puissance des Habsbourg comme elle va l'être sous le règne de ses successeurs au XVIIIe siècle. Sont également à souligner la politique de mariage de Léopold Ier et la distribution de toutes sortes de titres comme l'attribution à Ernest-Auguste de Hanovre de la neuvième dignité d'électeur en 1692 et l'octroi aux princes-électeurs du Brandebourg du titre de « Roi en Prusse » à partir de 1701 pour s'assurer de leur appui.

### Le conflit entre la maison de Prusse et la maison d'Autriche

#### Deux puissances en expansion

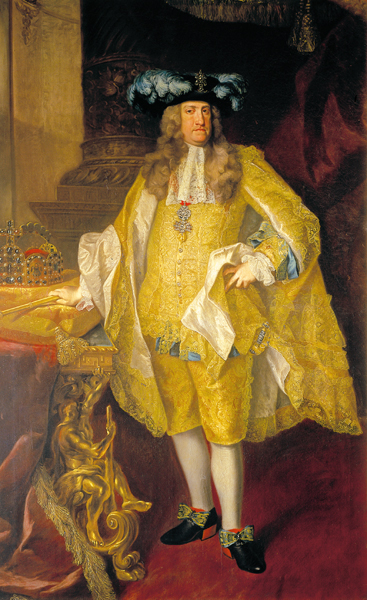
C'est sous Charles VI (empereur du Saint-Empire) que le territoire des Habsbourg s'agrandit le plus.

À partir de 1740, les deux plus grands complexes territoriaux de l'Empire — à savoir les possessions héréditaires des Habsbourg et le Brandebourg-Prusse — se détachent de plus en plus de l'Empire. Après sa victoire sur les Turcs, l'Autriche conquiert de grands territoires en dehors de l'Empire, ce qui a automatiquement repoussé le centre de la politique habsbourgeoise vers le sud-est, ce qui sera surtout visible sous le règne des successeurs de Léopold Ier. Il en va de même pour le Brandebourg-Prusse dont une grande partie du territoire se trouve en dehors de l'Empire. En plus de la rivalité croissante, il existe cependant des changements de pensée.
Si un titre ou une position dans la hiérarchie de l'Empire et dans la noblesse européenne étaient importants pour le prestige d'un souverain avant la Guerre de Trente Ans, cette situation change car après, seul un titre royal est important au niveau européen. D'autres facteurs entrent à présent également en jeu comme la grandeur du territoire ou la puissance économique et militaire. Désormais le pouvoir qui compte vraiment est celui qui peut être quantifié grâce à ces nouveaux facteurs. D'après les historiens, ceci est une conséquence à long terme de la Guerre de Trente Ans pendant laquelle les titres et les positions juridiques n'ont presque plus joué de rôle, en particulier pour les états impériaux les plus petits. Seuls les impératifs guerriers ont compté.
Le Brandebourg-Prusse et l'Autriche n'entrent donc plus dans le cadre de l'Empire et cela non seulement du fait de leur grandeur territoriale mais aussi du fait de leur constitutionnalité. Les deux territoires sont devenus des États. Il est par exemple difficile dans le cas de l'Autriche de ne pas la différencier du Saint-Empire. Tous deux ont réformé leurs pays et brisé l'influence des États provinciaux. Les territoires conquis se doivent désormais d'être administrés et protégés de manière judicieuse et une armée doit être financée. Les plus petits territoires restent exclus de ces réformes. Un souverain qui aurait voulu mettre des réformes de cette ampleur en œuvre serait inéluctablement entré en conflit avec les tribunaux impériaux, étant donné que ceux-ci soutenaient les États provinciaux dont les privilèges auraient été attaqués par le souverain en question. En tant que souverain autrichien, l'empereur n'a naturellement pas à craindre le Conseil aulique comme les autres souverains peuvent le craindre puisqu'il le préside. À Berlin, on ne se préoccupe pour ainsi dire pas des institutions impériales. L'application des jugements aurait été effectivement impossible. Ces deux modes de réaction face aux institutions contribuent également à l'isolement par rapport à l'Empire.

#### Les conflits

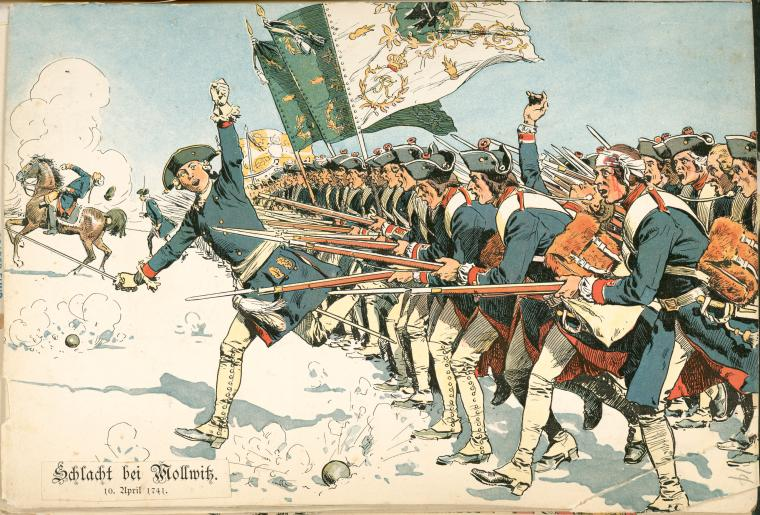
Soldats prussiens à la bataille de Mollwitz lors de la première guerre de Silésie.

La rivalité que l'on appelle dualisme austro-prussien donne lieu à plusieurs guerres. La Prusse remporte les deux Guerres de Silésie et obtient la Silésie tandis que la guerre de Succession d'Autriche s'achève en faveur de l'Autriche. C'est Charles VII, membre de la famille des Wittelsbach, qui avec l'appui de la France monte sur le trône après cette guerre de succession en 1742. Toutefois, ce dernier ne parvient pas à s'imposer et à sa mort en 1745, les Habsbourg-Lorraine montent de nouveau sur le trône en la personne de François Ier, l'époux de Marie-Thérèse.
Ces conflits comme la guerre de Sept Ans sont désastreux pour l'Empire. Les Habsbourg, contrariés par l'alliance de nombreux états impériaux avec la Prusse et par l'élection d'un empereur n'étant pas un Habsbourg, misent encore plus qu'avant sur une politique concentrée sur l'Autriche et sa puissance. Les institutions de l'Empire sont devenues les scènes secondaires de la politique de puissance et la constitution de l'Empire est loin d'être en phase avec la réalité. À travers l'instrumentalisation de la Diète d'Empire, la Prusse essaie d'atteindre l'Empire et l'Autriche. L'empereur Joseph II se retire alors presque entièrement de la politique impériale. Joseph II avait essayé de mettre en place une réforme des institutions de l'Empire, en particulier de la Chambre impériale de justice, mais il rencontre vite la résistance des états impériaux qui se détachent de l'Empire. En faisant cela, ils empêchent la Chambre de s'immiscer dans leurs affaires intérieures. Joseph II abandonne.

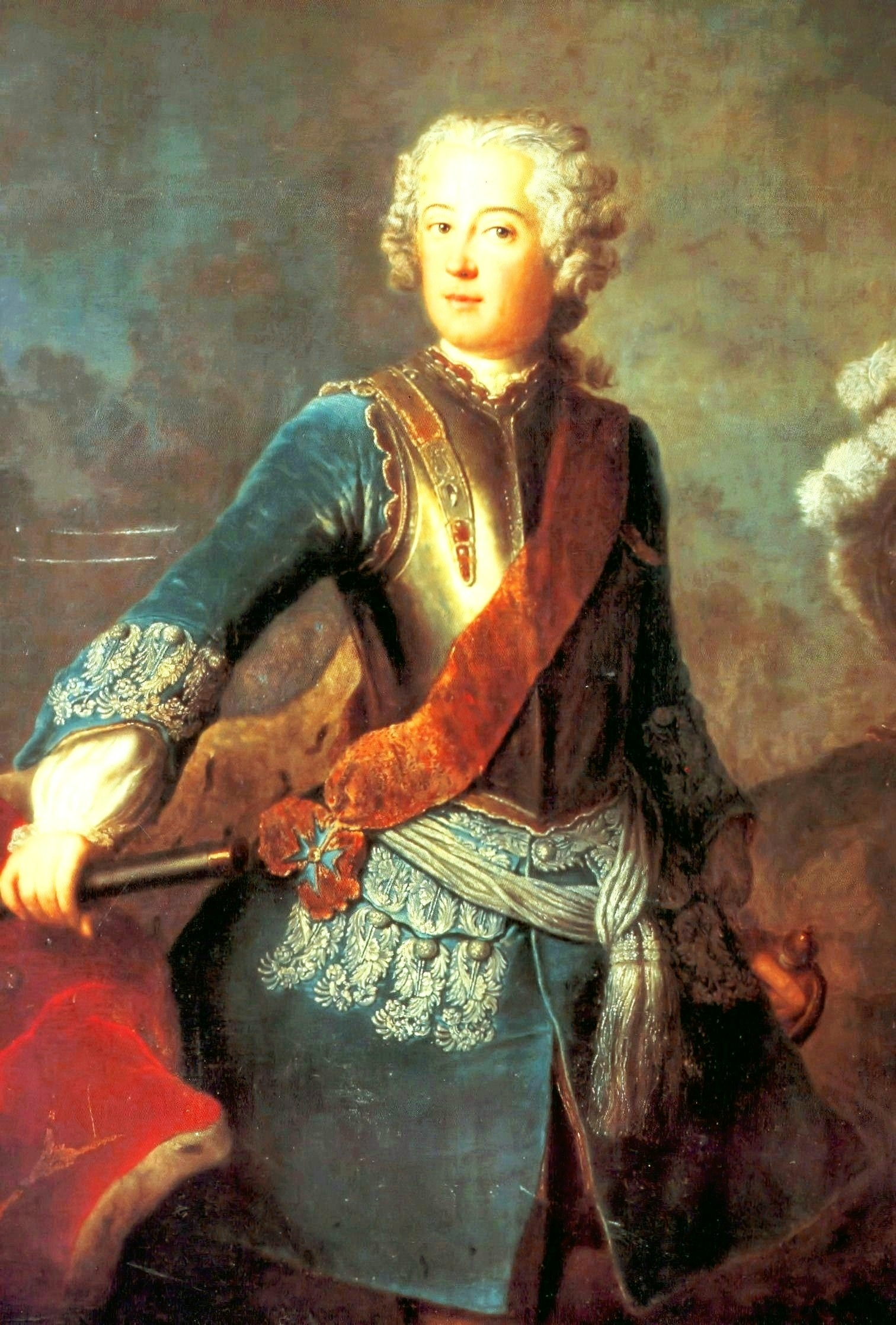
Frédéric II (roi de Prusse).

Cependant, on peut souligner le fait que Joseph II agit de manière malheureuse et brusque. La politique de Joseph II, centrée sur l'Autriche pendant la Guerre de Succession de Bavière en 1778 et 1779, et la solution de paix de Teschen, lancée sur l'initiative des puissances étrangères comme la Russie, se révèlent désastreuses pour l'Empire. En effet, lorsque la lignée bavaroise des Wittelsbach s'éteint en 1777, Joseph voit la possibilité d'incorporer la Bavière aux territoires des Habsbourg et ainsi de renforcer son pouvoir. Sous la pression massive de Vienne, l'héritier de la lignée palatine des Wittelsbach, le prince-électeur Charles Théodore de Bavière, consent à un traité cédant des parties de la Bavière. On suggère alors à Charles-Théodore qui avait accepté l'héritage contre son gré l'idée d'un futur échange avec les Pays-Bas autrichiens. Joseph II occupe à la place les territoires bavarois afin de mettre Charles-Théodore devant le fait accompli et s'arroge en tant qu'empereur un territoire d'Empire. Frédéric II s'y oppose, se posant en protecteur de l'Empire et des petits états impériaux et se hissant ainsi au rang de « contre-empereur ». Les troupes prussiennes et saxonnes marchent sur la Bohême.
Lors du traité de Teschen du 13 mai 1779 préparé par la Russie, l'Autriche reçoit certes l’Innviertel, une minuscule région au sud-est de l'Inn, qui lui était promis mais l'empereur fait figure de perdant. Pour la seconde fois depuis 1648, un problème interne à l'Allemagne est réglé grâce à l'aide de puissances extérieures. Ce n'est pas l'empereur qui apporte la paix à l'Empire mais la Russie qui, parallèlement à son rôle de garante de la paix de Teschen, avait été la garante des traités de Westphalie et était ainsi devenue l'un des protecteurs de la constitution de l'Empire. L'Empire s'était désassemblé de lui-même. Même si Frédéric II fait figure de protecteur de l'Empire, il n'a pas pour projet de le protéger et de le consolider mais au contraire d'affaiblir l'empereur et à travers lui la structure de l'Empire, ce à quoi il parvient. Le concept d'une tierce Allemagne né de la crainte des petits et moyens états impériaux de devenir l'instrument des plus grands échoue à cause de l'éternelle opposition confessionnelle entre les différents États. Quelques années plus tard, Napoléon donne le coup de grâce à un Empire qui ne présente plus de force de résistance.

## La fin de l’Empire

### Les guerres de la Révolution française (à partir de 1792)

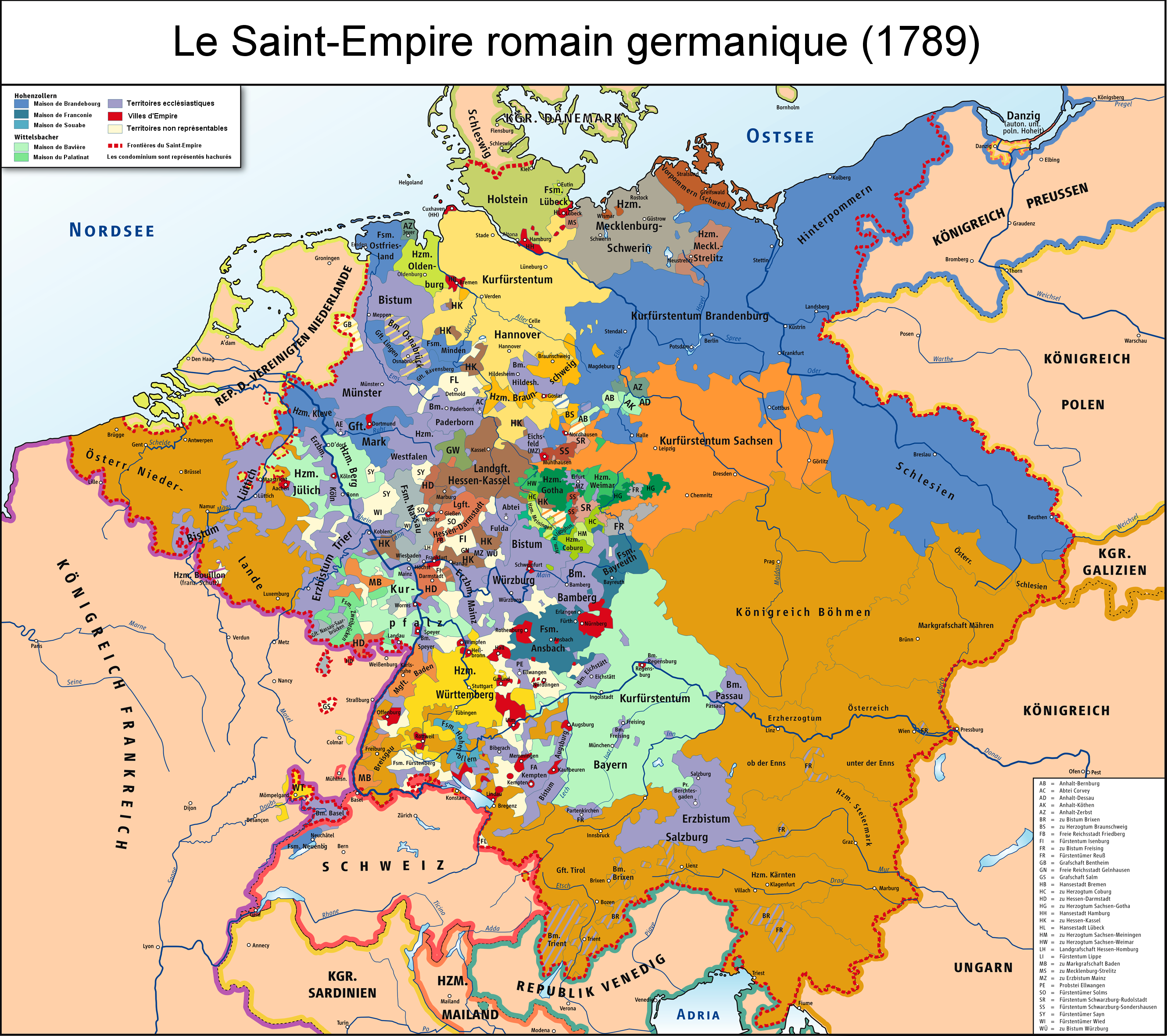
Le Saint-Empire à la veille de la Révolution française, 1789.

Face aux troupes révolutionnaires françaises, les deux grandes puissances allemandes s’allient dans le cadre de la Première Coalition. Cette alliance n’a cependant pas pour but de protéger les droits de l’Empire mais d'étendre les sphères d’influences respectives de l'Autriche et de la Prusse,  leur permettant par le même coup de ne pas laisser leur rival remporter seul la victoire. Avec la volonté parallèle d'agrandir le territoire autrichien — si besoin est au détriment des autres membres de l’Empire — l’empereur François II, élu le 5 juillet 1792, perd l'opportunité d’être soutenu par les autres états impériaux. La Prusse veut également se dédommager des coûts de guerre engagés en annexant des territoires ecclésiastiques. Il devient ainsi impossible de former un front uni contre les troupes révolutionnaires françaises et d’obtenir de franc succès militaires.
En conséquence, et devant se préoccuper de la résistance née autour de la nouvelle partition de la Pologne, la Prusse signe une paix séparée en 1795 avec la France, la paix de Bâle. En 1796, le Bade et le Wurtemberg font de même. Les accords ainsi signés stipulent que les possessions situées sur la rive gauche du Rhin doivent être cédées à la France. Toutefois, les propriétaires sont dédommagés, recevant en contre-partie des territoires ecclésiastiques situés sur la rive droite, qui sont dès lors sécularisés. Les autres états impériaux négocient également des armistices bilatérales et des traités de neutralité.
En 1797, l’Autriche signe quant à elle le traité de Campo-Formio. Elle cède ainsi différentes possessions comme les Pays-Bas autrichiens et le grand-duché de Toscane. En compensation, l’Autriche reçoit des territoires situés sur la rive droite du Rhin. Les deux grandes puissances de l’Empire se dédommagent ainsi de leur défaite aux dépens des autres membres de l’Empire. Par le même coup, elles accordent à la France un droit d’intervention dans l’organisation future de l’Empire. Agissant comme roi de Hongrie et de Bohême, mais également comme garant de l’intégrité de l’Empire en tant qu’empereur, François II cause néanmoins des dommages irréversibles à ces autres états en les dépossédant de certains territoires.

### Le recès d’Empire (1803)

Situation de l'Europe après le traité de Lunéville.

En mars 1798, la députation d'Empire consent lors du congrès de Rastadt à céder les territoires situés sur la rive gauche du Rhin et à la sécularisation de ceux situés sur la rive droite à l’exception des trois électeurs ecclésiastiques. Mais la Deuxième Coalition met un terme au marchandage lié aux différents territoires. Le traité de Lunéville signé en 1801 met fin à la guerre. Approuvé par la Diète, il n’apporte toutefois aucune définition claire en ce qui concerne les dédommagements. Les négociations de paix de Bâle avec la Prusse, de Campo Formio avec l’Autriche et de Lunéville avec l’Empire exigent des dédommagements que seule une loi d’Empire peut entériner. C’est pourquoi l’on convoque une députation pour régler la situation. En fin de compte, la députation accepte le plan de dédommagement franco-russe du 3 juin 1802 sans le modifier substantiellement. Le 24 mars 1803, la Diète d’Empire accepte définitivement le recès d'Empire.
Presque toutes les villes d’Empire, les territoires temporels les plus petits et presque toutes les principautés ecclésiastiques vont être choisis pour dédommager les puissances lésées. La composition de l’Empire s'en trouve considérablement modifiée. Le banc des princes à la diète autrefois en majorité catholique devient protestant. Deux des trois électorats ecclésiastiques disparaissent. Même l’électeur de Mayence perd son siège pour être nommé à Ratisbonne. Parallèlement, il n’existe plus que deux grands princes d’Empire ecclésiastiques : le grand maître de l’ordre de Saint-Jean de Jérusalem et le grand maître de l’ordre Teutonique. En tout, ce sont 110 territoires qui disparaissent et 3,16 millions de personnes qui changent de souverain.
Cette nouvelle organisation territoriale de l’Empire va longtemps exercer une influence sur le paysage politique européen. On a parlé pour l’année 1624 de Normaljahr, c’est-à-dire d’une année servant de référence, il en va de même pour l’année 1803 en ce qui concerne les relations confessionnelles et patrimoniales en Allemagne. Le recès d’Empire crée un nombre clair de moyennes puissances à partir d’une multitude de territoires. Afin de procéder aux dédommagements, on sécularise et on médiatise. Les dédommagements dépassent parfois ce que la puissance en question aurait dû recevoir au vu de ses pertes. Le margrave de Bade reçoit par exemple neuf fois plus de sujets par rapport à ceux perdus lors de la cession des territoires sur la rive gauche du Rhin et sept fois plus de territoires. L’une des raisons est que la France veut se créer une série d’États satellites, assez gros pour créer des difficultés à l’empereur mais assez petits pour ne pas menacer la position de la France.
L’Église d’Empire a quant à elle cessé d'exister. Elle avait été si ancrée dans le système impérial qu’elle disparaît même avant que l’Empire s’effondre.[pas clair] Les positions anticléricales de la France ont fait le reste, d’autant plus que l’empereur perd ainsi l’un de ses pouvoirs les plus importants. L’esprit de l’Aufklärung et la folie de puissance absolutiste contribuent également à rendre l’Église d’Empire obsolète et à développer les convoitises de princes d’Empire catholiques.

### L'intervention deNapoléonIer

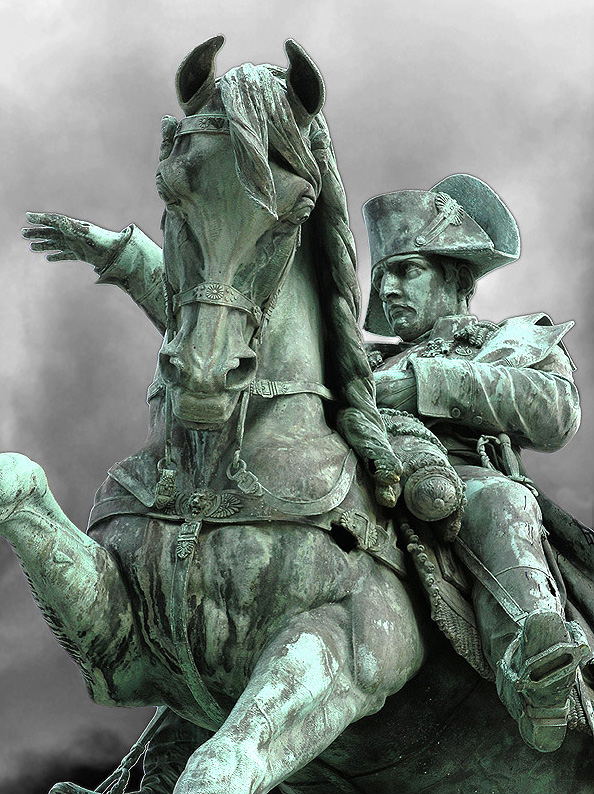
Napoléon Ier.

Le 18 mai 1804, Napoléon devient l'empereur des Français et il est sacré le 2 décembre 1804. Ce sacre qui renforce son pouvoir montre également sa volonté de devenir l'héritier de Charlemagne et d'ainsi légitimer son action en l'inscrivant dans la tradition médiévale. C'est pourquoi il visite la cathédrale d'Aix-la-Chapelle en septembre 1804 ainsi que la tombe de Charlemagne. Lors des discussions diplomatiques entre la France et l'Autriche en ce qui concerne le titre d'empereur, Napoléon exige dans une note secrète datée du 7 août 1804 que son empire soit reconnu ; François II quant à lui serait reconnu Empereur héréditaire d’Autriche. Quelques jours plus tard, le souhait se transforme en ultimatum. Deux solutions s'offrent alors : la guerre ou la reconnaissance de l'empire français. L'empereur François II cède. Le 11 août 1804, il ajoute à son titre d'empereur du Saint-Empire celui d'empereur héréditaire d'Autriche pour lui et ses successeurs. Cette démarche représente toutefois une rupture du droit impérial puisque ni les princes-électeurs n'en ont été informés ni la Diète d'Empire ne l'a acceptée. En dehors de toute considération juridique, beaucoup considèrent cette démarche comme précipitée. Friedrich von Gentz écrit d'ailleurs à son ami le Prince Metternich : « Si la couronne impériale allemande reste dans la maison d'Autriche — et on trouve déjà une telle masse de non-politique aujourd'hui où il n'y a encore aucun danger imminent clairement visible que l'on craint le contraire ! — toute dignité impériale est vaine ».
Toutefois Napoléon perd définitivement patience. Lors de la Troisième Coalition, il fait marcher son armée sur Vienne. Les troupes de l'armée bavaroise et de l'armée du Wurtemberg lui viennent en renfort. C'est ainsi qu'il remporte la bataille d'Austerlitz le 2 décembre 1805 sur les Russes et les Autrichiens. Le traité de Presbourg que Napoléon dicte à François II et au tsar Alexandre Ier scelle la fin de l'Empire. Napoléon y impose en effet que la Bavière soit érigée en royaume comme le Wurtemberg et le Bade, se retrouvant ainsi à égalité avec la Prusse et l'Autriche. C'est la structure de l'Empire qui est une nouvelle fois attaquée puisqu'en acquérant leur pleine souveraineté, ces royaumes s'en détachent. C'est d'ailleurs ce que souligne une remarque de Napoléon à son ministre des Affaires étrangères Talleyrand : « J'aurai cependant arrangé la partie de l'Allemagne qui m'intéresse : il n'y aura plus de diète à Ratisbonne, puisque Ratisbonne appartiendra à la Bavière ; il n'y aura donc plus d'Empire Germanique, et nous nous en tiendrons là ».

Médaille de la confédération du Rhin.

Le fait que l'électeur de Mayence Charles-Théodore de Dalberg fasse du grand aumônier de l'empire français Joseph Cardinal Fesch son coadjuteur, espérant ainsi sauver l'Empire, porte un dernier coup en faveur de l'abdication de la couronne. Dalberg, chancelier d'Empire et donc en tant que tel chef de la chancellerie d'Empire, gardien du tribunal impérial et des archives impériales, nomme un Français qui ne parle pas un mot d'allemand et qui plus est un oncle de Napoléon. En cas de décès ou de démission de Dalberg, l'oncle de l'empereur français serait alors devenu chancelier de l'Empire. La Diète d'Empire prend connaissance de la situation le 27 mai 1806. Selon le ministre autrichien des Affaires étrangères Johann Philipp von Stadion, il n'y a que deux solutions possibles : la disparition de l'Empire ou sa refonte sous dominance française. C'est ainsi que François II se décide à protester le 18 juin, en vain.
Le 12 juillet 1806, par le traité de la confédération du Rhin, l'électorat de Mayence, la Bavière, le Wurtemberg, l'électorat de Bade, le landgraviat de Hesse-Darmstadt devenu grand-duché de Hesse, le duché de Nassau, le duché de Berg et de Clèves, et d'autres princes fondent la confédération du Rhin à Paris. Napoléon devient leur protecteur et ils font sécession de l'Empire le 1er août. En janvier, le roi de Suède avait déjà suspendu la participation des envoyés de Poméranie occidentale aux séances de la diète et en réaction à la signature des actes de la Confédération le 28 juin, il déclare la constitution impériale suspendue dans les territoires impériaux sous le commandement suédois et déclare également comme dissous les États et conseils provinciaux. À la place, il introduit la constitution suédoise en Poméranie suédoise. C'est ainsi qu'est mis un terme au régime impérial dans cette partie de l'Empire qui a alors pratiquement déjà cessé d'exister.

### L'abdication deFrançoisII(1806)

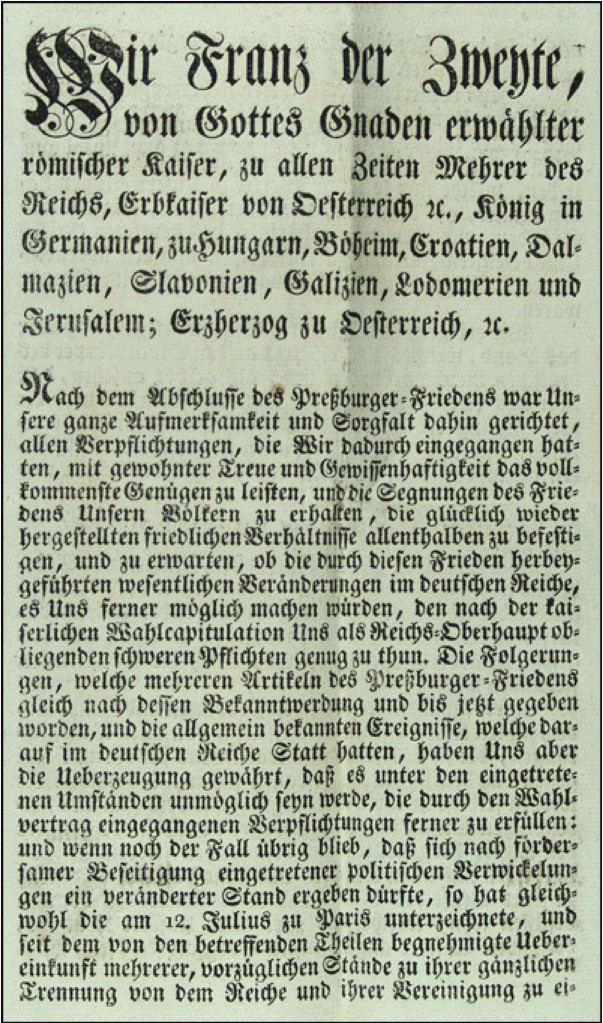
Déclaration d'abdication de François II.

L'abdication de la couronne impériale est anticipée par un ultimatum présenté le 22 juillet 1806 à Paris à l'envoyé autrichien. Si l'empereur François II n'abdique pas d'ici le 10 août 1806, les troupes françaises attaquent l'Autriche. Cependant, depuis plusieurs semaines, Johann Aloys Josef von Hügel et le comte von Stadion sont occupés à établir une expertise portant sur la préservation de l'Empire. Leur analyse rationnelle les amène à la conclusion que la France va essayer de dissoudre la constitution de l'Empire et de le transformer en un État fédératif influencé par la France. La conservation de la dignité impériale va inéluctablement conduire à un conflit avec la France, le renoncement à la couronne est donc inévitable.
Le 17 juin 1806, on présente l'expertise à l'empereur. Le 1er août, l'envoyé français La Rochefoucauld entre dans la chancellerie autrichienne. Ce n'est qu'après que La Rochefoucauld a formellement attesté à von Stadion après de vives confrontations que Napoléon ne coifferait pas la couronne impériale et respecterait l'indépendance autrichienne que le ministre autrichien des Affaires étrangères approuve l'abdication qui est promulguée le 6 août.
Dans son acte d'abdication, l'empereur indique qu'il n'est plus en mesure de remplir ses devoirs de chef de l'Empire et déclare : « Nous déclarons donc, par les présentes, que Nous considérons comme dissous les liens qui, jusqu'à présent, Nous ont attaché au corps de l'Empire germanique, que Nous regardons comme éteinte par la formation de la confédération du Rhin la charge et la dignité de chef de l'Empire ; et que Nous Nous considérons par là comme libéré de tous Nos devoirs envers cet Empire ». François II ne se contente pas seulement de déposer sa couronne, il dissout entièrement le Saint-Empire sans l'approbation de la Diète d'Empire en proclamant : « Nous délions en même temps les électeurs, princes et États, et tous les membres de l'Empire, nommément aussi les membres des tribunaux suprêmes et autres officiers de l'Empire, de tous les devoirs par lesquels ils étaient liés à Nous, comme Chef légal de l'Empire, par la constitution ». Il dissout également les territoires de l'Empire relevant de son propre pouvoir et les soumet à l'empire autrichien. Même si la dissolution de l'Empire ne suit aucun caractère juridique, il n'y a aucune volonté ni aucun pouvoir pour le préserver.
La chute du Saint-Empire est apparue comme inévitable dès lors que Napoléon s'est employé à en redéfinir la carte géopolitique. Les réactions à cette disparition sont diverses, oscillant entre indifférence et étonnement comme le montre l'un des témoignages les plus connus, celui de la mère de Goethe, Catharina Elisabeth Textor, qui écrit le 19 août 1806, moins de quinze jours après l'abdication de François II : « Je suis d'ailleurs dans le même état d'esprit que lorsqu'un vieil ami est très malade. Les médecins le déclarent condamné, on est assuré qu'il va bientôt mourir et on est assurément bouleversé lorsque le courrier arrive nous annonçant qu'il est mort ». L'indifférence face à la disparition montre comme le Saint-Empire s'était sclérosé et comme ses institutions ne fonctionnaient plus. Le lendemain de l'abdication, Goethe écrit dans son journal qu'une dispute entre un cocher et son valet suscite plus de passion que la disparition de l'Empire. D'autres comme à Hambourg fêtent la fin de l'Empire.

### Le congrès de Vienne et la création de la Confédération germanique

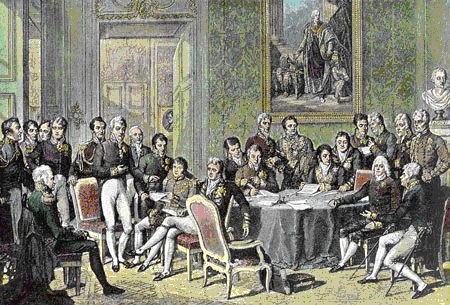
Congrès de Vienne.

Après le congrès de Vienne de 1815, les États allemands se rassemblent au sein de la Confédération germanique. Auparavant, en novembre 1814, un groupe de vingt-neuf souverains de petits et moyens États propose au comité qui s'occupe d'établir un plan visant à construire un État fédéral de réintroduire la dignité impériale en Allemagne. Il ne faut pas y voir l'expression d'une ardeur patriotique mais plutôt la crainte de la domination des princes devenus grâce à Napoléon les rois de territoires souverains comme les rois de Wurtemberg, de Bavière et de Saxe.
On discute également pour savoir si un nouvel empereur doit être élu. C'est ainsi que l'on voit apparaître la proposition de faire alterner la dignité impériale entre les puissants princes du sud et du nord de l'Allemagne. Toutefois, les porte-parole de l'Empire se prononcent en faveur d'une dignité impériale reprise par l'Autriche, donc par François II. Mais ce dernier rejette la proposition du fait de la faible fonction qu'il revêtirait. L'empereur n'obtiendrait pas les droits qui feraient de lui un véritable chef d'Empire. C'est ainsi que François II et son chancelier Metternich considèrent la charge impériale comme un fardeau tout en ne voulant pas que le titre d'empereur revienne à la Prusse ou à tout autre prince puissant. Le congrès de Vienne se dissout sans avoir renouvelé l'Empire. La Confédération germanique est fondée le 8 juin 1815 et l'Autriche la dirige jusqu'en 1866.

## Textes constitutionnels

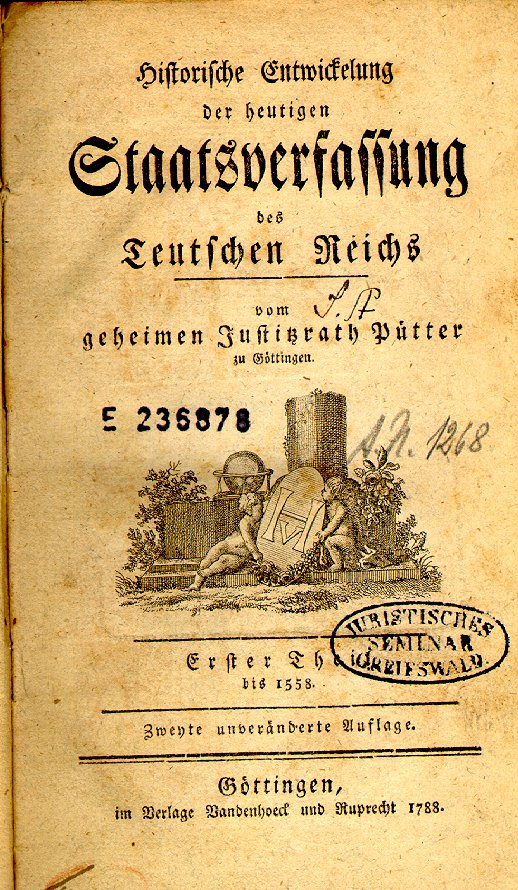
Historische Entwickelung der heutigen Staatsverfassung des Teutschen Reichs (Göttingen, 1788).

Le concept de constitution du Saint Empire n'est pas à comprendre au sens juridique actuel d'un document juridique global. Elle se compose pour l'essentiel de traditions et d'exercices de normes juridiques qui n'ont été fixées par des lois fondamentales écrites que depuis la fin du Moyen Âge et surtout depuis l'Époque moderne. La constitution de l'empire comme elle a été définie par des juristes à partir du XVIIIe siècle est plutôt un conglomérat de fondements juridiques écrits et non écrits portant sur l'idée, la forme, la construction, les compétences, l'action de l'empire et de ses membres.
L'organisation fédérale qui comporte un très grand nombre de règlements enchevêtrés est déjà critiquée par des contemporains comme Samuel von Pufendorf qui en 1667 écrit sous le pseudonyme de Severinus von Monzambano son œuvre De statu imperii Germanici afin de soutenir les princes protestants et dans laquelle il décrit l'empire comme « monstro simile ».
Toutefois, l'empire est un État avec un chef, l'empereur, et ses membres, les états impériaux. Le caractère particulier de l'empire et de sa constitution est connu des juristes de l'époque qui essaient alors de le théoriser. D'après une de ces théories, l'empire est gouverné par deux majestés. On trouve d'un côté la majestas realis exercée par les états impériaux et la majestas personalis par l'empereur élu. Cet état de chose est rendu visible à travers la formulation souvent utilisée empereur et empire (Kaiser und Kaisertum), selon cette théorie juridique l'empereur serait un souverain constitutionnellement soumis à la souveraineté des États. En réalité, avec la montée en puissance de la monarchie autrichienne au sein de l'empire, le pouvoir des « cercles d'empire » et de la Diète tendait à diminuer.
Cent ans après Pufendorf, Charles-Théodore de Dalberg, l'archevêque de Mayence, défend l'organisation de l'empire avec les mots suivants : « une construction gothique durable qui n'est cependant pas construite selon les règles de l'art mais où l'on habite de manière sûre ».

### Lois fondamentales
Les lois et les textes qui ont fait partie de la constitution impériale ont été élaborés au cours de différents siècles et leur reconnaissance en tant que lois faisant partie intégrante de la constitution n'a pas été générale. Toutefois certaines d'entre elles sont désignées comme étant des lois fondamentales.
La première convention que l'on peut considérer comme étant de droit constitutionnel est celle du Concordat de Worms de 1122 qui met fin à la querelle des Investitures. La fixation par écrit de la primauté de la nomination des évêques par l'empereur avant leur installation par le pape ouvre au pouvoir temporel une certaine indépendance vis-à-vis du pouvoir religieux. Le concordat est une première pierre dans l'émancipation balbutiante de l'État — que l'on ne peut toutefois à peine qualifier comme tel — par rapport à l'Église.

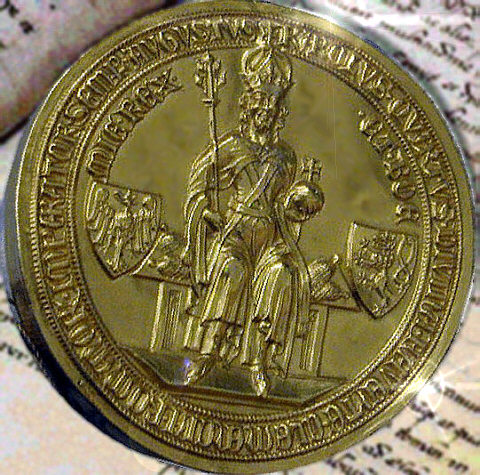
Sceau de la Bulle d'or avec Charles IV.

De manière interne à l'empire, le premier jalon n'est posé que plus de cent ans plus tard. Les princes ethniques à l'origine autonomes se transforment au XIIe siècle en princes d'empire. Frédéric II doit leur octroyer des droits lors de la Diète de Worms de 1231, droits qui lui étaient réservés auparavant. Avec le Statutum in favorem principum, les princes ont par exemple le droit de frapper monnaie ou de mettre des douanes en place. Frédéric II reconnaît également aux princes le droit de légiférer.
Parallèlement au Statutum in favorem principum, la Bulle d'or de 1356 est le texte considéré comme le véritable fondement de la constitution. Pour la première fois, les principes d'élection du roi sont fermement codifiés, évitant par la suite les doubles élections. Le groupe des princes électeurs est également défini. Ces derniers sont déclarés indivisibles pour éviter que leur nombre n'augmente. De plus, la Bulle d'Or exclut tout droit papal sur l'élection du roi et réduit le droit de mener des guerres privées.
Les concordats de 1447 entre le pape Nicolas V et l'empereur Frédéric III sont également considérés comme étant une loi fondamentale. Les droits papaux et les libertés de l'Église et des évêques dans l'empire y sont consignés. Sont concernées l'élection des évêques, des abbés et des prieurs mais également l'attribution des dignités religieuses et les questions concernant la succession foncière après la mort d'un dignitaire religieux. Les concordats sont un fondement pour le rôle et la structure de l'Église en tant qu'Église d'empire pour les siècles qui ont suivi.
La réforme d'empire promulguée lors de la Diète de Worms le 7 août 1495 est une autre évolution majeure de la constitution. Elle met en place la paix perpétuelle qui interdit toutes les guerres privées que pouvaient alors mener les nobles et essaie d'imposer la puissance de l'État. Tout conflit armé et toute justice privée sont considérés comme anticonstitutionnels. Ce sont les tribunaux des territoires ou plutôt de l'empire quand il s'agit des états impériaux qui doivent régler les litiges. Toute personne rompant la paix perpétuelle s'expose à de lourdes sentences comme des amendes très élevées ou la mise au ban de l'empire.
Suivent ensuite une série de lois d'empire érigées en lois fondamentales : la Matricule d'Empire (Reichsmatrikel) de Worms de 1521 qui fixe les contingents de troupes que tous les états impériaux doivent mettre à disposition de l'armée impériale. Elle définit également les sommes à payer pour l'entretien de l'armée. Malgré certains aménagements, cette loi est le fondement de la Reichsheeresverfassung. Il faut ajouter à la Matricule d'autres lois de grande importance comme la paix d'Augsbourg du 25 septembre 1555 qui étend la paix perpétuelle au plan confessionnel et abandonne l'idée d'une unité religieuse.
Après la guerre de Trente Ans, les traités de Westphalie sont déclarés loi fondamentale perpétuelle en 1654. Parallèlement aux changements territoriaux, on reconnaît désormais la souveraineté des territoires de l'empire. Les calvinistes sont également reconnus aux côtés des catholiques et des luthériens. On met en place des dispositions sur la paix religieuse ainsi que pour la parité confessionnelle dans les institutions impériales. Avec ces différentes lois, la construction de la constitution de l'empire était pour l'essentiel finie. Toutefois, certains traités de paix sont ajoutés à la constitution par différents juristes. On trouve par exemple le traité de Nimègue de 1678 et le traité de Ryswick de 1697 qui modifient les frontières de certaines parties de l'empire, mais encore certains recès comme le dernier recès impérial de 1654 et la convention de la Diète perpétuelle d'empire de 1663. Certains historiens actuels considèrent le Reichsdeputationshauptschluss comme la dernière loi fondamentale étant donné qu'elle crée un tout nouveau fondement de la constitution de l'empire. Toutefois, tous ne le considèrent pas comme tel car il signe la fin de l'empire. Selon Anton Schindling qui a analysé le potentiel de développement du recès, l'analyse historique doit sérieusement le considérer comme une chance d'une nouvelle loi fondamentale pour un empire renouvelé.

### Coutumes etReichsherkommen
Le droit allemand, par nature, prend en compte les coutumes. Fred E. Schrader résume ainsi : « Ce qui oppose le droit allemand au droit romain, c'est son principe accumulateur de droits substantiels. Un code de règles ne serait pas capable de comprendre ou de remplacer ce système ». On trouve d'un côté les droits et les coutumes qui n'ont jamais été fixés par écrit et d'autre part les droits et les coutumes qui ont conduit à la modification de lois et de contrats. C'est ainsi que la Bulle d'or a été modifiée en ce qui concerne le couronnement du roi qui a lieu à partir de 1562 à Francfort et non à Aix-la-Chapelle comme il en avait été convenu. Afin qu'une telle action devienne un droit coutumier, cette dernière doit se répéter sans qu'aucune objection n'y soit faite. La sécularisation des évêchés du nord de l'Allemagne par les princes territoriaux devenus protestants dans la seconde moitié du XVIe siècle n'a jamais fait par exemple par la suite partie du droit étant donné que l'empereur s'y est opposé plusieurs fois. Si le droit non écrit peut avoir valeur de loi, le fait de ne pas appliquer une règle peut suffire à la faire abolir.
Le Reichsherkommen (traduit par observance) regroupe les coutumes régissant les affaires de l'État. La Reichspublizistik se charge de les compiler. Les juristes de l'époque définissent deux groupes : la coutume en elle-même et celle définissant la manière dont les premières doivent être appliquées. On range dans le premier groupe l'accord selon lequel depuis l'Époque moderne seul un Allemand peut être élu roi et que ce dernier doit négocier une capitulation d'élection avec les princes-électeurs depuis 1519 ou encore la pratique selon laquelle le souverain nouvellement élu doit faire le tour de ses territoires. Selon l'ancien droit coutumier, les états impériaux les plus nobles peuvent ajouter « Par la grâce de Dieu » à leur titre. De la même manière, les états impériaux religieux sont mieux considérés que les états impériaux temporels du même rang. On range entre autres dans le second groupe la division des états impériaux en trois collèges disposant chacun de droits différents, la conduite de la Diète d'Empire et l'administration des services impériaux (Erzämter).

## Composantes de l'Empire

### L'empereur

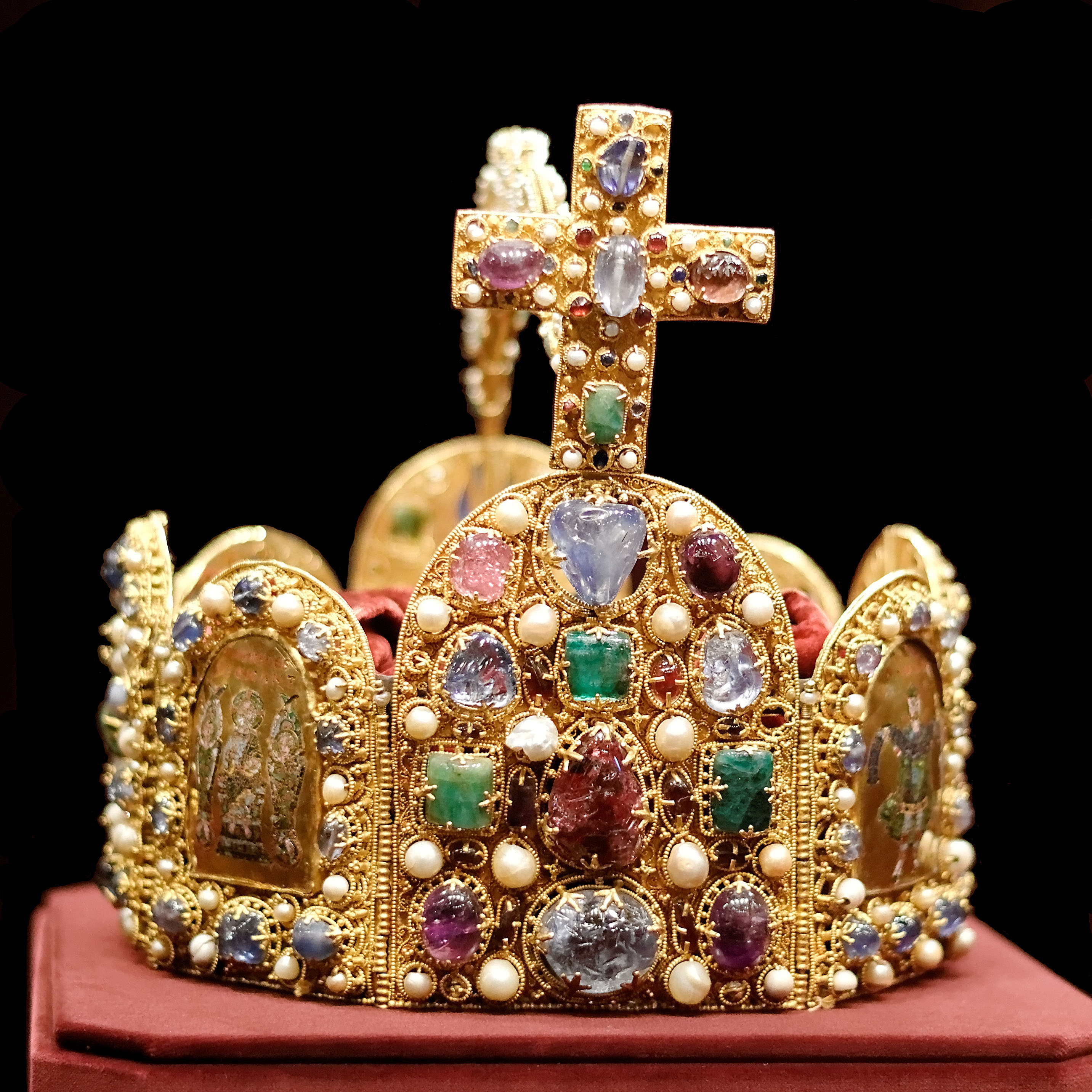
Couronne impériale conservée à Vienne.

#### Caractéristiques
Les souverains impériaux du Moyen Âge se considèrent — en relation avec la Renovatio imperii, la reconstruction de l'Empire romain sous Charlemagne — comme les successeurs directs des césars romains et des empereurs carolingiens. Ils propagent l'idée de Translatio imperii selon laquelle la toute-puissance temporelle, l'Imperium, est passée des Romains aux Allemands. C'est pour cette raison que parallèlement à l'élection du roi des Romains, le roi revendique d'être couronné empereur par le pape à Rome. Pour la position juridique du chef de l'Empire, il est alors important qu'il devienne également le chef des territoires liés à l'Empire, de l'Italie impériale et du royaume de Bourgogne.
À l'origine, l'élection du roi doit, en théorie, être décidée par tous les gens libres de l'Empire, puis par les Princes d'Empire et ensuite uniquement par les princes les plus importants de l'Empire, en général ceux qui peuvent apparaître comme des rivaux ou qui peuvent rendre impossible le gouvernement du roi. Le cercle précis de ces personnes reste toutefois controversé et à plusieurs reprises on assiste à des doubles élections, les princes ne parvenant pas à se mettre d'accord sur un candidat commun. Il faut attendre la Bulle d'Or pour que le principe de majorité et le cercle des personnes ayant le droit d'élire le roi soient définis.
Depuis 1508, c'est-à-dire depuis Maximilien Ier, le roi nouvellement élu se nomme « Empereur romain élu de Dieu » (en allemand Erwählter Römischer Kaiser). Ce titre auquel tous renoncent après leur couronnement par le pape excepté Charles Quint montre que l'empire ne naît pas du couronnement par le pape. Dans le langage familier et dans la recherche ancienne, on trouve la formulation Empereur allemand (deutscher Kaiser) pour l’Empereur du Saint-Empire romain germanique (Kaiser des Heiligen Römischen Reiches Deutscher Nation). Au XVIIIe siècle, ces désignations sont reprises dans les documents officiels. La recherche historique moderne utilise au contraire la désignation d'Empereur romain germanique pour faire la différence avec les empereurs romains de l'Antiquité d'une part et les empereurs allemands des XIXe et XXe siècles.

#### Rôle constitutionnel de l'empereur
L'empereur est le chef de l'Empire, le juge suprême et le protecteur de l'Église. Lorsqu'il est question dans les actes de l'Époque moderne d'empereur, c'est toujours le chef de l'Empire qui est désigné. Un éventuel roi élu roi des Romains du vivant de l'empereur désigne seulement le successeur et futur empereur. Aussi longtemps que l'empereur est vivant, le roi ne peut tirer aucun droit propre sur l'Empire à partir de son titre. Parfois, on concède au roi un droit à gouverner comme c'est le cas pour Charles Quint et son frère, le roi des Romains Ferdinand Ier. Lorsque l'empereur meurt ou abdique, c'est le roi qui reprend directement le pouvoir impérial.
Depuis les débuts de l'Époque moderne, le titre d'empereur implique davantage de puissance que ce dernier n'en possède en réalité. Il ne peut pas être comparé aux césars romains ou aux empereurs du Moyen Âge. L'empereur ne peut mener une politique efficace qu'en collaborant avec les états impériaux et en particulier les princes-électeurs. Des jurisconsultes du XVIIIe siècle divisent souvent les compétences impériales en trois groupes. Le premier regroupe les droits comitiaux (iura comitialia) auxquels la Diète d'Empire doit donner son approbation. On compte parmi ces droits les impôts impériaux, les lois impériales tout comme les déclarations de guerre ou les traités de paix qui concernent l'ensemble de l'Empire. Le second groupe regroupe les droits réservés limités de l'empereur (iura caesarea reservata limitata) comme la convocation de la Diète d'Empire, la frappe de la monnaie ou la mise en place de droits de douane qui nécessitent l'approbation des princes-électeurs. Quant au troisième groupe, celui des droits réservés illimités (iura reservata illimitata ou iura reservata), ce sont les droits que l'empereur peut exercer dans tout l'Empire sans aucune approbation des princes-électeurs. Les plus importants de ces droits sont celui de nommer des conseillers, de présenter un ordre du jour à la Diète d'Empire, et d'anoblir. Il existe d'autres droits moins importants pour la politique impériale comme celui d'attribuer des grades académiques ou de légitimer des enfants naturels.
Les droits impériaux se sont modifiés au cours de l'Époque moderne pour devenir des droits requérant de plus en plus une approbation. La mise au ban était à l'origine un droit réservé, elle est devenue ensuite un droit comitial tributaire de l'approbation de la Diète d'Empire.

### L'archevêque de Mayence
L’archevêque de Mayence est un des sept princes-électeurs allemands qui élisaient l'empereur romain germanique, dont le statut fut défini par la Bulle d'Or de 1356. L'électeur de Mayence détient une position éminente au sein du Saint-Empire romain germanique. Il préside le collège électoral, c'est-à-dire qu'il convoque les six autres grands électeurs pour le choix du nouveau roi à Francfort-sur-le-Main. Il est le premier dans le processus d'élection du roi des Romains et pour les délibérations sur les capitulations.
Il a en outre la charge du sacre et de l’onction du nouvel empereur. Il est de droit archichancelier, et au plan protocolaire le premier conseiller de la diète d'Empire. Il exerce le contrôle des archives de cette assemblée et détient une position particulière au sein du Conseil aulique et de la Chambre impériale de justice. En tant que prince de l'État mandataire, la direction du cercle électoral du Rhin lui revient. Toutefois la plupart de ces fonctions ont plutôt un caractère représentatif, et en tant que telles donnent surtout un poids politique au prince-archevêque.

### Les membres de la Diète d'Empire

L'aigle bicéphale porte les états impériaux sur ses ailes.

Le concept d'états impériaux désigne les personnes immédiates ou les corporations qui peuvent siéger et ont droit de cité à la Diète d'Empire. Ils ne sont les sujets d'aucun seigneur et acquittent leurs impôts à l'Empire. C'est au début du XVe siècle que ces États acquièrent définitivement leur importance. On peut citer parmi les états impériaux le royaume de Bohême, le comté palatin du Rhin, le duché de Saxe ou la marche de Brandebourg.
Si on différencie les états impériaux en termes de rang, on les distingue aussi entre États temporels (les princes du Saint-Empire et les comtes du Saint-Empire) et États spirituels (les prince-évêques et les prélats de l'Empire). Cette différenciation est d'autant plus importante que des dignitaires ecclésiastiques du Saint-Empire comme les archevêques et les évêques peuvent également être des suzerains. À côté du diocèse dans lequel l'évêque est le chef de l'Église, ce dernier gouverne également souvent sur une partie du territoire du diocèse en tant que suzerain. Dans ses territoires, le dignitaire ecclésiastique promulgue des lois, encaisse les impôts, octroie des privilèges tout comme le ferait un seigneur temporel. Afin de montrer son double rôle de chef spirituel et temporel, l'évêque prend alors le titre de prince-évêque. Seul ce rôle temporel des princes-évêques justifie leur appartenance aux états impériaux.

#### Les princes-électeurs

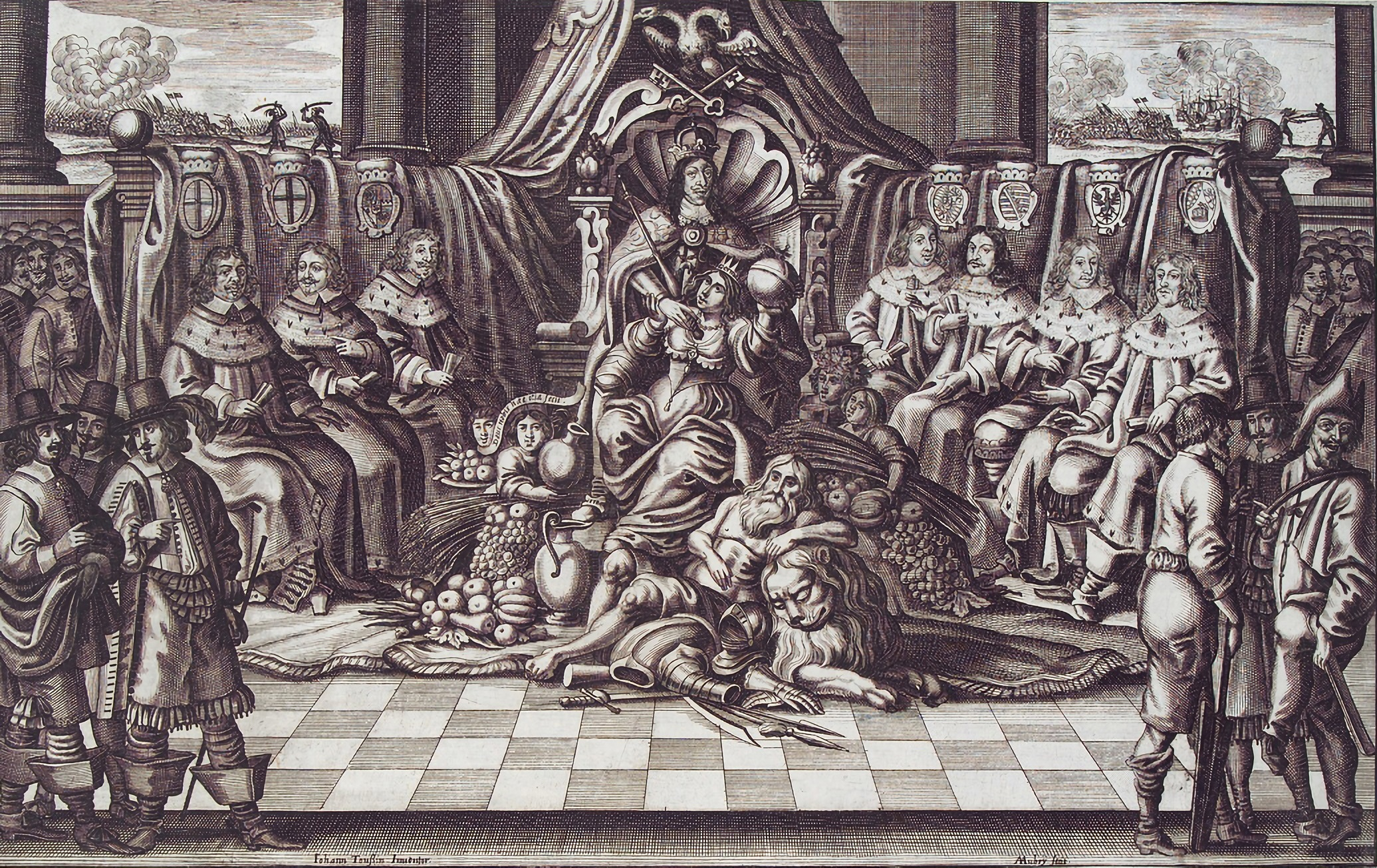
L'empereur et les huit princes-électeurs.

Les princes-électeurs sont un groupe de princes d'Empire ayant le droit d'élire l'Empereur. Ils sont les piliers de l'Empire. Le collège des princes-électeurs représente l'Empire face à l'empereur et agit comme la voix de l'Empire. Le collège des électeurs est le cardo imperii, la charnière entre l'empereur et l'Empire. Les princes-électeurs temporels détiennent les postes impériaux (Erzämter) : archi-maréchal pour la Saxe, archi-chambellan pour le Brandebourg, archi-échanson pour la Bohême, archi-porte-étendard pour le Hanovre, archi-trésorier pour la Bavière, archi-chanceliers pour les archevêques de Mayence, Cologne et Trèves. L'un des rôles les plus importants est celui que tient l'archevêque de Mayence en tant que chancelier. Il contrôle différents postes de l'Empire comme la Chambre impériale de justice ou la Diète.
C'est à la fin du Moyen Âge que se constitue le collège des électeurs dont le nombre de sept est défini par la Bulle d'or de 1356. En font partie les trois princes-archevêques de Mayence, Cologne et Trèves (électeurs ecclésiastiques) et les quatre électeurs laïcs, le roi de Bohême, le margrave de Brandebourg, le comte palatin du Rhin et le duc de Saxe. En 1632, l'empereur Ferdinand II octroie la charge électorale palatine au duché de Bavière. Ce sont les traités de Westphalie qui réinvestissent le Palatinat comme huitième électorat (le Palatinat et la Bavière sont à nouveau réunis comme électorat unique en 1777). En 1692, c'est au duché de Brunswick-Lunebourg que revient la neuvième charge électorale qui n'est cependant confirmée par la diète qu'en 1708. Le roi de Bohême joue alors un rôle particulier puisque depuis les croisades contre les hussites, il ne participe plus qu'à l'élection royale sans prendre part aux autres activités du collège des électeurs, situation qui n'est changée qu'en 1708.
Grâce à leur droit électif et à leur position privilégiée par rapport aux autres princes d'Empire, les princes-électeurs ont un rôle décisif sur la politique de l'Empire en particulier jusqu'à la fin de la Guerre de Trente Ans. Jusque dans les années 1630, ils portent la responsabilité pour l'Empire en tant qu'ensemble. C'est à partir de cette époque que leur revendication de pouvoir exclusif est controversée et remise en cause. Dans les années 1680, la Diète voit son rôle redoré, diminuant ainsi fortement l'influence du collège des princes-électeurs qui y reste cependant le groupe le plus important

#### Les princes d’Empire

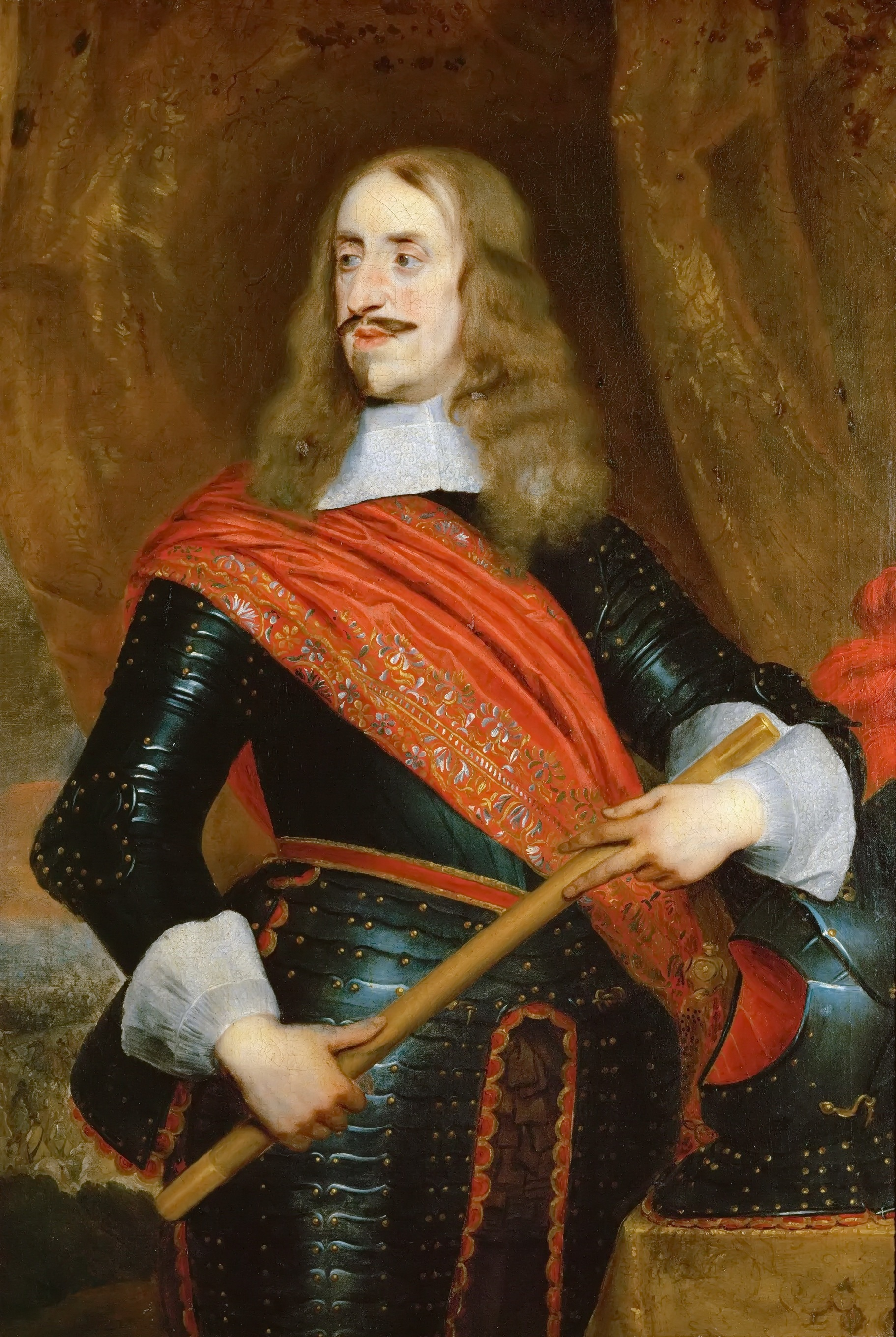
En tant qu'archevêque de Magdebourg, Léopold-Guillaume de Habsbourg est prince d'Empire.

Le groupe des princes d'Empire constitué au milieu du Moyen Âge regroupe tous les princes qui obtiennent leur fief directement de l'empereur. Ce sont des vassaux immédiats. Font partie des princes d'Empire les vieilles maisons comme celle de Hesse mais également d'autres maisons élevées par la suite à ce rang pour services rendus comme celle des Hohenzollern. Tout comme les princes-électeurs, les princes d'Empire se divisent en deux groupes : les princes temporels et les princes religieux.
D'après la Matricule d'Empire de 1521, les quatre archevêques de Magdebourg, Salzbourg, Besançon et Brême ainsi que quarante-six évêques font partie des princes d'Empire religieux. Jusqu'en 1792, ce nombre se réduit à trente-trois dont les deux archevêques de Salzbourg et Besançon et vingt-deux évêques. Contrairement au nombre des princes d'Empire religieux qui diminue d'un tiers jusqu'à la chute de l'Empire, le nombre des princes d'Empire temporels augmente quant à lui de plus du double. La Matricule d'Empire de Worms de 1521 en compte vingt-quatre. À la fin du XVIIIe siècle, leur nombre est de 61.
Lors de la Diète d'Augsbourg de 1582, l'accroissement du nombre des princes d'Empire est réduit aux dynasties. L'appartenance aux états impériaux est désormais liée au territoire du prince, c'est-à-dire que si une dynastie s'éteint, le nouveau seigneur du territoire reprend cette appartenance. Dans le cas d'un partage d'héritage, les héritiers la reprennent conjointement.
Les princes d'Empire forment le banc des princes à la Diète d'Empire. Il est divisé selon la nature de leur pouvoir, temporel ou spirituel. Les voix de chaque prince sont liées au pouvoir qu'il exerce sur un territoire, le nombre des voix étant défini par la Matricule d'Empire. Si un prince temporel ou spirituel règne sur plusieurs territoires, il dispose d'un nombre de voix correspondant. Les plus grands des princes sont en majorité supérieurs aux princes-évêques en matière de pouvoir et de grandeur territoriale et exigent en conséquence depuis le deuxième tiers du XVIIe siècle une assimilation politique et cérémonielle des princes d'Empire avec les princes-électeurs.

#### Les prélats d’Empire
À côté des archevêques et des évêques membres du corps des princes d'Empire, on trouve les dirigeants des abbayes et des chapitres immédiats qui forment un corps particulier au sein de l'Empire : les prélats d'Empire parmi lesquels on trouve donc les abbés d'Empire, les prieurs d'Empire et les abbesses d'Empire. La Matricule d'Empire de 1521 compte 83 prélats d'Empire. Leur nombre diminue jusqu'en 1792 à cause des médiatisations, des sécularisations, des cessions à d'autres États européens ou des nominations au rang de princes pour atteindre 40. La sécession de la Confédération suisse contribue également à la diminution du nombre des prélats d'Empire. Saint-Gall, Schaffhouse, Einsiedeln et leurs abbayes correspondantes ne font alors plus partie de l'Empire.
Les territoires des prélats d'Empire sont le plus souvent très petits, n'englobant parfois que quelques bâtiments. Ils ne peuvent donc qu'avec peine se soustraire à l'emprise des territoires avoisinants. La majorité des prélatures d'Empire se situent dans le sud-ouest de l'Empire. Leur proximité géographique laisse se dessiner une cohésion qui se concrétise en 1575 avec la fondation du banc des prélats souabes (Schwäbisches Reichsprälatenkollegium) qui renforce leur poids. À la Diète d'Empire, ce collège forme un groupe fermé et possède une voix curiale ayant le même poids que celle des princes d'Empire. Tous les autres prélats d'Empire forment le banc des prélats rhénans (Rheinisches Reichsprälatenkollegium) qui possède également une voix propre. Ces derniers n'ont toutefois pas l'influence des prélats souabes du fait de leur éparpillement géographique plus grand.

#### Les comtes d’Empire
Ce groupe est celui qui compte le plus de membres parmi les états impériaux et regroupe les nobles qui ne sont pas parvenus à faire un fief de leur territoire étant donné que les comtes ne sont à l'origine que les administrateurs de propriétés impériales ou plutôt les représentants du roi dans certains territoires. Intégrés dans la hiérarchie de l'Empire en 1521, les comtes se trouvent entre les princes territoriaux et les chevaliers d'Empire et exercent un réel pouvoir seigneurial ainsi qu'un rôle politique important à la cour.
Malgré tout, les comtes, tout comme les grands princes, cherchent à transformer leurs possessions en un État territorial. Dans les faits, ces derniers sont seigneurs depuis le haut Moyen Âge et intègrent parfois le groupe des princes d'Empire comme le comté de Wurtemberg devenu duché en 1495.
Les nombreux territoires comtaux — la matricule d'Empire de 1521 compte en effet 143 comtés —, le plus souvent petits, contribuent de manière significative à l'impression d'émiettement du territoire impérial. La liste de 1792 en laisse apparaître encore cent, ce qui est à mettre sur le compte non des nombreuses médiatisations ou des extinctions de familles mais bien plus sur celui de la nomination de nombreux comtes au rang de comtes d'Empire mais qui n'ont alors plus disposé d'un territoire immédiat.

#### les villes d’Empire
Les villes d'Empire forment une exception politique et juridique dans le sens où l'appartenance aux états impériaux n'est pas liée à une personne mais à une ville en tant qu'ensemble représenté par un conseil. Les villes d'Empire se différencient des autres villes en n'ayant que l'empereur pour souverain. Juridiquement, elles sont les égales des autres territoires de l'Empire. Toutefois, elles ne possèdent pas toutes le droit de siéger et de voter à la Diète d'Empire. Seuls trois quarts des 86 villes d'Empire citées par la Matricule de 1521 siègent à la diète. Pour les autres, l'appartenance aux états impériaux n'a jamais été octroyée. C'est ainsi que Hambourg ne siège à la diète qu'en 1770 étant donné que le Danemark conteste ce statut qu'il n'accepte qu'en 1768 avec le traité de Gottorp.

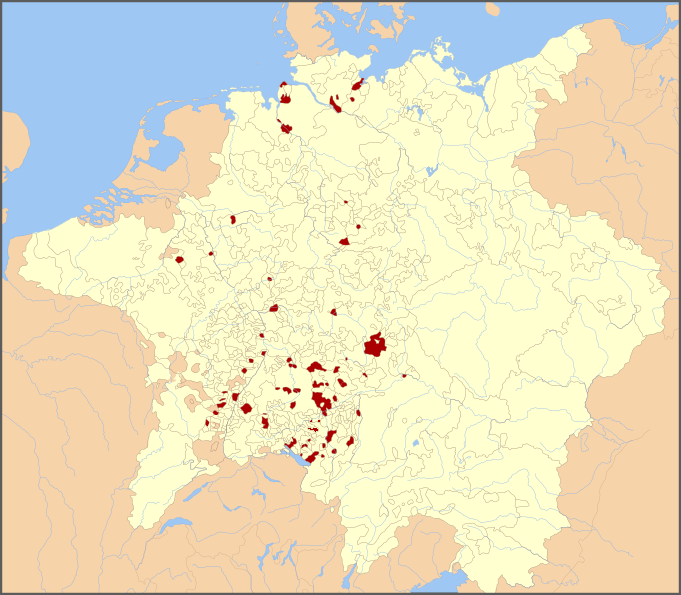
Les villes d'Empire en 1648.

On trouve les fondements des villes d'Empire dans les fondations des villes par les empereurs au Moyen Âge. Ces villes considérées après comme villes de l'Empire sont ensuite uniquement subordonnées à l'empereur. On trouve également des villes qui à la fin du Moyen Âge, renforcées par la Querelle des Investitures, parviennent à se libérer du pouvoir des seigneurs religieux. Ces dernières appelées Villes libres n'ont, contrairement aux villes d'Empire, aucun impôt ou troupe à fournir à l'empereur. À partir de 1489, les villes d'Empire et les villes libres forment le collège des villes d'Empire et sont rassemblées sous le terme de Villes libres et d'Empire (Freie- und Reichsstädte), désignation qui au fil du temps devient Villes libres d'Empire.
En 1792, on ne compte plus que 51 villes d'Empire. Après le recès d'Empire de 1803, on n'en compte plus que six : Lübeck, Hambourg, Brême, Francfort, Augsbourg et Nuremberg. Le rôle et le poids de ces villes n'avaient fait que diminuer depuis le Moyen Âge étant donné que beaucoup d'entre elles étaient petites et ne pouvaient qu'à grand peine se soustraire à la pression des territoires proches. Lors des réunions de la Diète d'Empire, l'avis des villes d'Empire était la plupart du temps pris en note uniquement pour la forme après que celles-ci s'étaient mises d'accord avec les princes-électeurs et les princes d'Empire.

### Autres vassaux immédiats de l'empereur

#### Les chevaliers d’Empire

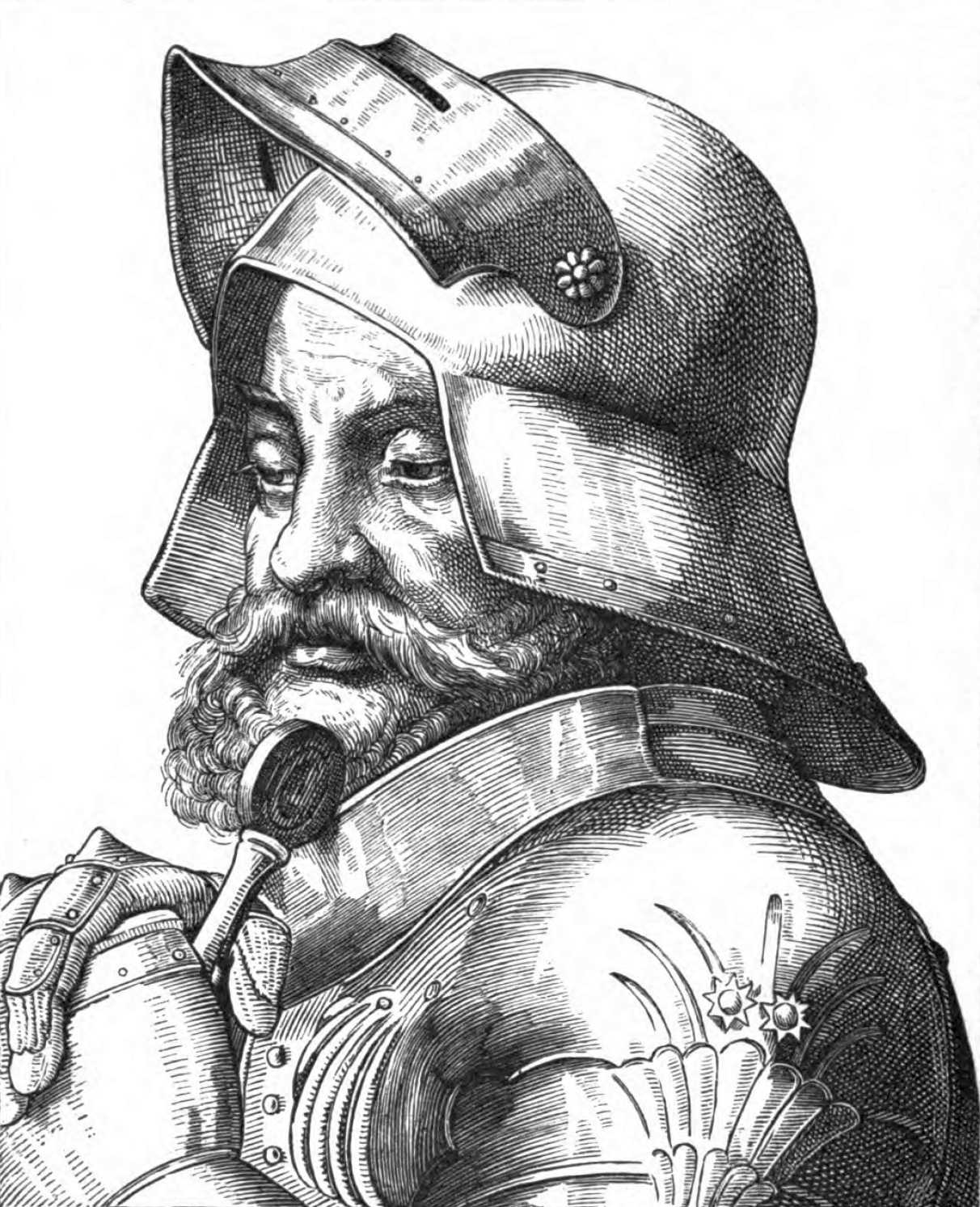
Le chevalier d'Empire Götz von Berlichingen.

L'ordre immédiat des Chevaliers d'Empire (Reichsritter) ne fait pas partie des états impériaux, on ne trouve donc aucune trace de ces derniers dans la Matricule de 1521. Les chevaliers d'Empire font partie de la basse noblesse et forment leur propre État au sortir du Moyen Âge. Ils ne parviennent certes pas à obtenir une reconnaissance totale comme les comtes d'Empire mais opposent une résistance à l'emprise des divers princes territoriaux et conservent ainsi leur immédiateté. L'empereur requiert souvent les services des chevaliers d'Empire qui parviennent ensuite à exercer une très grande influence au sein de l'armée et de l'administration de l'Empire mais également sur les princes territoriaux.
Les chevaliers jouissent de la protection spéciale de l'empereur mais restent exclus de la diète ainsi que de la constitution des cercles impériaux. Les seuls chevaliers d'Empire présents à la diète sont ceux qui sont en même temps des princes ecclésiastiques. Leur soulèvement entre 1521 et 1526 contre l'empereur marque la volonté des chevaliers de faire partie des états impériaux. À partir de la fin du Moyen Âge, ils se rassemblent en différents groupes qui leur permettent de protéger leurs droits et privilèges et de remplir leurs devoirs vis-à-vis de l'empereur. C'est pourquoi la chevalerie d'Empire s'organise à partir du milieu du XVIe siècle en quinze cantons (Ritterorte) eux-mêmes regroupés en trois cercles (Ritterkreise) : ceux de Souabe, de Franconie et Am Rhein. Les cantons se constituent à partir du XVIIe siècle d'après le modèle de la Confédération suisse. À partir de 1577 se déroulent des rassemblements de chevaliers d'Empire appelés Generalkorrespondenztage. Toutefois, les cercles et les cantons restent très importants en raison de leur fort ancrage territorial.

#### Les villages d’Empire
Les villages d'Empire sont reconnus par les traités de Westphalie de 1648 aux côtés des autres états impériaux et de la chevalerie d'Empire. Ils sont les reliquats des bailliages dissous au XVe siècle. Les villages d'Empire, peu nombreux, se composent de communes ou de minuscules morceaux de territoire situés sur d'anciennes terres de la couronne. Uniquement subordonnés à l'empereur, ils possèdent l'auto-administration ainsi que la haute juridiction. Des 120 villages d'Empire existants à l'origine, on n'en trouve plus que cinq en 1803 qui sont rattachés dans le cadre de la médiatisation due au recès d'Empire à de grandes principautés voisines.

## Institutions

### La Diète d’Empire

Institutions de l'Empire.

La Diète d'Empire (Reichstag) est le résultat le plus important et le plus durable des réformes impériales de la fin du XVe siècle et du début du XVIe siècle. Elle se développe depuis l'époque de Maximilien Ier et en particulier à partir de 1486 où le mode de délibération est divisé entre les princes-électeurs et les princes d'Empire pour devenir l'institution constitutionnelle et juridique suprême sans qu'il y ait eu cependant un acte fondateur ou un fondement légal. Dans le combat entre l'empereur et les princes d'Empire pour que l'Empire soit plus centralisé d'une part ou plus fédéraliste de l'autre, la Diète se révèle être le garant de l'Empire. La Diète comporte trois bancs : celui des princes-électeurs, celui des princes d'Empire et celui des villes d'Empire.
Jusqu'en 1653-1654, la Diète se réunit dans différentes villes d'Empire puis à partir de 1663, elle se réunit en diète perpétuelle à Ratisbonne. La Diète ne peut être convoquée que par l'empereur qui cependant est obligé à partir de 1519 de recueillir l'approbation des princes-électeurs avant d'envoyer les différentes convocations. L'empereur a également le droit de fixer l'ordre du jour sans toutefois exercer une grande influence sur les thèmes discutés. La Diète est dirigée par l'archevêque de Mayence qui exerce un rôle politique important, elle peut durer de quelques semaines à plusieurs mois. Les décisions de la Diète sont consignées dans les recès d'Empire (Reichsabschied). Le dernier d'entre eux, le dernier recès impérial (recessus imperii novissimus), date de 1653-1654.

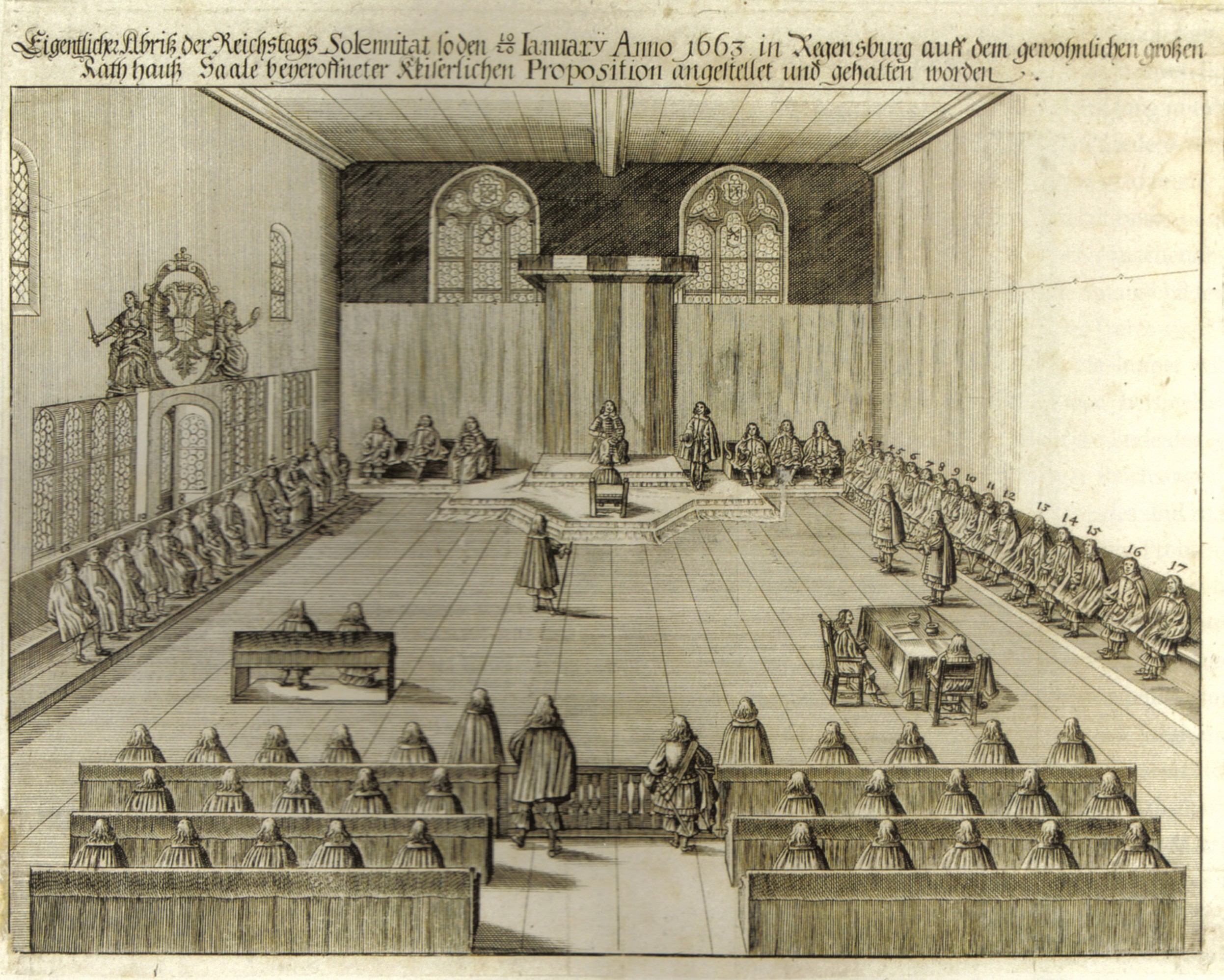
Diète de Ratisbonne en 1663.

La permanence de la Diète perpétuelle d'Empire après 1663 n'a jamais été formellement décidée mais a découlé des circonstances des délibérations. La Diète perpétuelle se développe très vite du fait de sa permanence en un simple congrès d'envoyés où les états impériaux apparaissent très rarement. Étant donné qu'il n'a jamais formellement été mis fin à la Diète perpétuelle, les décisions qui y ont été prises sont rassemblées sous la forme d'un Conclusum d'Empire (Reichsschluss). La ratification de ces conclusions est le plus souvent faite par le représentant de l'empereur, le Commissaire principal (Prinzipalkommissar), sous la forme de décrets de commission impériaux (Kaiserlichen Commissions-Decrets).
Les lois nécessitent l'approbation des trois groupes et l'empereur les ratifie. Si des décisions sont prises à la majorité ou à l'unanimité dans les conseils d'États respectifs, les résultats des consultations sont échangés et l'on essaie de présenter à l'empereur une décision commune aux états impériaux. En raison d'un processus toujours plus difficile, on essaie également de faciliter les décisions en mettant différentes commissions en place. Après la Réforme et la Guerre de Trente Ans, se constituent en conséquence de la division confessionnelle de 1653 le Corpus Evangelicorum puis le Corpus Catholicorum. Ces deux groupes rassemblent des états impériaux des deux confessions et discutent séparément des affaires de l'Empire. Les Traités de Westphalie stipulent en effet que les questions religieuses doivent être réglées non plus selon le principe de majorité mais selon celui de consensus.

### Les cercles impériaux

Les cercles impériaux.

Les cercles impériaux naissent à la suite de la réforme de l'Empire à la fin du XVe siècle ou plus sûrement au début du XVIe siècle avec la promulgation de la paix perpétuelle à Worms en 1495. Les six premiers cercles impériaux sont institués à la Diète d'Augsbourg de 1500 en même temps que la création du Gouvernement d'Empire (Reichsregiment). Ils ne sont alors désignés que par des numéros et se composent de groupes de tous les états impériaux, excepté les princes-électeurs. Avec la création de quatre cercles impériaux supplémentaires en 1517, les territoires héréditaires des Habsbourg et les électorats sont intégrés à la constitution des cercles. Les cercles sont : l'Autriche, la Bourgogne, l'électorat du Rhin, la Basse-Saxe, la Haute-Saxe, la Bavière, le Haut-Rhin, la Souabe, la Franconie et le Bas-Rhin-Westphalie. Jusqu'à la chute de l'Empire, l'électorat et le royaume de Bohême et les territoires qui y sont liés — Silésie, Lusace et Moravie — restent en dehors de cette division en cercles tout comme la Confédération suisse, la chevalerie d'Empire, les fiefs situés en Italie impériale et quelques comtés et seigneuries d'Empire comme Jever.
Leur mission réside principalement dans la préservation et le rétablissement de la paix nationale en assurant une cohésion géographique entre eux, les cercles s'entraidant en cas de difficultés. Ils ont également pour mission de résoudre les conflits qui éclatent, de faire exécuter les lois impériales, de les imposer si besoin, d'encaisser les impôts mais aussi de mener une politique commerciale, monétaire ou encore de santé. Les cercles impériaux disposent d'une diète où sont discutées les différentes affaires économiques, politiques ou militaires, faisant d'eux des acteurs politiques importants, notamment en ce qui concerne la Chambre impériale de justice. Pour Jean Schillinger, les cercles ont probablement « joué un rôle important dans l'émergence d'une conscience régionale dans des territoires comme la Westphalie, la Franconie ou la Souabe ».

### La Chambre impériale de justice
La Chambre impériale de justice est officiellement créée le 7 août 1495 en même temps qu'est menée la réforme de l'Empire et qu'est instaurée la Paix perpétuelle sous le règne de l'empereur Maximilien Ier, mais elle avait déjà été instituée sous Sigismond en 1415. Elle fonctionne jusqu'en 1806. Elle est avec le Conseil aulique le tribunal suprême de l'Empire et a pour mission de mettre en place une procédure réglementée pour éviter les guerres privées ou encore la violence. C'est une institution « professionnalisée et bureaucratisée ». La Chambre se compose d'un juge et de seize assesseurs divisés par moitié entre chevaliers d'Empire et juristes. La première session a lieu le 31 octobre 1495, la Chambre siège alors à Francfort-sur-le-Main. Après avoir également siégé à Worms, Augsbourg, Nuremberg, Ratisbonne, Spire et Esslingen, elle siège à Spire à partir de 1527. Lorsque Spire est détruite lors de la guerre de la Ligue d'Augsbourg, la Chambre part pour Wetzlar où elle siège de 1689 à 1806.

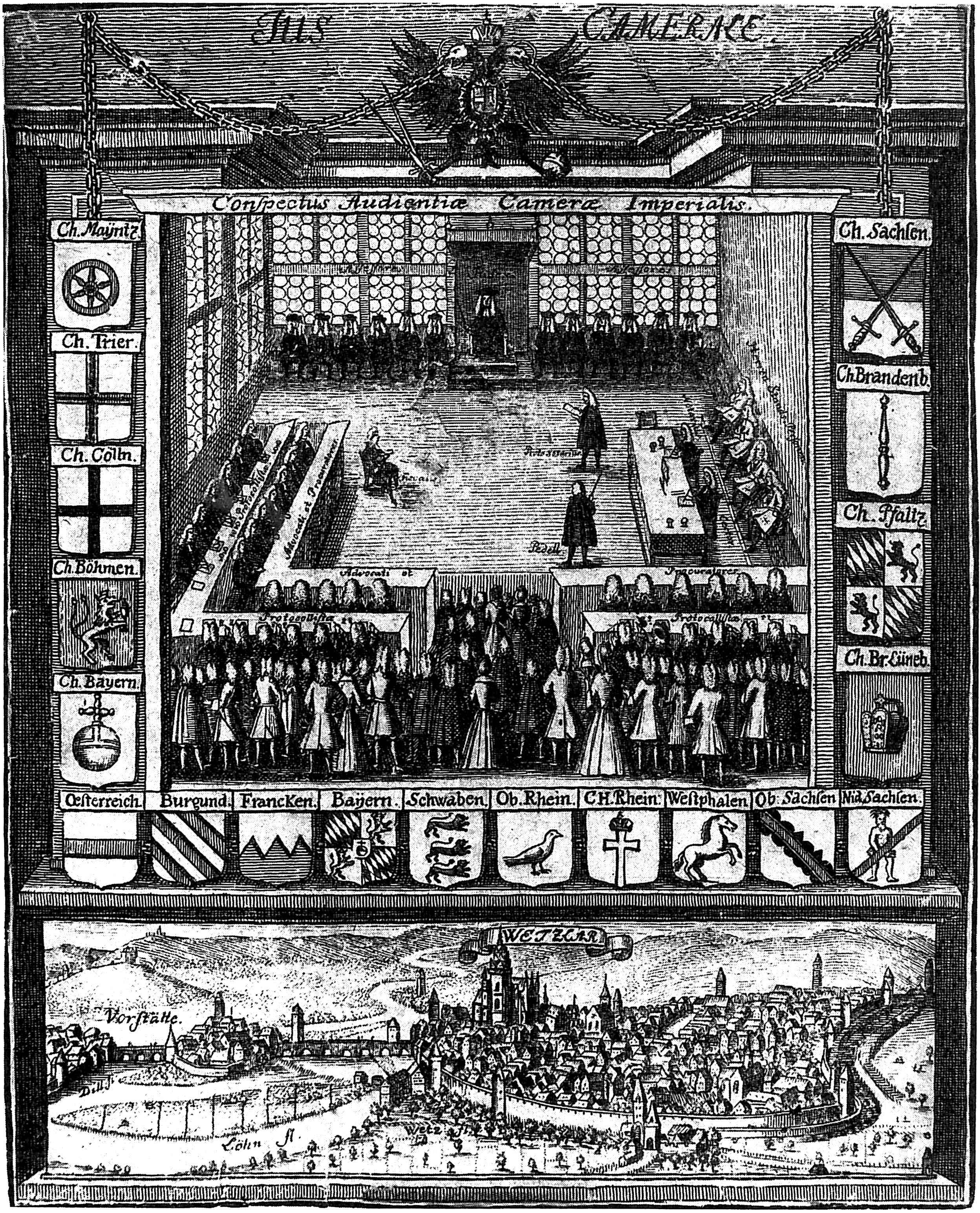
Audience à la Chambre impériale de justice.

À partir de la Diète d'Empire de Constance de 1507, les princes-électeurs envoient six assesseurs à la Chambre, tout comme les cercles impériaux. L'empereur en nomme deux pour ses territoires héréditaires et les deux derniers sièges sont choisis par les comtes et les seigneurs, soit un nombre total de seize assesseurs. Les assesseurs démissionnaires sont remplacés sur proposition des cercles. Lorsque le nombre des assesseurs passe à 24 en 1550, le rôle des cercles impériaux reste intact en regard de leur importance pour la paix perpétuelle qu'ils doivent préserver. À partir de cette époque, chaque cercle a le droit d'envoyer deux représentants : un juriste expérimenté et un représentant de la chevalerie d'Empire. Même après les traités de Westphalie où le nombre des assesseurs est de nouveau augmenté pour atteindre les cinquante (26 catholiques et 24 protestants) et après le dernier recès impérial, la moitié des assesseurs sont des représentants des cercles impériaux.
En créant la Chambre impériale de justice, l'empereur perd son rôle de juge absolu, laissant le champ libre à l'influence des états impériaux, qui sont d'ailleurs chargés de faire appliquer les décisions de justice. Cela n'avait pas été le cas depuis le début du XVe siècle avec la cour d'appel royale. Les premières lois qui sont promulguées comme la Paix perpétuelle ou l'impôt appelé Denier commun montrent toutes ensemble le succès des états impériaux face à l'empereur. Ce succès est également visible à travers le lieu de siège, une ville d'Empire située loin de la résidence impériale. En tant que Cour d'Appel, la Chambre impériale permet aux sujets de faire des procès à leurs seigneurs respectifs.
Comme les états impériaux participent à l'établissement et à l'organisation de la Chambre, ils doivent aussi participer aux frais occasionnés étant donné que les taxes et autres prélèvements sont insuffisants. Il y règne en effet une « misère financière ». Afin que la Chambre puisse fonctionner, les États provinciaux approuvent un impôt impérial permanent (le Kammerzieler) après que le Denier Commun a été refusé comme impôt général par la Diète de Constance en 1507. Malgré un montant fixé et un échéancier, les paiements sont sans cesse repoussés, ce qui cause de longues interruptions dans le travail de la Chambre. Toutefois, Jean Schillinger souligne que la Chambre a beaucoup fait pour l'unification juridique de l'Empire.

### Le Conseil aulique
Avec la Chambre impériale de justice, le Conseil aulique siégeant à Vienne est l'instance judiciaire suprême. Ses membres nommés par l'empereur forment un groupe chargé de le conseiller. Le Conseil aulique se compose de douze à dix-huit membres à l'origine pour atteindre le nombre de vingt-quatre en 1657 puis de trente en 1711. Certains territoires relèvent de la juridiction commune des deux instances mais certains cas ne peuvent être traités que par le Conseil aulique comme les questions de fiefs, l'Italie impériale incluse, et les droits réservés impériaux.
Étant donné que le Conseil aulique ne se tient pas à un règlement juridique comme le fait la Chambre impériale, les procédures devant le Conseil aulique sont en général rapides et non-bureaucratiques. De plus, il diligente de nombreuses commissions formées d'états impériaux neutres pour enquêter sur les événements sur place. Les plaignants protestants se sont souvent demandé si le Conseil aulique qu'ils considèrent comme partial leur était destiné — l'empereur est en effet catholique.

## Territoire et population

### Territoire impérial

Le Saint-Empire en l'an mil.

Lors de sa fondation, le territoire impérial compte environ 470 000 kilomètres carrés. Selon des estimations grossières, on compte environ dix habitants par kilomètre carré sous Charlemagne. La partie occidentale qui avait appartenu à l'Empire romain est plus peuplée que la partie orientale. Au milieu du XIe siècle, l'Empire compte 800 000 à 900 000 kilomètres carrés et il regroupe environ huit à dix millions d'habitants. Pendant tout le haut Moyen Âge, la population augmente pour atteindre 12 à 14 millions à la fin du XIIIe siècle. Toutefois, les vagues de peste et la fuite de nombreux Juifs en Pologne au XIVe siècle signent un recul significatif. À partir de 1032, l'Empire se compose du Regnum Francorum (Francie orientale), appelé plus tard Regnum Teutonicorum, du Regnum Langobardorum ou Regnum Italicum correspondant à l'actuelle Italie du Nord et du centre, et du royaume de Bourgogne.
Le processus de formation d'un État-nation et de son institutionnalisation dans les autres pays européens comme la France et l'Angleterre à la fin du Moyen Âge et au début de l'Époque moderne recouvre aussi la nécessité de posséder des frontières extérieures clairement définies à l'intérieur desquelles l'État est présent. Au Moyen Âge, il s'agit, contrairement aux frontières modernes précisément définies sur les cartes, de zones frontalières plus ou moins larges comportant des chevauchements. À partir du XVIe siècle, on peut reconnaître une surface territoriale propre à chaque territoire d'empire et à chaque État européen.
Le Saint-Empire romain germanique regroupe au contraire tout au long de l'Époque moderne des territoires reliés étroitement à lui, des zones où la présence de l'Empire est réduite et des territoires en marge qui ne prennent aucune part au système politique de l'Empire bien qu'ils soient considérés comme en faisant partie. L'appartenance à l'Empire se définit bien plus par la vassalité au roi ou à l'empereur et par les conséquences juridiques qui en découlent.
Les frontières de l'Empire au nord sont assez claires en raison des côtes maritimes et de l'Eider qui sépare le duché de Holstein faisant partie de l'Empire et le duché de Schleswig, fief du Danemark. Au sud-est les territoires héréditaires des Habsbourg avec l'Autriche sous l'Enns, la Styrie, la Carniole, le Tyrol et la principauté épiscopale de Trente marquent également clairement les frontières de l'Empire. Au nord-est, la Poméranie et le Brandebourg appartiennent à l'Empire. Le territoire de l'ordre Teutonique en revanche est considéré par la plupart des historiens comme n'en faisant pas partie bien qu'il soit d'imprégnation allemande et qu'il soit considéré déjà en 1226 avant sa fondation comme un fief impérial dans la Bulle d'or de Rimini. Il possède alors des privilèges, ce qui aurait été insensé si ce territoire n'avait pas appartenu à l'Empire. La Diète d'Augsbourg de 1530 déclare la Livonie membre de l'Empire. Cette même Diète s'est longtemps refusée à transformer ce territoire en duché polonais.
En général, le royaume de Bohême est représenté sur les cartes comme faisant partie de l'Empire. Cela est d'autant plus correct que la Bohême est un fief impérial et le roi de Bohême — dignité créée seulement sous les Hohenstaufen — est un prince-électeur. Toutefois, dans la population parlant en majorité le tchèque, le sentiment d'appartenance à l'Empire est très faible, on trouve même des traces de ressentiment.
À l'ouest et dans le sud-ouest de l'Empire, les frontières restent floues. Les Pays-Bas en sont un bon exemple. Les Dix-Sept Provinces, qui regroupent alors l'actuelle Belgique (à l'exception de la principauté de Liège), les Pays-Bas et le Luxembourg, sont transformés en 1548 par le Traité de Bourgogne en un territoire où la présence impériale est faible. Le territoire ne fait par exemple plus partie de la juridiction de l’Empire mais il en reste toutefois membre. Après la guerre de Trente Ans, en 1648, les treize provinces néerlandaises ne sont plus considérées comme faisant partie de l’Empire, ce que personne ne contredit.

Le Saint-Empire après les traités de Westphalie, 1648.

Au XVIe siècle, les évêchés de Metz, Toul et Verdun sont progressivement pris par la France, tout comme la ville de Strasbourg annexée en 1681. Quant à la Confédération suisse, elle n’appartient de fait plus à l’Empire à partir de 1648 mais, déjà depuis la paix de Bâle de 1499, elle ne prend plus part à la politique impériale. Malgré tout, la thèse autrefois soutenue selon laquelle la paix de Bâle aurait signifié de facto une sécession de la Confédération de l’Empire ne tient plus car les territoires fédéraux avaient continué à se considérer comme partie intégrante de l’Empire. La Savoie située au sud de la Suisse appartient juridiquement parlant à l’Empire jusqu'en 1801 mais son appartenance avait été descellée depuis longtemps.
L'empereur revendique la suzeraineté sur les territoires de l’Italie impériale, c'est-à-dire sur le grand-duché de Toscane, les duchés de Milan, Mantoue, Modène, Parme et Mirandola. Le sentiment d'être allemand de ces territoires est à la hauteur de leur participation à la politique impériale : inexistante. Ils ne revendiquent pas les droits qu’a tout membre de l'Empire mais ne se soumettent pas non plus aux devoirs correspondants. En général, ces territoires ne sont pas reconnus comme faisant partie de l'Empire.
Cela étant, il subsistera jusqu'à la fin du XVIIIe siècle un relais de l'autorité impériale dans la péninsule : une « Plénipotence » d'Italie, installée le plus souvent à Milan. Son chef (Plenipotentiarius, commissarius caesareus) et le procureur (Fiscalis imperialis per Italiam) qui l'assiste sont nommés par l'Empereur. Même à l'époque moderne, il s'en faut que les droits impériaux en Italie soient devenus insignifiants. Et comme jadis au temps des Staufen régnants sur le royaume des Deux-Siciles, ils ont été « réactivés » à diverses reprises par l'implantation patrimoniale des Habsbourg dans la péninsule.

L’Empire d’Allemagne vers 1710 par Nicolas de Fer. Carte de l’empire avec l’empereur Joseph Ier et les frontières intérieures soulignées

C'est par l'effet d'une mise au ban de l’Empire des princes coupables d’avoir embrassé le parti français pendant la guerre de Succession d'Espagne, que les possessions des Gonzagues (Mantoue et Castiglione) seront transférées à la Maison d’Autriche (1707). Les successions ultérieures de Toscane (1718/1737), Parme (1718/1723) et Modène (1771) seront réglées sur la base de leur qualité de fiefs d’Empire. Le rite de l'investiture d'Empire demeura la règle dans la plus grande partie du « royaume d’Italie », à chaque mutation successorale de la famille régnante ou à chaque avènement impérial. En 1755, la maison de Savoie verse ainsi pour l’investiture du Piémont et de ses autres possessions 85 000 florins de taxes féodales à la chancellerie viennoise, tandis que les quatre États (Toscane, Parme, Gênes et Lucques) sur lesquels les droits impériaux ont fini par devenir les plus contentieux, ne s’en acquittent pas moins des contributions militaires levées au XVIIIe siècle au nom de l'Empire. La souveraineté judiciaire de l'Empire ne cessera pas de s’exercer en Italie : durant les vingt-cinq années du règne de Joseph II (1765-1790), quelque 150 procès italiens seront en instance au Conseil Aulique (« Reichshofrat »). Ces faits soulignent la pérennité au sein du Saint-Empire de cette Italie, que les atlas historiques croient en général pouvoir retrancher à partir du milieu du XVIIe siècle de la carte impériale.

### Population et langues
Les origines ethniques de la population de l'Empire sont multiples ; généralement elles comptaient moins que l'adhésion à la religion chrétienne. Parallèlement aux territoires de langue allemande, on trouve d'autres groupes linguistiques. Les différents dialectes du groupe allemand (regroupés en trois sous-groupes : bas, moyen, et haut-allemands) sont majoritaires dans la population du centre et du nord de l'Empire. Mais ce ne sont pas les seules langues, et les territoires de langue allemande se différencient considérablement entre eux en raison des conditions historiques différentes. On trouve également des langues slaves à l'est, et diverses langues romanes avec l'émergence de l'ancien français véhiculaire, ancêtre du français moderne, qui persiste durablement dans les anciennes villes-cités de l'ouest de l'Empire, et bien sûr les langues et dialectes italiens au sud des Alpes.
À l'époque du regnum francorum, le latin est la langue officielle. Tout ce qui concerne le droit est rédigé en latin. Le latin est la langue internationale de l'époque et il va rester la langue de la diplomatie sous le Saint-Empire et en Europe, et cela au moins jusqu'au milieu du XVIIe siècle. La langue allemande est quant à elle introduite à la chancellerie impériale à partir du règne de Louis IV. La Bulle d'or de 1356 préconise que les princes-électeurs et leurs enfants connaissent l'allemand, le latin, l'italien et le tchèque, ces idiomes étant les langues véhiculaires du Saint-Empire.
Après les migrations germaniques, des territoires orientaux de la future partie de l'Empire de langue allemande étaient encore peuplés en majorité par des Slaves et les territoires occidentaux par des Germains. La frontière linguistique entre Slaves et Germains est déjà établie entre le VIe siècle et le VIIe siècle, avec encore parfois des progressions fulgurantes des Slaves au VIIIe siècle vers l'ouest au détriment des seconds. La tâche politique des élites franques puis saxonnes, localement slavisées de mœurs par incorporation familiale ou clanique, aidées par les missions de la religion chrétienne, a été de constituer des marches, qui ont pu favoriser ultérieurement une colonisation médiévale de langue allemande. La plupart des territoires orientaux de la sphère linguistique allemande ont été progressivement intégrés à l'Empire. Mais certains territoires contrôlés plus tardivement par les Germains, comme la Prusse-Orientale, ne furent jamais intégrés à l'Empire. Ces territoires, peuplés auparavant par des Baltes et accessoirement des Slaves, ont été germanisés dans des proportions diverses à la suite de l’Ostsiedlung (expansion vers l'Est), par des colons germanophones venant des territoires occidentaux. Le réseau des villes libres marchandes de la Hanse a notamment favorisé cette expansion en contrôlant la navigation de toute la mer Baltique. Dans certains territoires d'Europe de l'Est, des populations baltes, slaves et germaniques se sont mélangées au fil des siècles.
Dans le territoire occidental, au sud-ouest de l'ancien limes de l'Empire romain, pourtant dominé politiquement par des familles d'origine ou d'affiliation germanique, il y a encore quelques influences celtiques régressives dans les campagnes au Xe siècle, mais surtout une permanence culturelle et linguistique romane, tout comme dans le royaume de France voisin. Sur le plan local, ces influences étaient dans un premier temps très disparates. Au fil du temps, les différents groupes de population s'y sont mélangés. Entre le IXe siècle et Xe siècle une frontière ethnolinguistique de plus en plus précise entre zones romanophones et germanophones s'est installée au sein de l'Empire, indépendamment des frontières politiques, mais en fonction des origines majoritaires des populations de part et d'autre. Là où les apports issus des migrations germaniques étaient restés minoritaires, les dialectes romans se sont par la suite durablement installés et généralisés. Dans ces parties du territoire dominent donc des influences ethniques de différentes régions du défunt Empire romain : italiennes au sud, et gallo-romaines à l'ouest. Hors de la Francia occidentalis, essentiellement gallo-romaine, qui est devenue le royaume de France, les villes épiscopales d'obédience impériale ou « civitates in imperio » de langue romane, et entourés de campagnes romanophones, sont ainsi restés nombreuses. L'histoire simplifiée du XIXe siècle se bornant parfois trop aux frontières politiques, a eu tendance à gommer ces particularités culturelles, qui ont été longtemps déterminantes culturellement pour ces évêchés médiévaux. Citons Liège, Metz, Toul, Verdun, Besançon, Genève, Lausanne, Lyon, Viviers, Vienne (Isère), Grenoble, Arles.
Les populations au sein du Saint-Empire romain germanique ont également connu des immigrations, des émigrations et d'autres mouvements de population à l'intérieur même des frontières de l'Empire. Après la guerre de Trente Ans, immense et longue déflagration politico-religieuse du cœur de l'imperium, c'est une politique de migration en partie ciblée qui est mise en place par les princes dépourvues de populations denses, par exemple en Prusse, qui a conduit à une migration considérable dans les territoires concernés. Par exemple, le royaume de Prusse ayant capté le contrôle de la ressource en blé au XVIIIe siècle peut construire un État moderne et laisser venir ou attirer, pour assurer sa puissance, les populations saxonnes déshéritées en surplus du sud, mais aussi des minorités protestantes germaniques et slaves de l'est et du sud de l'Europe médiane, ainsi que des réfugiés protestants britanniques, allemands ou français…

## Symbole

### L’aigle impériale

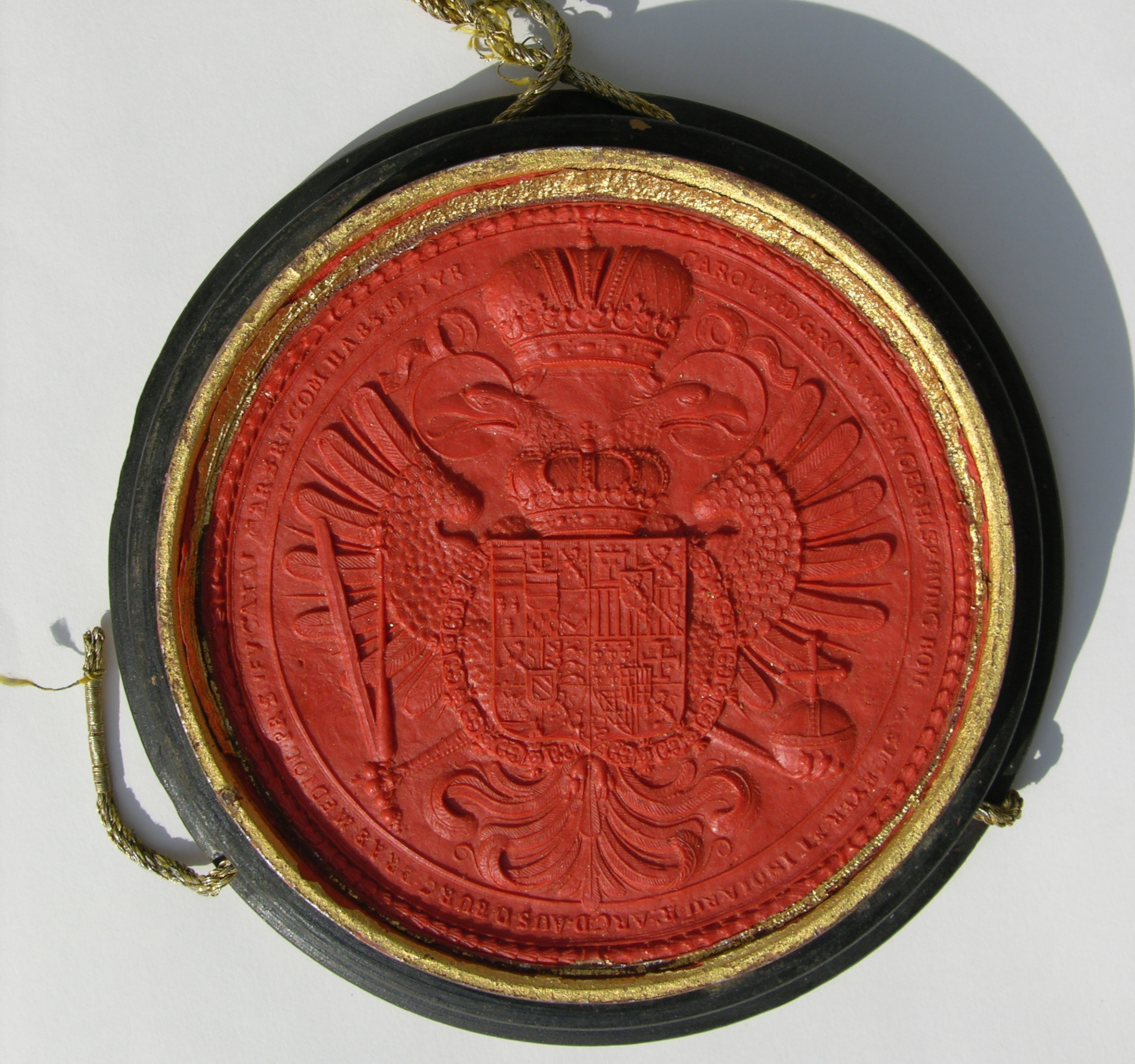
Sceau de Charles VI avec l'aigle bicéphale.

L'aigle est le symbole de la puissance impériale et cela depuis l'Empire romain auquel le Saint-Empire se rattache. C'est au XIIe siècle avec l'empereur Frédéric Barberousse que l'aigle devient les armoiries de l'Empire et donc le symbole du Saint-Empire romain germanique. Avant cette date, on la retrouve sous différents empereurs comme symbole du pouvoir impérial sans toutefois être quelque chose de fixe. On la retrouve en effet sous Otton Ier ou Conrad II.
Avant 1312, l'aigle impériale sur les armoiries du Saint-Empire est simple. Ce n'est qu'après cette date que l'aigle devient bicéphale sous le règne de Frédéric III (1452-1493). Toutefois, l'apparition de cette aigle bicéphale a été progressive. On la retrouve déjà en 1312 sur la bannière impériale et c'est sous Charles IV qu'elle s'impose sur la bannière. La bannière d'Empire suit également l'évolution héraldique. Jusqu'en 1410, elle porte une aigle simple. Ce n'est qu'après cette date qu'elle arbore une aigle bicéphale.
C'est sous Sigismond Ier que l'aigle bicéphale devient le symbole de l'empereur sur les sceaux, les monnaies, le drapeau impérial, etc., tandis que l'aigle simple devient le symbole du roi. L'utilisation de l'aigle est un acte d'allégeance à l'Empire. De nombreuses villes d'Empire reprennent l'aigle impériale comme Francfort-sur-le-Main qui arbore une aigle simple depuis le XIIIe siècle sur ses armoiries, Lübeck qui arbore quant à elle une aigle bicéphale depuis 1450 ou Vienne depuis 1278. Après la chute du Saint-Empire, l'aigle impériale est reprise par le Reichstag de 1848 comme symbole de l'Empire allemand.

### Les regalia impériaux

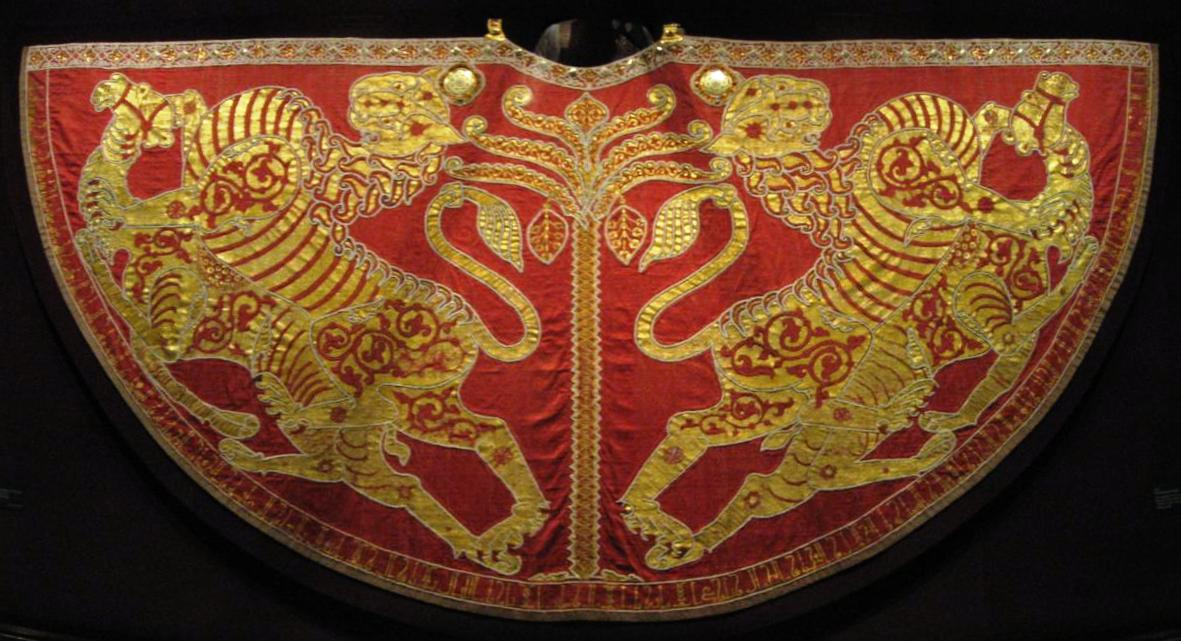
Le manteau de couronnement.

Les regalia du Saint Empire (Reichskleinodien) se composent de plusieurs objets (environ 25), rassemblés aujourd'hui à Vienne. On compte parmi les plus importantes pièces la couronne impériale réalisée sous Otton Ier, la croix impériale réalisée en Lorraine vers 1025 servant de reliquaire pour deux autres regalia : la Sainte Lance et un morceau de la Sainte Croix. Le glaive, l'orbe et le sceptre sont les trois autres composants des regalia impériaux que l'empereur a en sa possession lors de son couronnement.
Parallèlement à ces regalia, on peut également évoquer différents ornements comme le manteau impérial daté du XIIe siècle que l'empereur revêt lors de son couronnement. Le manteau est brodé de 100 000 perles et pèse onze kilogrammes. Les ornements se composent aussi de gants brodés de perles et de pierres précieuses, de chausses et de chaussons brodés, de l'aube et de l'évangéliaire.
Devant l'avancée des troupes françaises, les regalia sont emportés à Ratisbonne puis à Vienne en 1800. Après l'effondrement de l'Empire, les villes de Nuremberg et d’Aix-la-Chapelle se sont disputé la conservation des regalia. En 1938, ils sont transportés sur l’ordre d’Hitler à Nuremberg. Retrouvés dans un bunker en 1945, ils sont de nouveau transportés à Vienne l'année suivante. Les regalia du Saint-Empire sont aujourd’hui le trésor médiéval le plus complet.